# Duomo di Como
La Cattedrale di Santa Maria Assunta, nota comunemente come Duomo di Como, è il principale edificio di culto della città di Como; è la chiesa madre dell'omonima diocesi della Chiesa cattolico-romana.
Situata vicino al lago, rappresenta uno dei più ragguardevoli monumenti dell'Italia settentrionale. All'interno sono custoditi arazzi del XVI e XVII secolo, realizzati a Ferrara, Firenze e Bruxelles, e dipinti cinquecenteschi di Bernardino Luini e Gaudenzio Ferrari.

## Storia

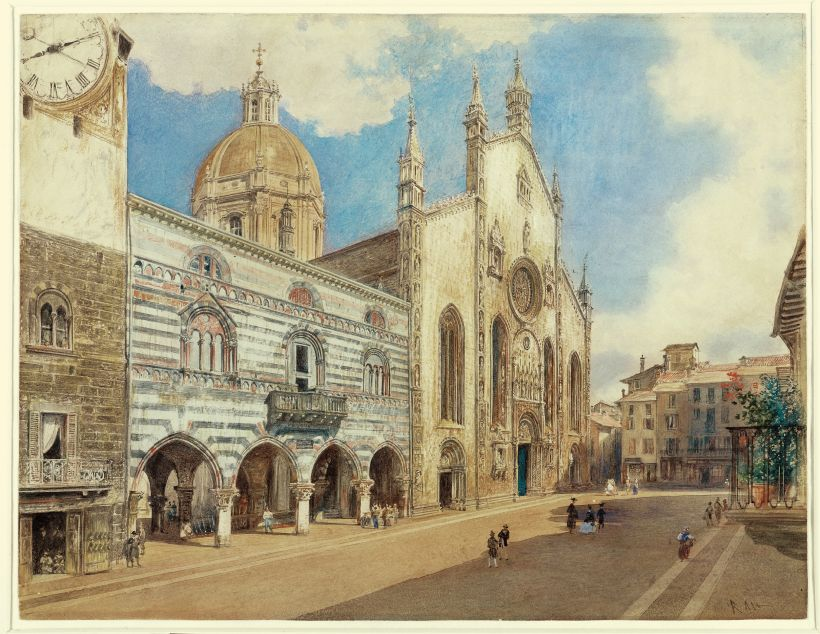
Il duomo di Como in un acquarello del pittore viennese Rudolf von Alt

Trasformazioni edilizie nell'area circostante il Duomo di Como fra il XI e il XX secolo

### Origini e costruzioni precedenti
Escludendo episodi leggendari o che comunque non lasciarono effetti storicamente apprezzabili, la presenza del cristianesimo nella città di Como è databile a partire dal IV secolo, quindi dopo la liberalizzazione del culto cristiano voluta - a fini politici - dall'imperatore Costantino (313), e probabilmente anche dopo che Teodosio I aveva fatto del cristianesimo la religione ufficiale dell'Impero romano (editto di Tessalonica, 380).
Un dato certo è che i membri della primitiva chiesa cristiana costruirono i propri edifici di culto al di fuori della città vera e propria, di quella Novum Comum che - già quattro secoli prima - Giulio Cesare aveva popolato con cinquemila coloni romani e che era delimitata e difesa dalla sua cerchia muraria. Sicuramente i primi templi dei cristiani comaschi, e probabilmente anche alcuni loro insediamenti abitativi, sorsero nella fascia di territorio che circondava le mura cittadine per un raggio di circa "mille passi" (mille passus, un miglio) - facendo giuridicamente da cuscinetto tra la città e il resto del territorio - e che era attraversata dalla via Regina, l'antica strada che metteva in comunicazione la convalle di Como con Milano a sud e con la Germania Magna a nord.
Il primo vescovo di quella chiesa locale, Felice, giunto da Milano verso la fine del IV secolo, scelse come base del proprio apostolato non la città murata, ma il pago suburbano di Zezio, una zona, peraltro, già da secoli costellata di santuari non cristiani. Alle falde del colle del Baradello Felice fece costruire un primo luogo di culto cristiano, là dove - almeno secondo la tradizione - sorgeva un tempio in onore di Mercurio e dove egli stesso venne poi sepolto: la prima cattedrale di Como, dunque, fu quella basilica che in seguito venne intitolata a san Carpoforo.
Il vescovo Amanzio, secondo successore di Felice a partire dall'anno 420 circa, fece edificare una nuova basilica, intitolata agli apostoli Pietro e Paolo (sulla cui area, nell'XI secolo, i Benedettini avrebbero poi costruito l'attuale basilica di Sant'Abbondio). Qui Amanzio trasferì la propria sede e qui venne sepolto, come pure Abbondio e diversi loro successori. Il trasferimento della cattedrale dalla basilica alle pendici del Baradello alla nuova basilica dei Santi Pietro e Paolo (pur sempre però entro l'ambito del pago suburbano) va attribuito al fatto che la prima sede risultava troppo scomoda per le nuove esigenze del culto, esigenze che nel giro di oltre sessant'anni erano con ogni probabilità cresciute, nonostante le gravi difficoltà che la nuova religione incontrava soprattutto da parte degli ottimati e delle classi superiori della città, la cui conversione è attribuita soprattutto all'opera del vescovo Abbondio.
Probabilmente fu con Abbondio che il culto cristiano entrò ufficialmente anche nella città murata, nel foro della quale venne eretto il primo battistero intramurario, San Giovanni in Atrio, considerato già allora il battistero ufficiale del vescovo anche se la cattedrale rimaneva la basilica suburbana dei Santi Pietro e Paolo: la sede del vescovo, in effetti, fu mantenuta, ancora per diversi secoli, nel pago suburbano di Zezio. La chiesetta di San Michele (oggi cappella del palazzo vescovile), invece, era probabilmente un battistero ariano, particolarmente attivo dopo l'occupazione della città da parte dei Longobardi (589), che proprio nella zona dell'attuale palazzo vescovile avevano realizzato uno dei primi insediamenti per sé e per i propri cavalli. È ovvio però che, oltre a quei primi battisteri, sorsero in seguito altre chiese nella città murata, tra le quali la chiesa di Sant'Eufemia, che la tradizione dice costruita nell'area del foro e dell'antico tempio di Giove, e nella quale durante l'Alto Medioevo venne trasferita la sede della cattedrale.
All'inizio dell'XI secolo (prima del 1015, forse anche prima, nel 1006), la sede della cattedrale venne nuovamente spostata, da Sant'Eufemia alla chiesa romanica di Santa Maria Maggiore, più vicina al lago e al porto (da poco tempo il vescovo di Como aveva anche acquisito diritti feudali sulla riva del lago). Non sappiamo quale fosse la struttura di questa antica basilica: si trattava probabilmente di un grande tempio a cinque navate, il cui muro meridionale coincideva con quello della cattedrale attuale e la zona absidale con l'area dell'attuale transetto. Quali che fossero l'aspetto e le dimensioni di Santa Maria Maggiore, è certo che essa si trovava inserita in un complesso di edifici religiosi, che comprendevano anche la chiesa di San Giacomo, la chiesetta di Santo Stefano (avente funzione di coro invernale e situata più o meno a metà dell'attuale via Maestri Comacini), il campanile (sicuramente nella zona del transetto dell'attuale cattedrale, sul lato nord), il palazzo vescovile e la canonica. È probabile che anche a Como, come a Milano, ci si trovasse davanti a una tipologia di "cattedrale doppia", con Santa Maria Maggiore cattedrale invernale (come a Milano la basilica omonima) e San Giacomo cattedrale estiva (a Milano la basilica di Santa Tecla). Attorno a questi edifici si aggiunsero poi, in epoca comunale, gli edifici civili del broletto con la sua torre civica e del pretorio (1215) e infine, nel 1335, la "cittadella viscontea", una roccaforte voluta da Azzone Visconti le cui mura, partendo dal lago e giungendo con un percorso irregolare fino alla torre rotonda del Castello, inglobavano buona parte dei monumenti civili e religiosi appena citati. Fu in ragione di questo spostamento del centro della vita civile (e religiosa) della città che il tracciato originario del castrum romano venne stravolto, con il cardo massimo che perse d'importanza (tanto da perdere anche il suo tracciato lineare) a tutto vantaggio di un cardo secondario, la medievale contrada Quadra, oggi via Vittorio Emanuele, che conduceva verso la cattedrale.

### La costruzione della cattedrale gotica
Un'iscrizione collocata all'esterno dell'abside maggiore del duomo ricorda che la chiesa di Santa Maria Maggiore venne ricostruita dalle fondamenta a partire dall'anno 1396: è da notare la significativa coincidenza di questa data con i lavori di rinnovamento dei due principali cantieri viscontei dell'epoca: il duomo di Milano e la Certosa di Pavia. La storia dell'attuale duomo, dunque, è iniziata nel 1396, quando venne decisa la sua edificazione perché la chiesa di Santa Maria Maggiore era diventata troppo piccola e anche poco presentabile a causa delle frequenti esondazioni del lago (sulla sponda opposta del lago di Como, a Lecco, il ponte Azzone Visconti era stato oggetto - pochi anni prima - di lavori strutturali proprio per migliorare il deflusso del fiume Adda e agevolare la città di Como che si lamentava per il fenomeno dell'acqua alta). Tra i principali finanziatori della erigenda costruzione si annovera l'associazione cittadina dei mercanti. Anche il duca di Milano Gian Galeazzo Visconti diede il suo contributo alla fabbrica, donando cento monete d'oro.
A dispetto dell'anno ufficiale di inizio lavori, è probabile che il cantiere sia diventato effettivamente operativo soltanto intorno al 1420, quando cominciano i registri della Fabbrica del duomo. Ciò che si sa è che una prima interruzione dei lavori durò dal 1402 al 1426.
La costruzione della nuova cattedrale iniziò seguendo il progetto tardogotico di Lorenzo degli Spazzi, un maestro comacino che dal 1389 lavorava al duomo di Milano, il cui rifacimento era iniziato da poco. I lavori furono condotti iniziando dai piloni terminali delle navate (gli unici in marmo nero di Olcio), in modo da continuare a garantire l'uso della vecchia basilica, che veniva progressivamente inglobata nella cattedrale gotica. In questa prima fase dei lavori, la presenza della vecchia basilica e la necessità di preservare le difese della cittadella fortificata voluta da Azzone Visconti obbligarono la fabbriceria ad adottare soluzioni architettoniche che risultarono in alcune irregolarità strutturali.
A Lorenzo degli Spazzi, nel 1426 succedette l'ingegnere comasco Pietro da Breggia, noto anche come il Breggino, che rimase in servizio nel cantiere fino al 1452 anche se, in quanto "ingegnere ducale", era spesso in viaggio per seguire altri cantieri in tutto il Ducato.
Lungo il XV secolo, il rinnovamento della cattedrale comasca espresse anche quella tensione di rinnovamento materiale e spirituale che era scaturita anche dal nuovo slancio economico e politico della città, seguito alla morte dell'ultimo Visconti, Filippo Maria, e alla proclamazione della Repubblica Ambrosiana (1447), un periodo caratterizzato da un profondo impulso alla riforma ecclesiale e anche da tensioni apocalittiche. 
Tra le opere scolpite dallo Scarabota per la facciata, si menzionano il rosone e il gugliotto a colonnine posto in cima alla struttura.

### La fabbrica durante il rinascimento
I lavori del duomo si protrassero dunque per diversi secoli: durante questo periodo l'edificio cambiò stile, passando dal gotico che caratterizza la facciata con guglie e pinnacoli allo stile rinascimentale dei fianchi esterni e della parte absidale. Nel 1484 entrò a far parte del cantiere della cattedrale un giovane scultore ticinese, Tommaso Rodari, con il ruolo di fabricator figurarum; già nel 1487 egli venne nominato architectus generalis della fabbrica e venne incaricato di disegnare il nuovo presbiterio. Una provvisoria copertura della navata dell'erigendo duomo fu completata nel 1497, fatto che rese possibile la demolizione della vecchia chiesa di Santa Maria Maggiore. Tommaso continuò a lavorare per la cattedrale di Como fino al 1526, anche se non vide realizzati i suoi progetti, forse ancora troppo timidi di fronte ai cambiamenti dell'architettura tipici del Rinascimento. Nel 1513, infatti, Giovanni Antonio Amadeo e Cristoforo Solari vennero interpellati per la progettazione di alcune trasformazioni architettoniche secondo il nuovo gusto; prevalse il progetto del Solari che, con l'inserimento di tre absidi, creava una sorta di spazio centrale all'innesto fra presbiterio e navate, caratterizzato dai volumi delle absidi e dal rigore dei due parallelepipedi che costituivano le nuove sacrestie. Queste ultime, così come la tribuna, vennero edificate a partire dal 1562, dapprima sotto la guida di Franchino Della Torre e poi, dal 1564, da Leonardo da Carona. La costruzione delle absidi proseguì fino a tutto il XVII secolo, sotto la direzione di Francesco Maria Richini (1627-1623, abside di destra) e Carlo Buzzi (che nel 1653 iniziò l'abside di sinistra, terminata sette anni dopo la morte di quest'ultimo).

### La cupola dello Juvarra
L'ultimazione del secolare cantiere della cattedrale venne decisa nel 1731, in quell'epoca di prosperità che fu il governo asburgico della Lombardia. Per la costruzione di una cupola sulla crociera del transetto era stato dapprima consultato l'architetto Carlo Fontana, che nel 1688 aveva proposto ben tre diversi progetti per il completamento della cattedrale; dopo qualche incertezza, fu approvato il progetto dell'architetto messinese Filippo Juvarra. La costruzione della cupola fu completata, non senza traversie (lo stesso Juvarra morì nel 1736) e dopo numerose varianti in corso d'opera, nel 1740: erano passati quasi tre secoli e mezzo dalla fondazione della nuova cattedrale. Con questo intervento di un architetto "forestiero" si può considerare conclusa, a Como, anche l'epoca del barocco.
Trent'anni dopo la sua conclusione, la cupola fu tuttavia oggetto di un'opera di rimaneggiamento, curata dall'architetto Giulio Galliori.

### XIX secolo

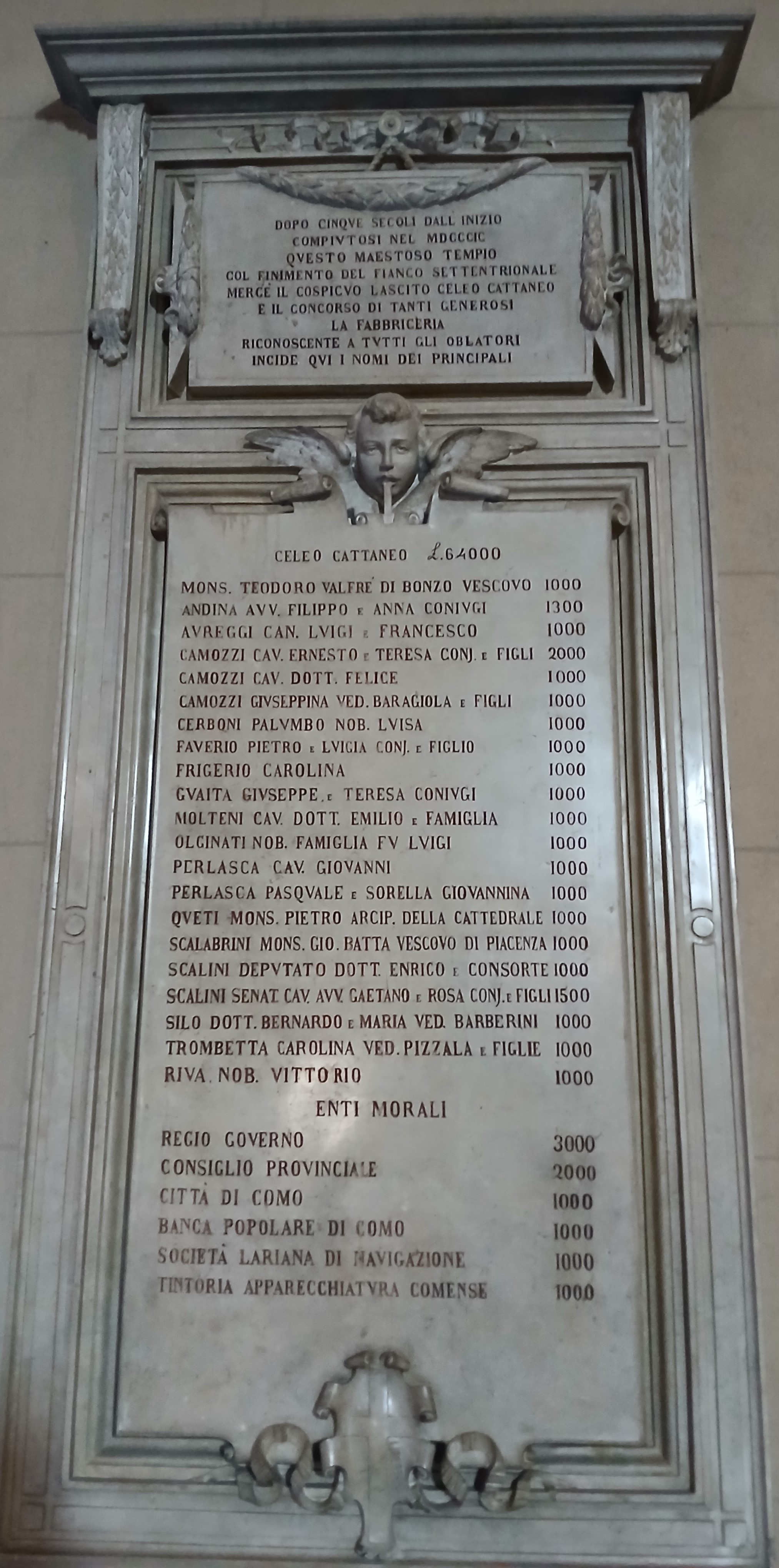
Lapide in memoria degli oblatori

Il XIX secolo fu, più che altro, un'epoca di mantenimento e di completamento della cattedrale: in questo secolo vennero ultimati gli altari laterali (con gli interventi neoclassici all'altare di San Giuseppe e lo spostamento e smembramento della grande "macchina" dell'altare di Sant'Abbondio) e soprattutto venne iniziato un intervento di decorazione delle finestre con vetrate dipinte, ispirato al gusto revivalista del periodo e - peraltro - rimasto incompiuto. Nel 1882, un consistente lascito testamentario permise la posa di un rivestimento in marmo sul lato esterno esposto a nord.

### XX secolo
Il XX secolo si caratterizza per la costruzione del grandioso organo a canne, per il rifacimento del presbiterio secondo le regole della riforma liturgica, ma anche per importanti campagne di restauro.
Tra il 1913 e il 1918, tutta la parte superiore della facciata venne smontata e rimontata pezzo per pezzo, al fine di eliminare un forte strapiombo che incombeva minacciosamente sulla piazza per diversi metri.
Nel 1935 si intervenne sulla cupola, notevolmente danneggiata da un incendio scoppiato il 27 settembre dello stesso anno. L'intervento richiese la rimozione del "guscio" di rame con il quale l'architetto Giulio Galliori aveva inglobato la cupola originale dello Juvarra per impedire le infiltrazioni d'acqua (1769-1773). I lavori comportarono inoltre la demolizione del piedritto marmoreo sottostante alla cupola. Successivamente, i resti del piedritto furono reimpiegati nella costruzione di un parapetto a lago lungo il viale che, da piazza Matteotti, conduce a Villa Geno. Il restauro della decorazione interna della cupola fu completato negli anni 1949-1950 (anche se, nel complesso, gli interventi alla cupola durarono fino al 1952).
A partire dagli anni Sessanta, nuovi dissesti statici e il celere degrado provocato dall'inquinamento atmosferico resero necessari ulteriori interventi di restauro.
Infine, nel 1990, un fulmine colpì il gugliotto centrale della facciata nel 1990, scagliandone i frammenti fin sulla piazza antistante. Questo evento diede il via ad un'ampia campagna di restauri durata fino al 1993, la quale ha interessato la facciata, le absidi, la cupola e l'apparato decorativo interno.

## Architettura
Lungo 87 metri, largo da 36 a 56, alto 75 al culmine della cupola progettata da Filippo Juvarra, il duomo di Como presenta un impianto a croce latina con tre navate e un transetto sormontato, appunto, da un'imponente cupola.
Lo spazio interno dell'edificio è organizzato in tre navate, realizzate nel XV secolo, per far posto alle quali fu sacrificata parte del broletto. Le navate sono scandite da dodici pilastri a fascio, innalzati dal 1396 e terminanti in capitelli fogliati, e ogni campata è coperta da una volta ogivale costolonata. Questa tripartizione del volume interno è visualizzata, in facciata, dal profilo a salienti spezzati, rimarcato ulteriormente dal ricco e raffinato apparato decorativo con sculture e rilievi, dalle quattro alte lesene coronate da guglie e dalla presenza dei tre portali d'accesso e dei quattro allungati finestroni a lancetta che fiancheggiano il rosone.

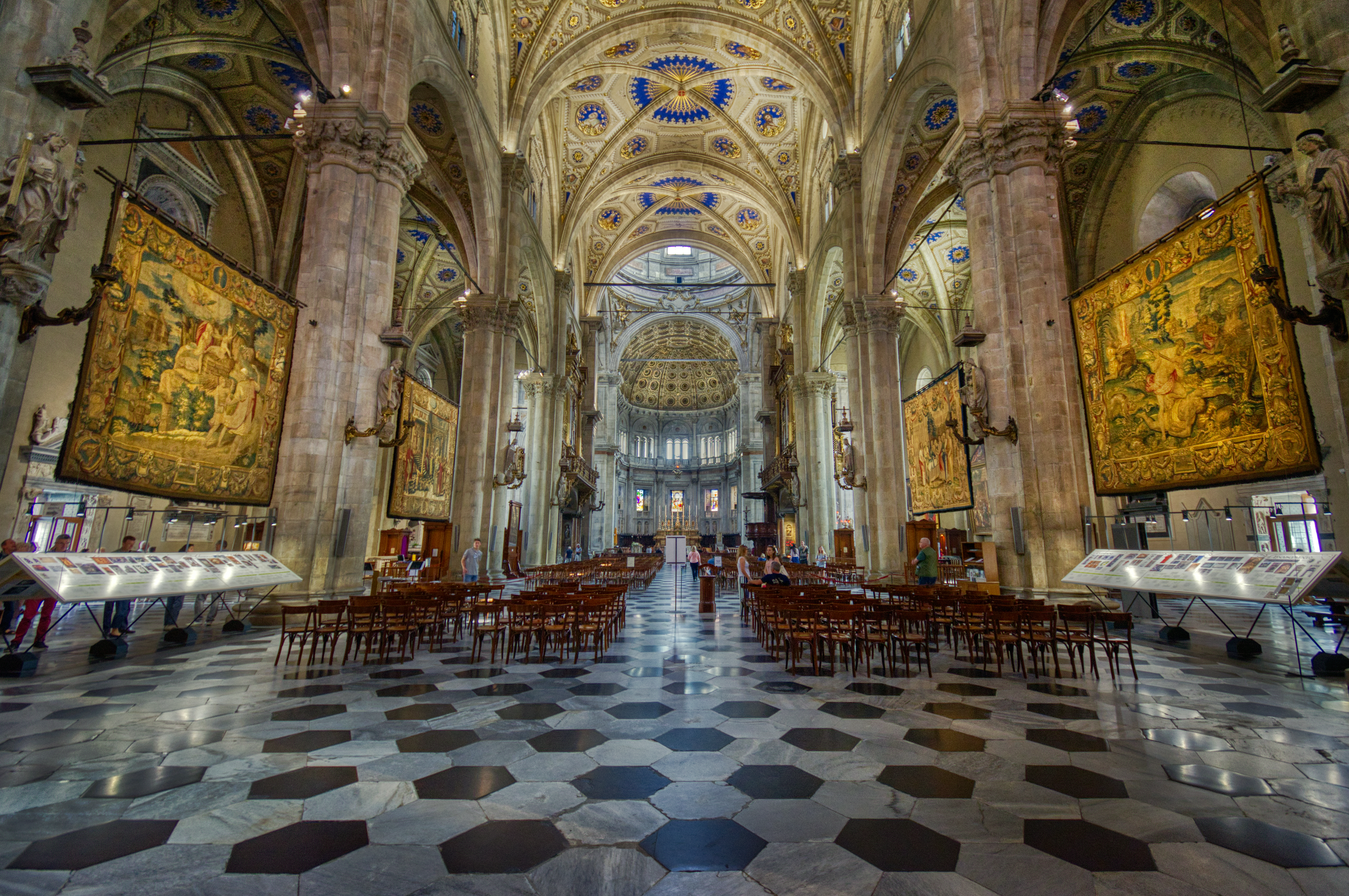
Navata centrale

Secondo l'interpretazione tipicamente lombarda dell'architettura gotica, la tensione verticale dell'edificio è ampiamente mitigata dal dilatarsi degli spazi orizzontali, e l'effetto culmina, nell'area del coro, nella misura razionale degli innesti di epoca rinascimentale. Proprio qui avviene il passaggio tra la sensibilità e spiritualità costruttiva del gotico e la ratio architettonica del Rinascimento: il transetto fu ampliato e furono create le due absidi laterali, di ampiezza pari alla maggiore e sporgenti all'esterno, dando origine a una terminazione triconca di respiro bramantesco, che avvicina l'impianto planimetrico del tempio alla struttura centrale. 
Una griglia modulare basata sul quadrato, impostata sulla distanza dell'interasse dei piloni della navata centrale, regge infatti la struttura gotica tanto in pianta quanto in alzato.
Con finezza gli architetti successivi della fabbrica rispettarono questo impianto armonico proporzionale, a partire da Cristoforo Solari e fino a Filippo Juvarra, che nel XVIII secolo attese alla soluzione del problema della copertura progettando l'imponente cupola semisferica con lanterna, impostata su un alto tamburo ottagonale.
Nel grandioso prospetto posteriore o laterale, dove si può salire con lo sguardo dalle absidi rinascimentali fino alla cupola rococò, la rigorosa impalcatura geometrica e proporzionale dell'edificio trova una delle sue più alte espressioni.
(Darko Pandakovic)

## Esterno
La grande piazza del Duomo è dominata dalla mole della cattedrale, che costituisce da molti secoli il fulcro urbanistico e simbolico dell'intera zona.

### Facciata

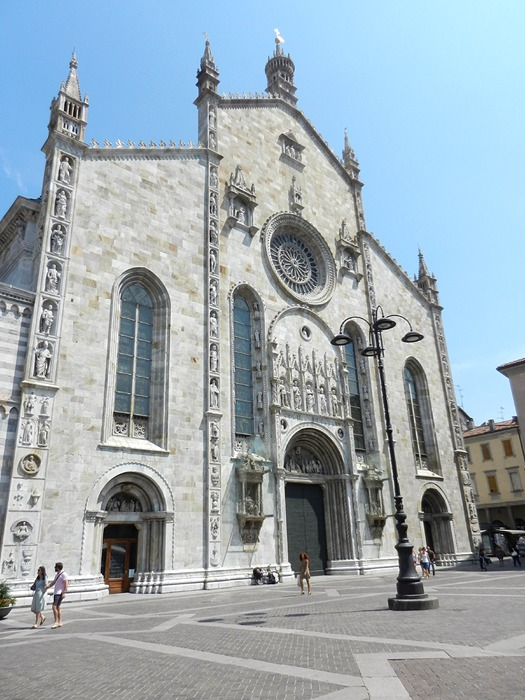
La facciata della cattedrale

La facciata presenta caratteri tardo-gotici e rinascimentali. Fu realizzata tra il 1457 e il 1486 in marmo di Musso, allineata al broletto e alla torre civica, entrambi preesistenti (tanto che il "taglio" all'estremità destra del fronte del broletto è evidente, in corrispondenza con la facciata). Fino al XVI secolo, anche la facciata dell'attigua chiesa di San Giacomo era allineata con duomo, broletto e torre; nel 1585 la facciata venne arretrata, dimezzando la lunghezza della chiesa stessa.
Il progetto della facciata, inizialmente curato da Florio (o Fiorino) da Bontà, fu messo in opera dai già citati Luchino Scarabota e Amuzio da Lurago.
La facciata a salienti del duomo è organizzata con una composizione che rispecchia lo spazio interno a tre navate, e presenta alcune analogie con la facciata del duomo di Milano. Essa è suddivisa verticalmente da quattro paraste, decorate da serie di sculture, che suddividono una zona centrale e due laterali; nella zona centrale si trova il portale d'ingresso, il rosone con, ai suoi lati, due finestre di forma allungata. Le due sezioni laterali presentano ciascuna una porta d'ingresso e una bifora al di sopra di esse.
La cuspide centrale, più alta rispetto alla capriata di copertura della navata principale, coronata dal gugliotto, e le guglie in cima alle lesene, guidano lo sguardo verso l'alto. Al contrario, le solide modanature del basamento e gli strombi dei portali si ancorano saldamente al terreno.
Dalla composizione geometrica della facciata è possibile comprendere perché le due finestre ai lati del portale siano più alte di quelle laterali: se a partire dal rosone si immagina di tracciare un cerchio ad esso concentrico, che passi per il tondo in cui è rappresentato lo Spirito Santo, si ottiene il vertice delle finestre centrali, mentre con un altro cerchio, concentrico ai precedenti, che passi per la sommità dell'edicola più alta si trova il vertice delle finestre laterali, infine con un altro cerchio, sempre concentrico ai precedenti, che passi per la sommità del gugliotto, è possibile individuare la posizione delle due porte d'ingresso laterali.
In ultimo, anche la posizione del rosone non risulta casuale all'interno della facciata, è infatti possibile notare come, descrivendo il più grande triangolo contenuto all'interno della facciata, il rosone si trovi nel suo centro.

#### Sculture

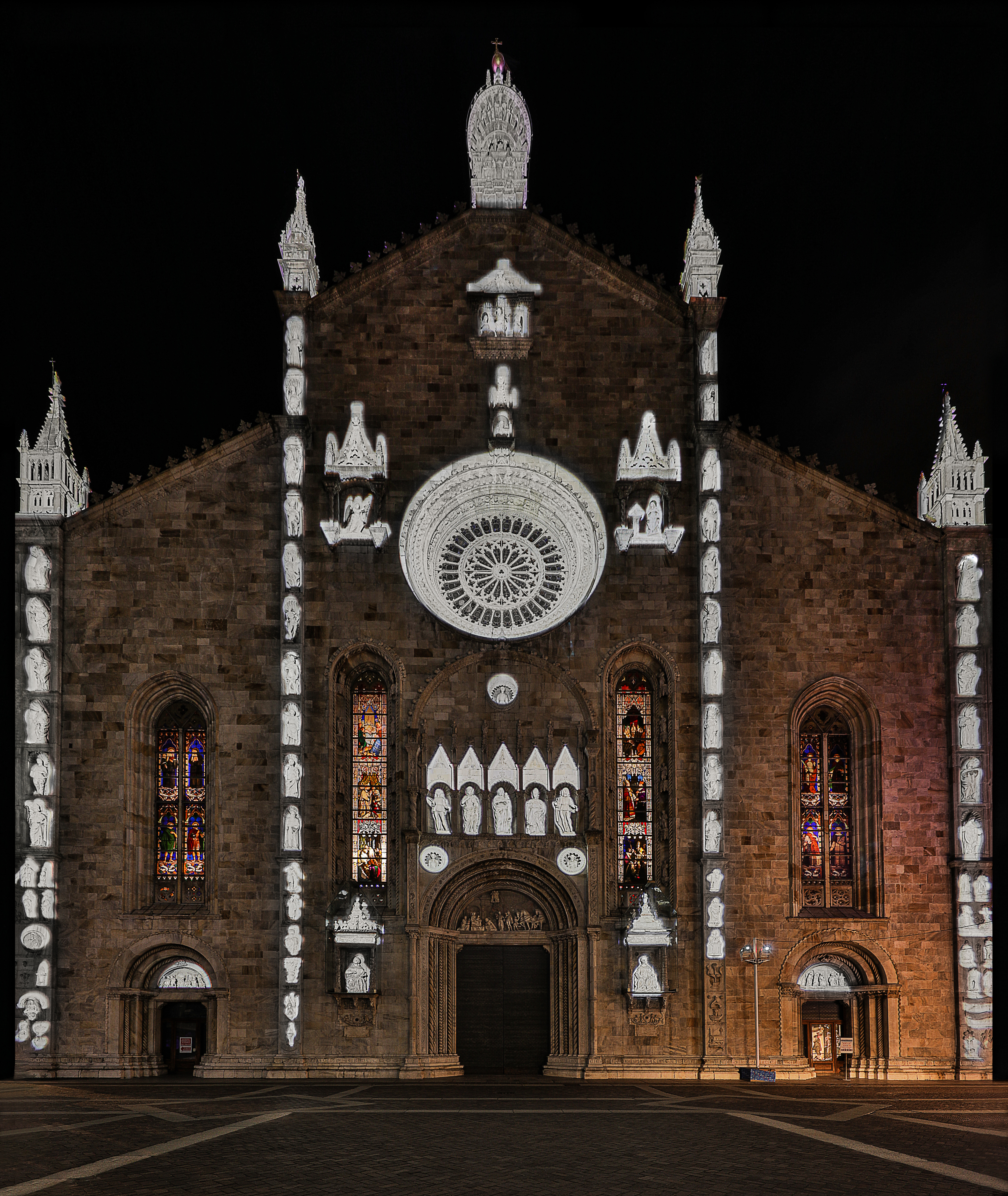
Giochi di luci sulla facciata

Molte delle sculture presenti sulla facciata sono ancora realizzate secondo il gusto gotico, sebbene alcune di esse presentino già caratteri marcatamente rinascimentali. Molte di queste statue e rilievi sono opera degli scultori della famiglia Rodari (Giovanni e i suoi figli Bernardino, Jacopo e Tommaso), provenienti da quello che oggi è il canton Ticino.
Nella fascia più bassa della facciata figurano simboli e segni espressi nelle forme più concrete della realtà: un fonte battesimale, una chiesa, foglie, frutti, e soprattutto scritte che si rivolgono ai passanti: «Venite adoremus», «Respice finem» che - per maggiore chiarezza - viene ripetuto in italiano, «Pensa la fine», «Pax vobis», «Pax vobis dicsit (sic) Dominus», e ancora «Pax amor et caritas est perfecta unitas», «Timete Deum», «Bene facite», «Spera in Deo». Il concio più basso della lesena a destra di chi guarda il portale centrale contiene un invito alla beneficenza, anche materiale, nei confronti delle opere che glorificano Dio: «Benefacite huic operi sancto» ('Fate del bene a questa santa opera'), con la figura di un edificio sacro con campanile slanciato. Forse si tratta di una rappresentazione della precedente cattedrale di Santa Maria Maggiore: lo stile romanico della costruzione, le finestre, il rosone, le decorazioni, inducono a supporlo. Anche la posizione del campanile gioca a supporto di questa ipotesi, dal momento che la precedente chiesa era dotata di una torre campanaria addossata al lato nord nei pressi della facciata.
Anche la storia terrena dell'umanità si concretizza in alcuni personaggi celebrati in questa fascia inferiore:
- Nella lesena in corrispondenza dell'estremità di destra della facciata, la quarta formella è ritratto Giovanni Adamo Jualta, ambasciatore della Diocesi di Coira presso la corte dei duchi di Milano.[13]
- Nella seconda lesena da sinistra, la quarta formella ospita il ritratto dell'umanista Cicco Simonetta,[13] uomo politico di origini calabresi attivo tra Como e Milano nel XV secolo: amministratore di numerose opere di carità, fu condannato a morte dagli Sforza, tanto che i Comaschi (sempre profondamente anti-milanesi) gli attribuivano una specie di martirio per la difesa della pace. Insieme ad altri protagonisti della vita cittadina dell'epoca, Cicco Simonetta era anche stato uno dei fondatori dell'Ospedale di Sant'Anna. Quest'ultima formella è attribuita ad Amuzio da Lurago.[13]

Tra le sculture delle paraste si identificano le statue dei primi quattro dottori della Chiesa, collocate sopra la cornice, a una quota di poco inferiore rispetto al centro delle due paraste più basse.
Sulla cimasa dei due podi si trovano delle statuine allegoriche. A sinistra, la personificazione della Magnanimità, con un'iscrizione latina che così è stata interpretata:
mentre a destra, con la statuina dell'Immortalità, si trova un'iscrizione, di più difficile interpretazione per colpa di alcune abbreviature intricate, che è stata resa così:
Alla famiglia dei Rodari sono attribuite anche le lunette dei portali della facciata, le quali raffigurano:
- a sinistra, la nascita di Gesù;[13][29]
- al centro, l'adorazione dei Magi;[13][29]
- a destra la circoncisione di Gesù[13][30] (con un curioso dettaglio "umanista": il circoncisore, naturalmente in veste di sommo sacerdote, opera su una specie di altare sul quale è scolpita una scena del mito di Eracle e Anteo[31]).

Queste tre narrazioni sono anticipate sulla porta del fianco settentrionale con la visita di Maria ad Elisabetta e sono completate nel portale del fianco meridionale con la fuga in Egitto. Non è casuale il fatto che il soggetto della lunetta principale, quella al di sopra del portale maggiore, sia l'episodio dei Magi e non quello del Natale: nella diocesi di Como, in passato, era particolarmente vivo il culto dei Magi, soprattutto nella convinzione che Federico Barbarossa, mentre trasportava le reliquie dei Magi da Milano a Colonia, si fosse fermato per un certo periodo nella città alleata di Como.
Al di sopra del portale centrale, all'interno di due tondi, si trovano i busti di Adamo ed Eva; esattamente al di sopra, in cinque nicchie cuspidate, cinque statue di Tommaso Rodari rappresentano ancora una volta la Vergine Maria, questa volta in compagnia di quattro santi: Giovanni Battista (immediatamente alla sinistra della Vergine), Abbondio di Como (in posizione simmetrica rispetto al Battista) e i santi Proto e Giacinto (alle estremità). Reliquie di questi ultimi due santi sono conservate nell'altare della cattedrale. Al di sopra di queste sculture è presente un altro tondo, in cui si trova la scultura di un giovinetto che rappresenta, antropomorfizzato, lo Spirito santo.
Ai Rodari si devono inoltre le due edicole ai lati del rosone, raffiguranti l'episodio dell'Annunciazione. Sopra al rosone trova invece posto un'edicola che ospita una raffigurazione antropomorfa dell'Eterno. Al di sopra della rappresentazione del Creatore domina quella della Risurrezione di Gesù; in quest'ultima scena - anch'essa realizzata dai Rodari - il Cristo risorto è in piedi tra un angelo e una figura femminile. Di quest'ultima figura, l'identificazione è duplice: alcuni - anche sulla base di diversi documenti d'archivio - sostengono che si tratti di Maria Maddalena, mentre altri difendono l'interpretazione teologica dell'apparizione di Cristo a sua madre Maria dopo la risurrezione. Si nota come la parte centrale della facciata sia strutturata in modo molto preciso: in basso Adamo ed Eva rappresentano l'umanità, salendo si incontrano i santi, e nel punto più alto Dio stesso e il Cristo risorto.
Sulla lesena più meridionale, nel lato rivolto alla fiancata del duomo, si trovano i Santi Quattro Coronati, patroni degli scultori: è un omaggio degli scalpellini del cantiere della facciata ai loro santi protettori.

#### Plinio il Giovane e Plinio il Vecchio
Ai due lati del portale maggiore e quindi in una posizione di particolare onore, si trovano le statue di due illustri comaschi non cristiani: nell'edicola di sinistra Plinio il Vecchio, a destra suo nipote e figlio adottivo Plinio il Giovane. Le figure scultoree e le edicole vennero realizzate attorno al 1480 da Tommaso Rodari, e nel 1578 - durante la Controriforma - sopravvissero a un tentativo di rimozione promosso dal visitatore apostolico Giovanni Francesco Bonomi. 
Al di sotto delle elaborate edicole che li ospitano, si trovano i rilievi con Plinio il Vecchio nel suo studio e Plinio il Vecchio mentre osserva l’eruzione del Vesuvio, Plinio il Giovane nel suo studio e Plinio il Giovane mentre recita il suo panegirico davanti all’imperatore Traiano.
Le lapidi sottostanti furono dettate da Benedetto Giovio nel 1498 e, tradotte dal latino, così recitano:
e l'altra:

### Fianchi

#### Portali d'accesso
Anche sui fianchi del duomo si aprono due portali. 

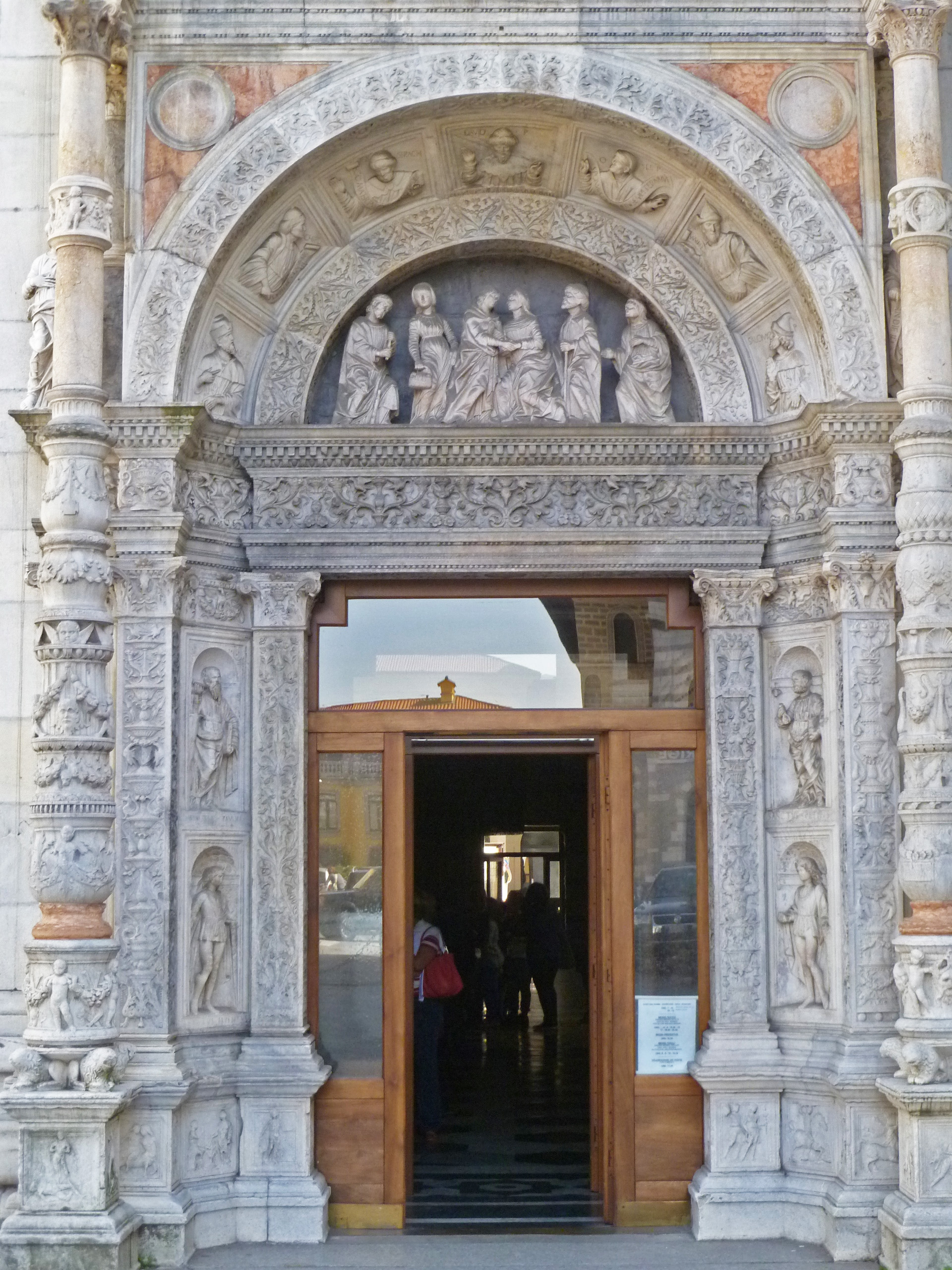
La porta della rana

Impressionante è la decorazione del portale sulla parete settentrionale, la porta della Rana, rivolta verso il palazzo vescovile e il Broletto, alla quale lavorarono, intorno al 1505-1507, i fratelli Tommaso e Jacopo Rodari. Il portale è introdotto da due colonne a candelabra, le quali sorreggono una trave sopra cui trova posto un'edicola mariana sormontata da una statua raffigurante Dio Padre. Le paraste che sostengono l'apertura sono ricoperte di una selva di motivi vegetali e animali. Tra i molti animali qui raffigurati, si riconosce una rana vista dal dorso, vandalizzata nel 1912. Secondo una leggenda popolare, in occasione di una delle frequenti esondazioni del lago di Como, l'acqua aveva raggiunto e sommerso il duomo e una rana aveva potuto arrampicarsi lungo la porta. Quando poi il lago si ritirò, la rana, conquistata dalla bellezza della cattedrale, decise di non staccarsi più da essa, e si trasformò in una rana di pietra nascosta tra i fiori e le foglie che decorano il portale. Ancora oggi i bambini comaschi vengono invitati dai genitori ad aguzzare la vista per riconoscere e accarezzare la piccola rana nascosta sulla porta. Al di sopra del portale, una lunetta raffigura la scena evangelica della Visitazione, coronata dalle raffigurazioni di sette santi.
Una struttura affine a quella della porta della Rana si ritrova nell'ingresso laterale sud (1491-1509), anch'esso opera di Tommaso Rodari, che nella maggiore staticità delle figure scolpite esibisce un linguaggio più arcaico della sontuosa porta settentrionale. Questa porta si trova nella stessa posizione dove si trovava l'ingresso meridionale dell'originaria chiesa di Santa Maria Maggiore. La lunetta del portale riporta la scena della Fuga in Egitto ed è sovrastata da una serie di formelle disposte ad arco, rappresentanti le quattro virtù cardinali e le tre virtù teologali. I piedritti riportano invece le rappresentazioni scultoree di alcune sante.

#### Altro
Sul lato destro, la cui parte più prossima alla facciata incorpora due lapidi di età romana, il primo pilastro ospita una meridiana e una statua raffigurante Quinto Cecilio Metello Celere.

### Campanile e campane

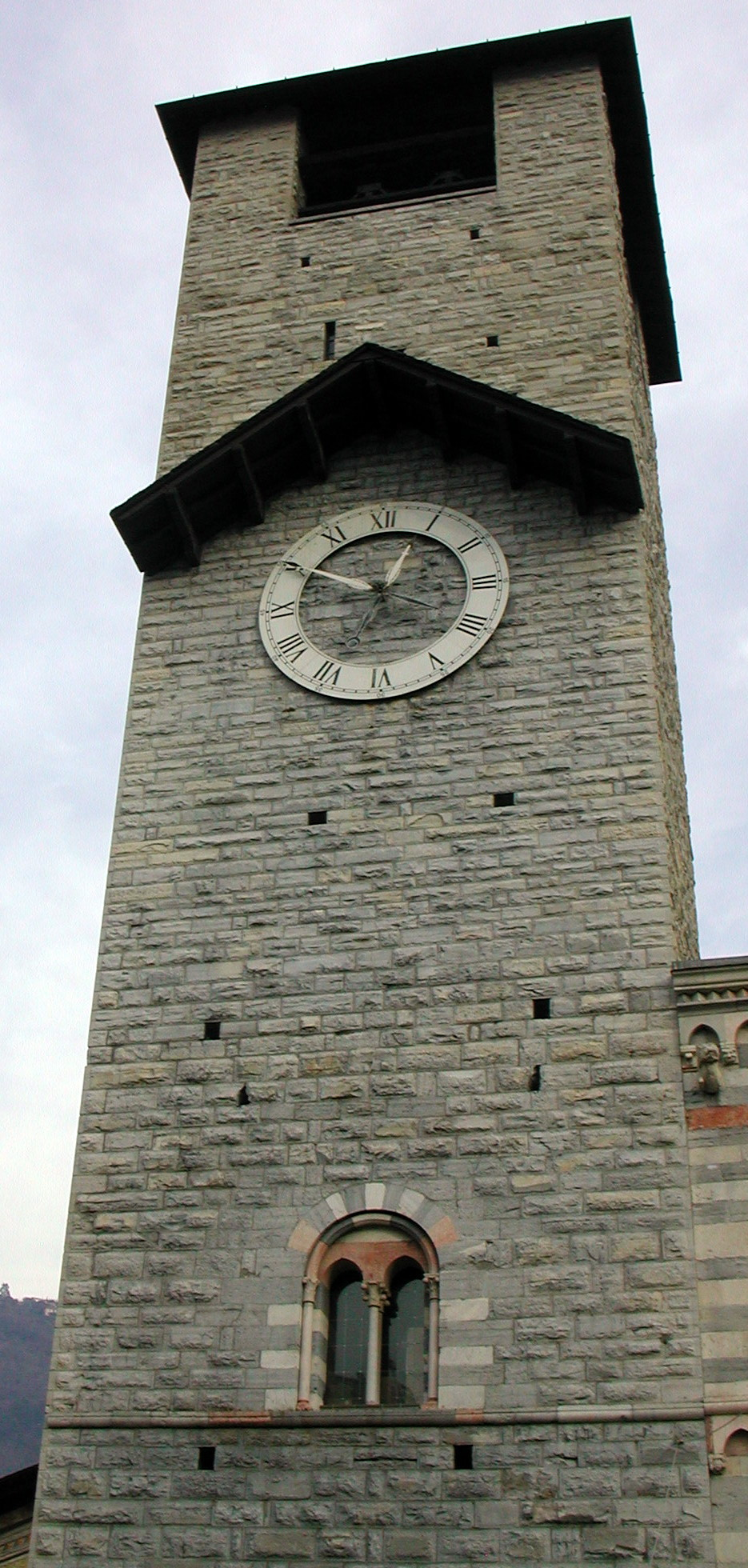
La torre civica

Il duomo di Como non possiede un proprio campanile. Le quattro campane della cattedrale sono installate sulla torre civica, la cui parte superiore fu ricostruita nel 1927, dopo che nel 1910 era stata demolita per pericolo di crolli. Il campanile è separato dalla facciata della cattedrale dal broletto, edificio civile risalente allo stesso periodo della primitiva torre.
Le campane del duomo formano un concerto in Re♭, intonato secondo l'accordo della Salve Regina:
1. Re♭³: fusa da Giulio Cesare Bizzozero nel 1884, pesa 1195 kg;
2. Fa³: fusa da un fonditore alverniate anonimo nel 1458, pesa 1024 kg;
3. La♭³: è denominata Campana del Capitolo e fu fusa da Francesco II Comolli nel 1738; pesa 377 kg;
4. Si♭³: fusa nella fonderia Peter & Johannes Grassmayr di Innsbruck nel 2015, pesa 380 kg.

A queste campane si aggiunge la
- Campana civica, di nota Re³, forgiata a Como da Guillaume de Clermont, maestro fonditore proveniente dall'Alvernia, nel 1448, che pesa ben 1914 kg.

La campana civica suona a distesa al mezzogiorno feriale: dopo il "Campanù di Bergamo" è la più grande campana storica della Lombardia tuttora in funzione.
Le campane sono montate "a slancio", un fatto abbastanza insolito in Diocesi di Como (tranne che in alta Valtellina), visto che la tipologia di suono più comune in diocesi è quella del concerto ambrosiano con le campane "a ruota". Probabilmente le campane del duomo sono state mantenute "a slancio", dopo la diffusione (dal XVIII secolo) in tutta la Lombardia e il Piemonte del concerto ambrosiano, anche al di fuori dalla diocesi di Milano, per sottolineare il fatto che la diocesi di Como non abbia mai adottato il rito ambrosiano, avendo celebrato la liturgia prima in rito patriarchino e poi, dopo la soppressione di questo, in rito romano (anche il duomo di Monza, di rito romano, ha campane a slancio).
Il suono del plenum completo di tutte e cinque le campane non fa parte della programmazione ordinaria ed è riservato a casi del tutto eccezionali. Infatti suona al mezzogiorno del 14 agosto (vigilia dell'Assunzione della Vergine) e per annunciare la messa pontificale del giorno seguente, presieduta dal vescovo di Como. Nelle altre solennità suonano le quattro campane del concerto vero e proprio (ovvero Re♭³, Fa³, La♭³ e Si♭³), mentre al mezzogiorno del sabato e della domenica, e per la messa festiva principale, suona un accordo a tre campane composto da Re³ (campana civica), Fa³ e Si♭³; per le altre messe festive suonano le tre campane minori. Per i vespri feriali suona la campana più piccola e per le messe feriali suonano le due campane piccole. Alle 15 di ogni venerdì, per annunciare la morte di Gesù Cristo, suona la campana maggiore.

Il Requiem pontificale ("gran duetto funebre"), eseguito per le esequie dei vescovi, prevede il suono prolungato delle due campane maggiori (il Re♭³ e la campana civica).

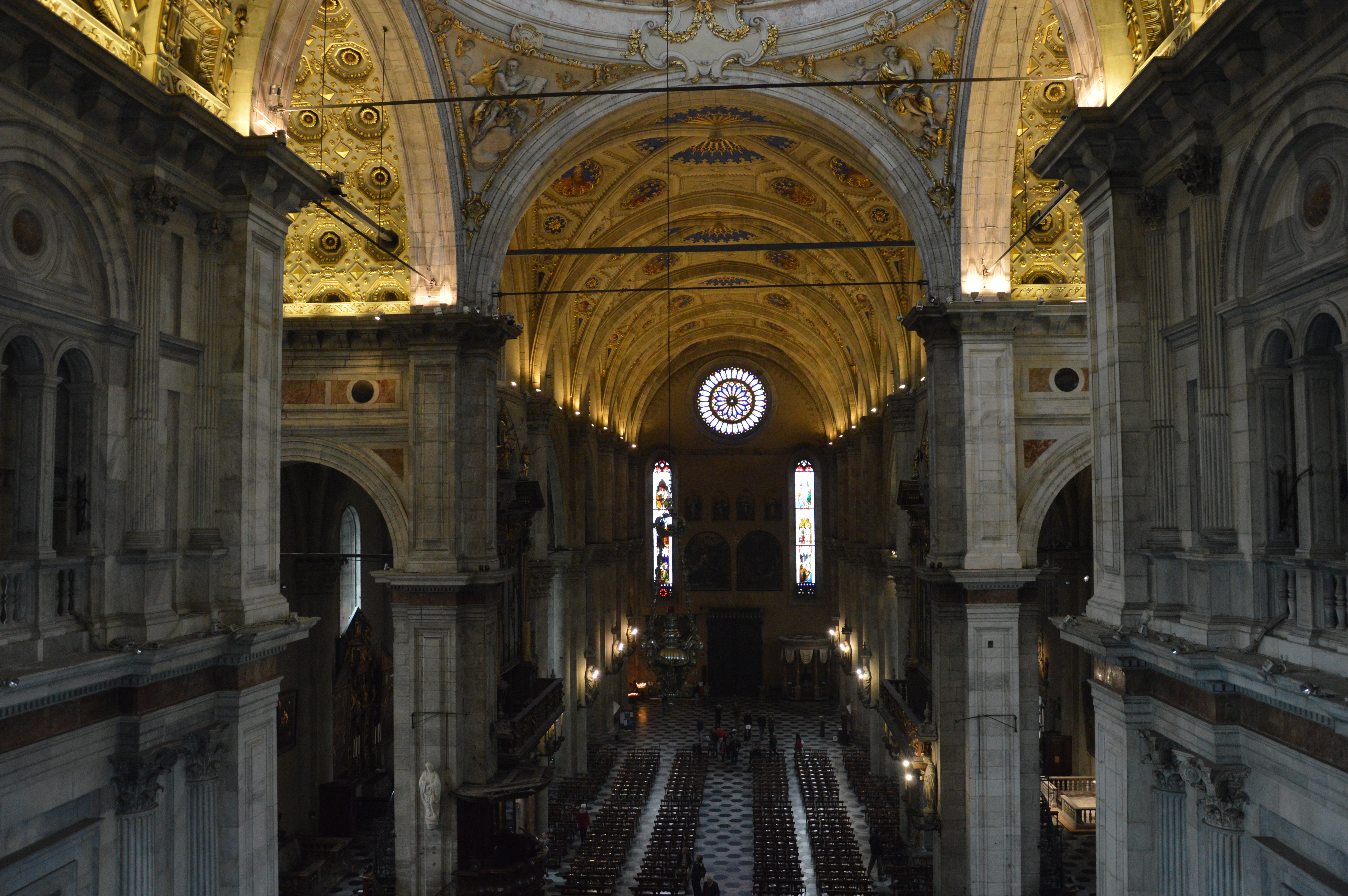
La navata centrale gotica

## Interno
L'interno della cattedrale è a croce latina, con tre navate scandite da due file di cinque pilastri dalla sezione a forma di croce, i quali marcano interassi di lunghezza diversa e sostengono archi ogivali aventi diverse ampiezze. Lungo i secoli, le pareti delle navate laterali furono arricchite di altari secondari, tipici degli sviluppi del rito latino nel Medioevo e nei secoli successivi. Gli altari laterali erano indispensabili per la celebrazione individuale dell'Eucaristia cui i canonici e gli altri preti in servizio in cattedrale erano tenuti, spesso quotidianamente, ma erano anche occasione per le famiglie più ricche della città per commissionare opere d'arte che manifestassero il loro prestigio. Questi altari laterali sono sovrastati da pale dipinte o da ancone scolpite.
Nel duomo sono sepolti alcuni vescovi di Como e anche alcuni laici, tra i quali Benedetto Giovio, fratello maggiore del più noto Paolo, e il medico Giovanni Paolo Rezzonico.

### Controfacciata
Appena si entra in cattedrale, si incontrano tre manufatti che riportano alla storia dell'edificio precedente, la cattedrale romanica di Santa Maria Maggiore:
- In prossimità del portale principale sono collocate due acquasantiere, sorrette da vigorose sculture romaniche rappresentanti un leone e una leonessa. Le due sculture, recuperate dalla basilica originaria,[17] avevano originariamente la funzione di leoni stilofori a sostegno delle colonne di un pulpito o - più probabilmente - del protiro, innalzato sulla facciata quando il vescovo Alberico elevò la chiesa di Santa Maria Maggiore al rango di cattedrale: è infatti verosimile che in quell'occasione fossero stati decisi dei lavori di abbellimento, tra cui proprio la realizzazione di un protiro. Secondo un'antica tradizione di origine orientale, infatti, i leoni stavano a guardia del portale della chiesa.
- Sulla parete della controfacciata, vicino al portale di sinistra, è murata la custodia degli oli santi: si tratta di una raffinatissima opera gotica,[43] proveniente forse dall'antica Santa Maria Maggiore.[45] Il tabernacolo marmoreo è ornato da una porticina di ferro battuto, decorata con una singolare cancellata.[45] La decorazione del marmo presenta un motivo di grande eleganza: una linea sinuosa da cui si dipartono foglie di vite e grappoli d'uva. Proprio questo motivo ornamentale è stato ripreso, alcuni secoli più tardi, dall'intagliatore che ha realizzato la predella dell'ancona lignea dell'altare laterale di Sant'Abbondio.[45]

Sempre sulla parete della controfacciata trova posto una serie di dipinti disposti su due file, un tempo conservati presso la scomparsa chiesa di San Giovanni in Pedemonte. Tra di essi, un Cristo vittorioso di Antonio Maria Crespi.
In prossimità della porta centrale si trova anche il fonte battesimale, definito quasi come uno spazio autonomo di foggia rinascimentale nel contesto gotico della navata principale. Il fonte vero e proprio è una vasca di forma ottagonale quattrocentesca, di marmo di Musso, con una base anch'essa marmorea e un coperchio ligneo. La vasca è ornata con una serie di bassorilievi rappresentativi della vita di san Giovanni Battista. Il tempietto circolare colonnato che racchiude il fonte fu realizzato nel 1590 (o 1592) da Giovanni Piotti di Vacallo, su ispirazione tibaldiana.

### Navata sinistra
Nella navata laterale sinistra (settentrionale), dall'ingresso verso il transetto, si trovano le opere seguenti.

#### La pala della Madonna delle Grazie
Opera di Andrea De Passeri da Torno (1502), il dipinto è oggetto di secolare venerazione nel duomo: vi è rappresentato un altare, sul cui paliotto è rappresentato un Christus passus tra gli strumenti della Passione, e al di sopra, in un nimbo di cherubini rossi, un'immagine della Vergine Maria (rappresentata come un'icona bidimensionale, fuori prospettiva), dispensatrice di grazie, con il Bambino che regge in mano un piccolo cartiglio con la scritta «Pater noster | qui es in coelum (sic) | santificetur nomen tuum». A destra della Vergine si trova san Pietro, testimone della fede della chiesa cristiana espressa dal cartiglio che tiene nella mano destra, dove è scritto: «Credo in unum Deum | Patrem omnipotentem | Petrus dixit». A sinistra, invece, c'è san Tommaso, con la "cintura" della Vergine e perciò testimone della sua assunzione ai cieli. Più in basso, inginocchiati, ci sono i due committenti: il canonico comasco Giacomo de Vitudono (donatore anche dell'altare di sant'Ambrogio, esattamente di fronte a questa pala) e un giovinetto con lunghi capelli biondi e ricchi abiti da cerimonia, probabilmente un nipote del canonico Giacomo per il quale era stato fatto un voto, il cui adempimento portò alla realizzazione della pala.

#### Ancona dellaMadonna col Bambino tra i santi Stefano e Ludovico

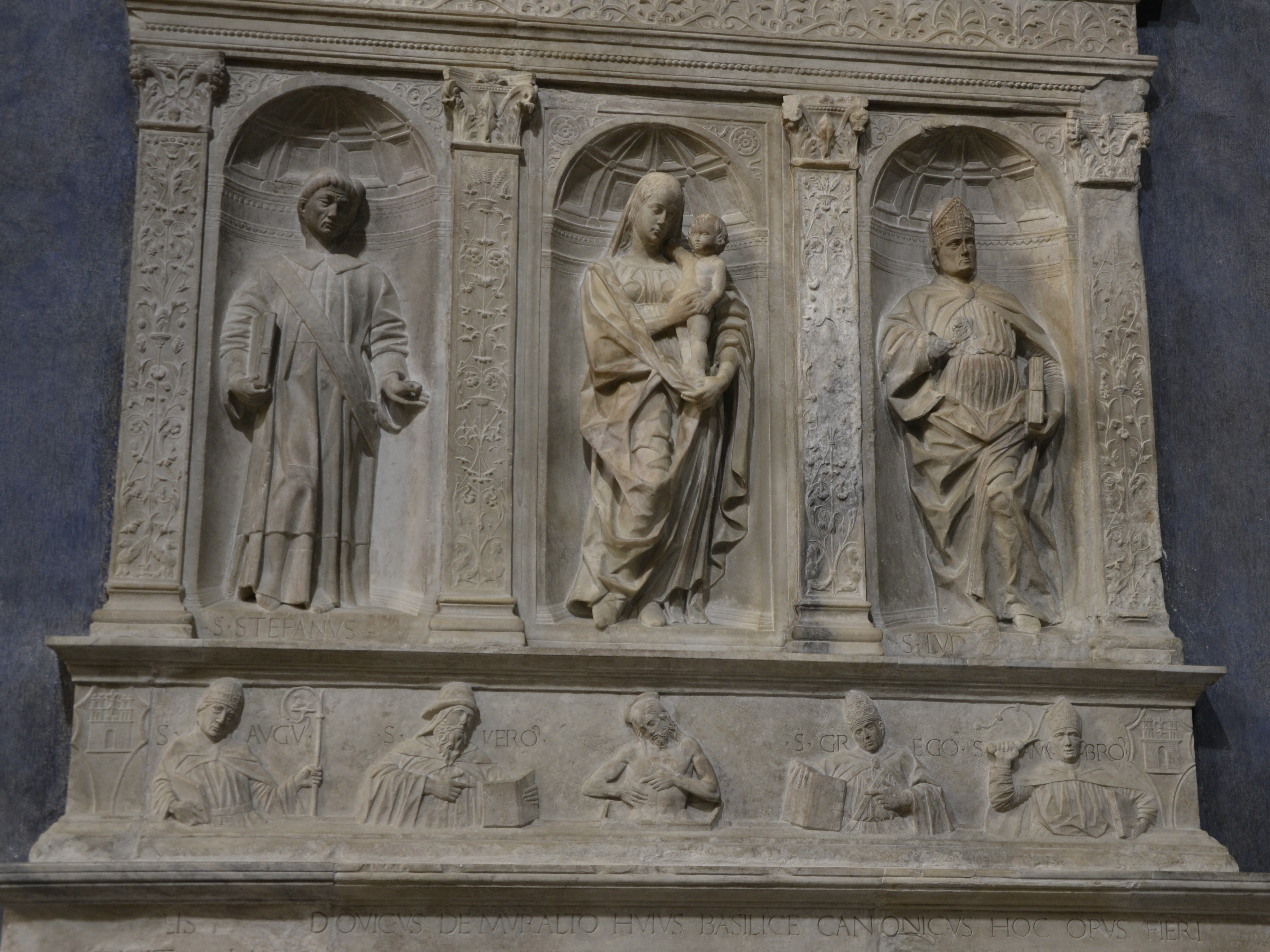
Tommaso Rodari, Madonna col Bambino tra i santi Stefano e Ludovico, 1493

L'altare di sant'Apollonia, con un'ancona a tema mariano di Tommaso Rodari (il lavoro fu commissionato dal canonico Ludovico Muralto nel 1492 (o 1493?), come ricorda la rovinata iscrizione sul basamento). Il nome dell'altare si deve alla vicinanza con la porta nella quale si trova una statua raffigurante, appunto, sant'Apollonia. Al centro dell'altare, anch'esso realizzata in marmo di Musso, vi è invece una scultura della Vergine con il Bambino, simile per fattura a quella del polittico sopra il portale maggiore, ma meglio definita ed elaborata di quella. Ai due lati, i santi Stefano protomartire, nelle sue vesti da diacono, che regge un libro, e Ludovico di Tolosa, protettore del donatore dell'altare. Nell'ordine superiore, il sepolcro della Vergine con l'apostolo Tommaso che ne regge la "cintura", e sulla cimasa l'Assunta, circondata da due angeli musicanti e altri due in preghiera. Sulla predella, il Christus passus tra i quattro dottori d'Occidente: Agostino d'Ippona, Girolamo di Stridone, Gregorio Magno e Ambrogio di Milano. L’iscrizione a caratteri capitali sul basamento della pala d’altare, recita «MIRABILIS D[OMI]N[U]S LODOVICUS DE MURALTO HUIUS BASILICE CANONICUS HOC OPUS FIERI / MANDAVIT 1493» (il mirabile Signore Ludovico Muralto Canonico di questa basilica commissionò quest'opera)
A sinistra di chi guarda l'ancona di marmo si trova il busto del vescovo Carlo Rovelli, opera di Luigi Agliati (XIX secolo), e a destra il busto del papa comasco Innocenzo XI, scultura del XVII secolo ricollocata sulla parete del duomo nel XIX secolo, su un basamento scolpito da Enrico Agliati.

#### L'altare di san Giuseppe
Opera degli anni Trenta del XIX secolo, il gruppo scultoreo, in stile neoclassico lombardo, è opera di Pompeo Marchesi, autore anche del rilievo presente nel paliotto.
Alla sinistra dell'ancona, Adorazione dei pastori di Bernardino Luini, alla destra Sposalizio della Vergine di Gaudenzio Ferrari.

#### L'altare della Pietà
L'altare fu commissionato a Tommaso Rodari dall'arciprete Bossi (1498). L'ancona ripresenta la meditazione sulla Deposizione di Gesù già presente in un riquadro dell'ancona della Passione (nella navata destra), e prosegue la riflessione sulla morte di Cristo rappresentata nell'altare del Crocifisso nella vicina abside settentrionale. L'iconografia, che mira a dare completezza al messaggio di fede, rappresenta, nel riquadro superiore, la tomba vuota della Risurrezione.
La pala Raimondi, detta anche "di San Girolamo", troneggia nella quinta e ultima campata della navata destra, sulla parete meridionale del duomo. È la prima delle tre grandi opere realizzate da Bernardino Luini per la cattedrale; le altre due sono le grandi tele dell'Adorazione dei pastori e dell'Adorazione dei magi che facevano parte delle ante di chiusura dell'altare di sant'Abbondio. Dipinta originariamente su tavola, è stata trasferita su tela durante un restauro del 1877.
Il grande dipinto riprende il tema, presente da secoli nelle raffigurazioni religiose, della "sacra conversazione": la Madonna col Bambino siede in trono sullo sfondo di un'abside, quasi fosse l'interno di una chiesa. Attorno alla Vergine ci sono, da sinistra a destra, san Girolamo, ai cui piedi sta il leone ricordato dalle leggende, sant'Antonio da Padova, san Nicola da Tolentino, sant'Agostino. Nella fascia superiore tre angioletti musicanti che suonano tamburello, rebeca e triangolo, e ai piedi della Madonna un altro angelo con un liuto. Sulla destra, in ginocchio, nella posizione tradizionale, il donatore. È stata avanzata l'ipotesi che si possa trattare del canonico milanese Guglielmo Cittadini, che fu vicario generale a Como nei primi decenni del XVI secolo, ma la più diffusa tradizione vuole che il personaggio in ginocchio sia il canonico Girolamo Raimondi, di cui spicca il profilo tagliente e realistico, il volto emaciato, lo sguardo assorto in un'attenzione interiore: quando il Luini dipingeva quest'opera, nel 1521 come ritengono i critici, il canonico Raimondi era già morto. La famiglia avrebbe dunque commissionato la pala in memoria del prete scomparso, e tutto il dipinto è attraversato da un'atmosfera mesta, a partire dalla scelta dei colori.
Nelle tavolette della predella sono rappresentati, da sinistra a destra: san Pietro con le chiavi e un libro, san Girolamo in penitenza, inginocchiato davanti al crocifisso, san Giovanni Battista e l'Agnus Dei, san Girolamo sul letto di morte, san Paolo con la spada e un libro.

### Navata destra
Nella navata laterale destra (meridionale), dall'ingresso verso il transetto, si trovano invece le seguenti opere.

#### L'altare di sant'Ambrogio
L'altare vero e proprio è sormontato da un'ancona in marmo di Musso dipinto, del 1482 (quindi la più antica della cattedrale): al centro, il vescovo Ambrogio che agita contro gli eretici il suo flagello (ora perduto) e tiene aperto nella mano sinistra un libro con l'incipit del Te Deum, inno tradizionalmente a lui attribuito; ai suoi piedi, un eretico umiliato. Ai suoi lati i martiri Proto e Giacinto in abiti quattrocenteschi, reggono la spada della loro decapitazione. Nell'ordine superiore, al centro la Madonna col Bambino tra i santi Giacomo apostolo, in abiti da pellegrino, e Lucia, con la mano posata sul capo del committente. Al di sopra, Gesù Cristo con un libro aperto, sul quale è scritto «Ego sum lux mondi (sic) [vi]a [verita]s et vita», e due figure femminili che reggono scudi con il trigramma YHS (emblema della predicazione di Bernardino da Siena che raggiunse anche Como e la Valtellina). Sulla predella i santi Stefano protomartire, Lorenzo, Rocco di Montpellier, Antonio di Padova, Leonardo di Limoges e Caterina d'Alessandria. Committente dell'opera fu il canonico comasco Giacomo de Vitudono, come registra l'iscrizione epigrafica incisa alla base.

#### Ancona della Passione di Gesù
L'ancona fu scolpita da Tommaso Rodari nel 1492 (dieci anni dopo l'altare di sant'Ambrogio), su commissione del giurista Bartolomeo Parravicini e di suo nipote Gian Giacomo, canonico del duomo: realizzata in marmo di Musso senza tracce di colore, presenta forme tipiche della scultura rinascimentale d'ispirazione toscana, e quindi un carattere innovativo per l'ambiente comasco. Le scene, da sinistra a destra, sono: nel primo ordine, La flagellazione di Gesù, Gesù bendato, schernito e percosso, Gesù caricato dalla croce; nel secondo ordine: Gesù spogliato attende di essere crocifisso, La crocifissione, La pietà; al vertice, tra due fastigi semicircolari ispirati alle absidiole bramantesche in Santa Maria presso San Satiro, si trova il sepolcro vigilato da due soldati, e al vertice la statua del Cristo risorto. 
Sulla predella, curata dalla scuola di Giovanni Antonio Amadeo, sono rappresentati i committenti in due clipei (evidentemente ispirati alle antiche monete romane), oltre a una Madonna col Bambino tra i santi Antonio da Padova, Pietro, Caterina d'Alessandria e Gregorio Magno. Il paliotto, di autore ignoto, risale all'inizio del XV secolo e proviene dalla precedente cattedrale di Santa Maria Maggiore: fu collocato in questa posizione dall'architetto Federico Frigerio nella prima metà del XX secolo. 
Alla destra e alla sinistra dell'altare di santa Lucia trovano posto due quadri di Bernardino Luini, opere raffiguranti i santi Cristoforo e Sebastiano.

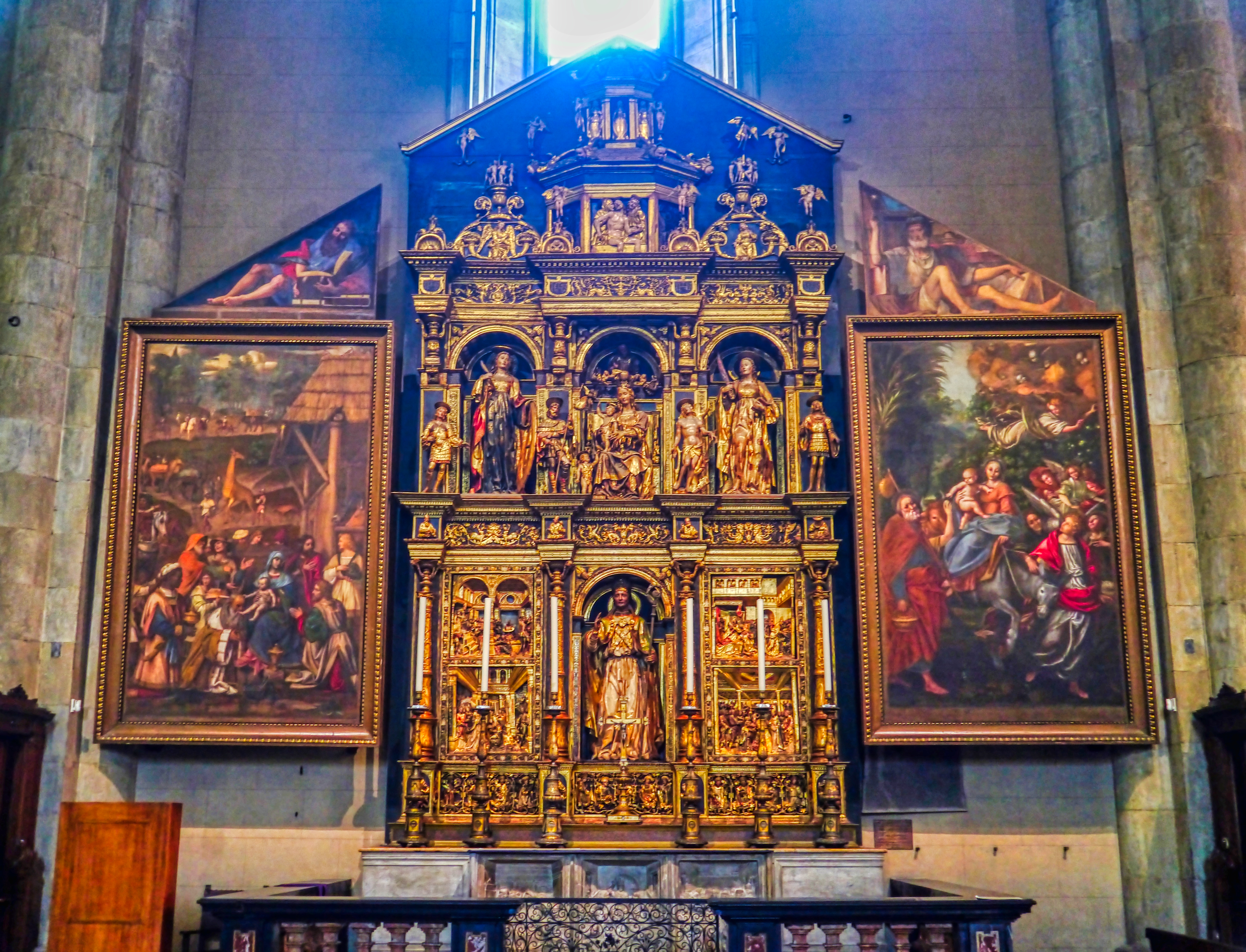
Giovanni Angelo Del Maino, Altare di sant'Abbondio

#### L'altare di Sant'Abbondio
Capolavoro della scultura lignea in area comasca, fu realizzato da Giovanni Angelo Del Maino tra il 1509 e il 1514, su commissione della Confraternita di Sant'Abbondio. L'ancona lignea è intessuta da un intrico di figure e ornamenti, ma mantiene chiara la sua struttura architettonica, a sua volta veicolo di contenuti dottrinali. Si tratta di una composizione a trittico con due ordini ben marcati. 
Nella parte centrale si trova la statua del patrono della città e diocesi, ai cui lati sono quattro formelle ad altorilievo, con scene della sua vita (Predicazione di Abbondio e rogo di libri eretici e Supplica del governatore Regolo e della moglie a sinistra, Successione tra Amanzio e Abbondio e Risurrezione del figlio di Regolo a destra). Nella predella sottostante sono rappresentati Gesù Cristo e i dodici apostoli: dal Cristo centrale si dirama una vite i cui tralci circondano gli apostoli. Sui plinti delle colonne si trovano i quattro evangelisti di fronte, i profeti e i re degli Ebrei di lato: sono la "base" su cui appoggia sant'Abbondio in quanto successore degli apostoli, in continuità con tutta la storia sacra. Nei dadi della trabeazione sono rappresentati i quattro padri della Chiesa latina, a significare la sapienza di Abbondio, simboleggiata anche dalle sfingi nelle grottesche dei due fregi. Nell'ordine superiore sono collocate le statue dei santi, compagni e compagne di Abbondio nella gloria; da sinistra a destra: Proto, Caterina, Rocco, la Vergine con il Bambino e san Giovannino, sovrastata dall'Eterno, Sebastiano, Lucia e Giacinto. Nella trabeazione sovrastante viene ripetuto quattro volte il cristogramma IHS in quattro scudi. Nella sezione più alta, in un tripudio di angioletti, è rappresentata l'Annunciazione, con l'arcangelo Gabriele a sinistra e la Vergine a sinistra, la Pietà nella formella centrale e la Chiesa nel tempietto centrale. 
L'ancona è stata definita «il più ricco complesso artistico di tutta la cattedrale: [...] anche nei paesi tedeschi, nei quali la scultura in legno ha prodotto capolavori numerosi e spesso mirabili, è difficile trovare qualcosa che possa stargli a paro»: l'equilibrio e la classicità della struttura geometrica richiamano la produzione artistica del Rinascimento italiano, mentre l'esuberanza della decorazione, le dorature e la ricerca del preziosismo pittorico rinviano direttamente al gusto espressivo dell'area alpina e dell'Europa centrale e settentrionale. 
Alla sinistra della pala, Adorazione dei magi di Bernardino Luini; alla destra, Fuga in Egitto di Gaudenzio Ferrari. Al di sopra delle due pale, due tele triangolari, con due Profeti, entrambe di Gaudenzio Ferrari (o forse dello stesso Luini o di Bernardino Lanino).

#### L'altare di San Girolamo, con la "Pala Raimondi"
La celebre pala fu dipinta su tavola da Bernardino Luini intorno all'anno 1521 e trasferita su tela nel 1877. Il santo titolare dell'altare, affiancato dall'abituale leone, è raffigurato in compagnia di San Domenico, della Madonna col Bambino, dei Santi Antonio da Padova e Agostino, del canonico Girolamo Raimondi (il committente dell'opera) e da una schiera di angeli musicanti. San Girolamo è raffigurato anche in due dipinti nella predella, delimitata dalle tavole dei santi Pietro e Paolo e con al centro un Agnus Dei.

### Sepolture medievali e altri monumenti funebri
Nei pressi delle due porte lungo le pareti laterali si trovano due sepolcri marmorei di vescovi di Como: i Comaschi si preoccuparono di mantenere anche nella nuova cattedrale gotica queste due sepolture più antiche.

#### Il sarcofago del vescovo Giovanni Avogadri Lucini
Posto nella navata sinistra, è poderoso e arcaico: il vescovo Giovanni, già canonico della cattedrale, era figlio di Conte degli Avogadri, di una famiglia originaria di Lucino. Nominato vescovo di Como direttamente da papa Gregorio X nel 1274, partecipò attivamente alle discordie che in quell'epoca dilaniavano la città di Como, favorendo prima i Vittani nell'alleanza con Ottone Visconti, poi unendosi ai Rusca contro i Vittani: questo coinvolgimento attivo nelle lotte tra fazioni gli costò l'espulsione dalla città e l'incendio del palazzo vescovile. Al rientro, con l'appoggio di Matteo Visconti, nuovamente alleato dei Vittani, cacciò i Rusca. Morì nel 1293 e fu sepolto nella cattedrale di Santa Maria Maggiore.
L'epoca di guerre e disordini in cui visse è rievocata dall'urna essenziale e scarna, romanica nei modi ma quasi barbarica nelle forme sospese nel piano vuoto della fronte e modellate con precisione metallica: la mitra e il pastorale, tre lucci, l'agnello mistico simbolo di Gesù Cristo; è quasi un rebus che indica l'identità del sepolto: «Il vescovo / Lucini (i "lucci"), / pastore». Gli angoli anteriore del coperchio si sviluppano in due teste di leone.

#### Il sepolcro del vescovo Bonifacio da Modena
Nella navata destra, è opera della scuola di Giovanni di Balduccio. Nell'antica cattedrale, il sepolcro occupava una cappella laterale, fatta erigere dallo stesso vescovo nel 1347 per custodire la sua sepoltura. Sull'orlo del coperchio, sul quale è distesa la figura del vescovo addormentato nella morte, è presente un'iscrizione in capitali gotiche; la sua traduzione dal latino recita: «Giace in questo tumulo colui che si chiamava Bonifacio, nato a Modena, professore di diritto canonico e civile. L'estremo giorno offre a lui in questo luogo una somma quiete». 

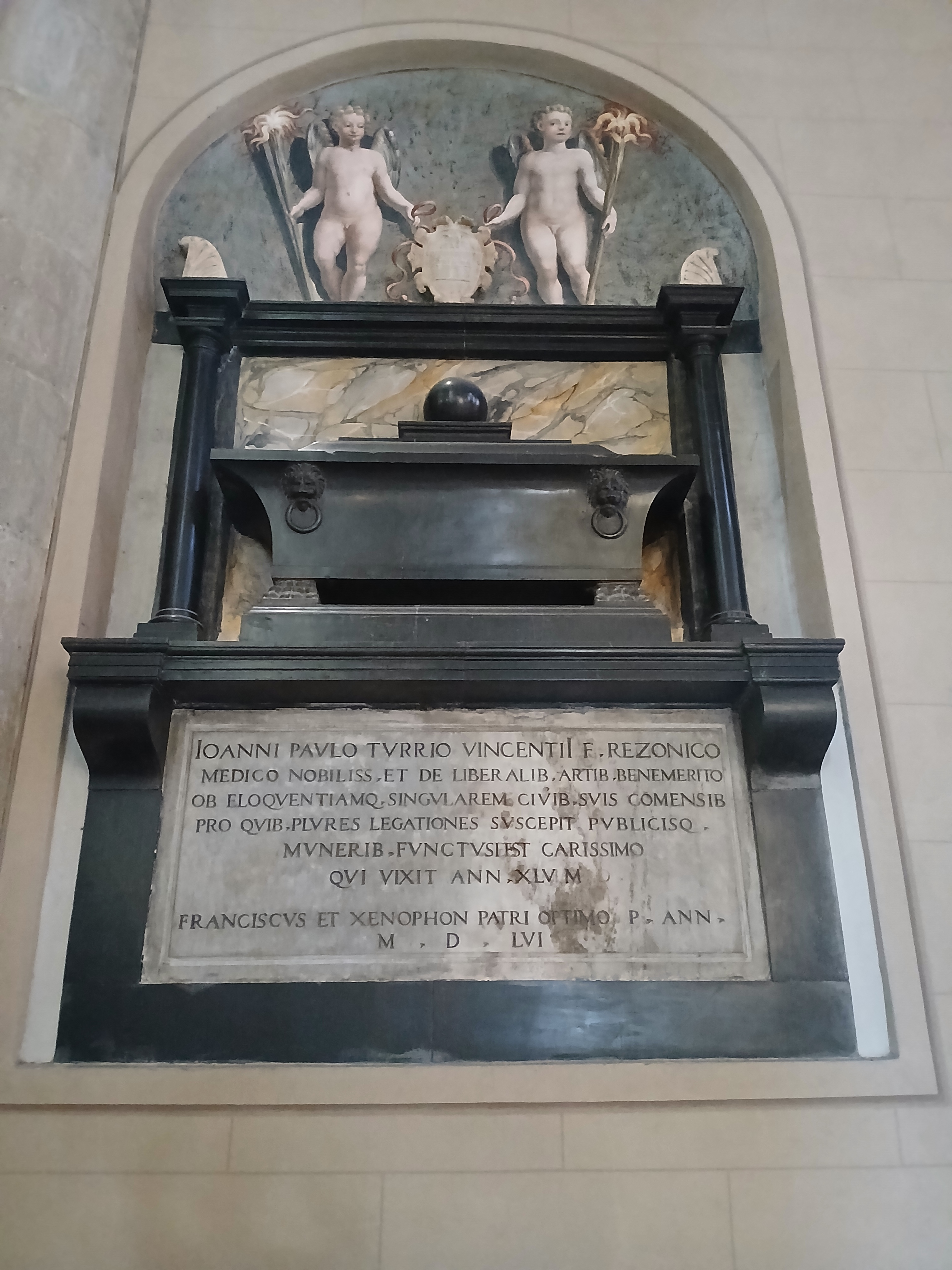
Sepoltura di Giovanni Rezzonico

L'urna è in marmo rosa di Candoglia (lo stesso con cui è costruito il duomo di Milano); sulla fronte vi sono tre formelle in altorilievo: una Madonna col Bambino e due angioletti che reggono un drappo sullo sfondo, nel mezzo il vescovo san Geminiano di Modena, che esorcizza un ossesso dalla cui bocca esce un demonio, e il vescovo Bonifacio, in abito monastico, che insegna in università. Questo manufatto è opera di uno scultore campionese che seppe unire la tradizione romanica e le forme più mosse della sensibilità gotica, ormai pienamente presente nell'ambito comasco.

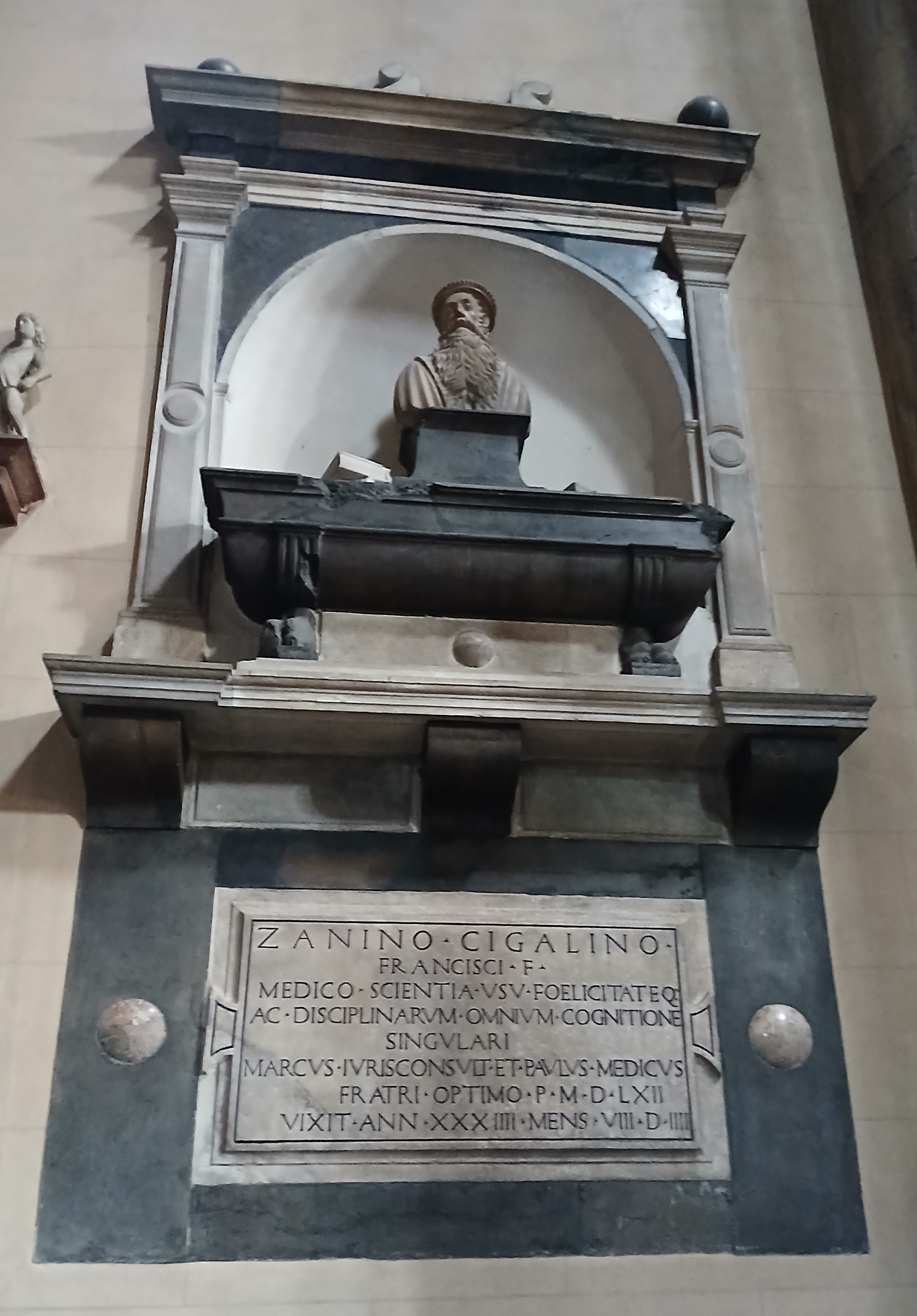
Sepoltura di Zanino Cigalino

Bonifacio Quadri, già vescovo di Modena, fu trasferito alla sede di Como nel 1340. Negli anni del suo ministero ridiede vitalità e ordine alla chiesa locale: difese i diritti dei cittadini anche se esiliati, fondò l'Ospedale di San Girolamo per i poveri e i pellegrini, fece restaurare o costruire ex novo molte chiese in tutta la diocesi, abbellì il palazzo vescovile ornandone la sala principale con i ritratti dei suoi predecessori. Morì nel 1352 e fu deposto nel sarcofago che, da cultore dell'arte, egli stesso si era già predisposto in vita, come riporta la data incisa: 1347. 
Più recenti sono invece le seguenti sculture funerarie:
- la tomba del nobile Giovanni Paolo Della Torre di Rezzonico (XVI secolo), collocata nella navata meridionale, sopra al sepolcro di Bonifacio da Modena;[17]
- la sepoltura del medico Zanino Cigalino (1562), situata nella navata settentrionale, a destra dell'altare della pietà;[43]
- il sepolcro di Benedetto Giovio[8] (1556), fratello del celebre umanista Paolo, collocato in posizione elevata alle spalle del sacrofago di Giovanni Avogadri Lucini, nella navata settentrionale.[43]

#### Altre opere scultoree
Navata meridionale:
- tra l'altare di Sant'Ambrogio e quello dedicato a Santa Lucia si trova un monumento in onore di Tolomeo Gallio, opera scultorea eseguita nel 1860 da Luigi Agliati;[17]
- tra l'altare di San Girolamo e l'inizio del transetto trova posto un Sant'Isidoro con i buoi, opera in marmo realizzata da Giovanni Battista Maestri detto il Volpino tra il 1677 e il 1679.

Navata settentrionale:
- nei pressi dell'altare della pietà trova posto un busto raffigurante Pio IX, opera realizzata nel 1885 da Giuseppe Bayer.[43]

### Presbiterio
Il presbiterio, sopraelevato di alcuni gradini rispetto al resto della navata, è stato allestito nel 1986, secondo le norme della riforma voluta dal Concilio ecumenico Vaticano II, riorganizzando gli spazi del precedente presbiterio con nuovi arredi marmorei (ambone, altare, cattedra) che riutilizzano rilievi provenienti dall'antica cattedrale di Santa Maria Maggiore. Al centro dell'abside si trova l'altar maggiore barocco proveniente da Roma, realizzato nel 1728 in marmo, onice e bronzo; intorno ad esso, si trovano i pregevoli stalli lignei scolpiti del coro.

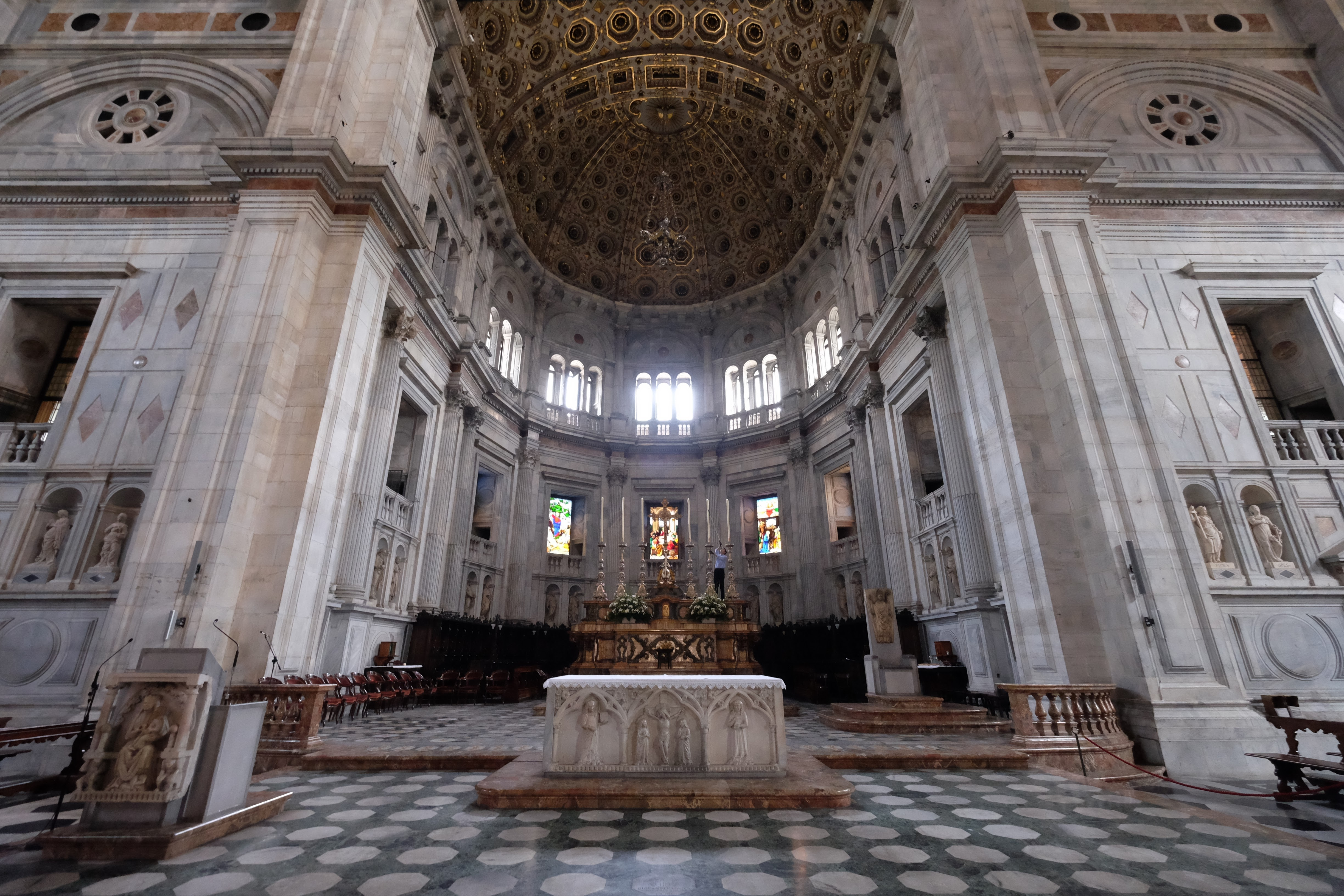
Il presbiterio, con l’altare, l’ambone e la cattedra

Al centro dello spazio si trova dunque l'altare della preesistente cattedrale di Santa Maria Maggiore. Opera dei Maestri campionesi, esso era stato donato al duomo nel 1317 - segno di prestigio più che di devozione - da un rampollo della potente famiglia ghibellina dei Rusca, Valeriano, arcidiacono della cattedrale e fratello del signore della città Franchino. Esso fu dedicato solennemente proprio nel 1317, in occasione della traslazione nella cattedrale delle reliquie dei santi eunuchi Proto e Giacinto e delle sante Liberata e Faustina: queste reliquie sono tuttora conservate all'interno dell'altare. Nel XX secolo di questo altare si erano ormai perse le tracce: se ne conosceva l'esistenza grazie a scritti di storici comaschi, ma solo nel 1964 fu ritrovato, letteralmente "sepolto" all'interno dell'altare maggiore settecentesco, e venne installato nella cappella del seminario di Muggiò. Sulla parte frontale si trova, al centro, il Crocifisso, tra Maria e Giovanni; più all'esterno, le sante Liberata e Faustina con in mano il libro della regola, in quanto fondatrici di un monastero; sui fianchi, i santi Proto e Giacinto e altri due santi in abiti trecenteschi, l'identificazione dei quali non è agevole. L'altare è collocato in una posizione di poco arretrata rispetto al centro della cupola: la luce che vi discende dalla cupola diviene così simbolo della discesa dello Spirito santo, invocata nella liturgia. Una grande lampada argentea pende dalla copertura del presbiterio: si tratta di un manufatto realizzato nel 1698.
L'ambone è stato realizzato riutilizzando un altorilievo di Madonna con Bambino del XIV secolo: la formella era inserita al centro della parte posteriore dell'altare del 1317, e successivamente era stata murata nella parete interna della facciata. Maria porge a Gesù Bambino un frutto: è lo stesso frutto di Eva, già segno di peccato, che diviene messaggio di redenzione. Il Bambino tiene tra le mani una colomba, simbolo della pace che viene a portare al mondo.
La cattedra del vescovo è ornata con una scultura del XIII secolo raffigurante sant'Abbondio: proviene dal monastero adiacente alla basilica intitolata allo stesso santo, ma aveva conosciuto diverse vicissitudini, tra cui quella di essere posta all'aperto, nei pressi del ponte di San Martino sul torrente Cosia.
A chiudere la prospettiva del presbiterio, davanti agli stalli del coro realizzati nel 1610 dagli intagliatori Lucini, si trova l'alzato dell'antico altare maggiore, opera tardobarocca realizzata a Roma nel 1728, in marmo, onice e bronzi dorati.

### Cupola
Internamente, la cupola è decorata da elementi dorati, restaurati a seguito dell'incendio che nel 1935 devastò la struttura. Le raffigurazioni degli Evangelisti stuccate nei pennacchi sono opera dello stuccatore Gasparo Mola (nato nel 1684).

### Transetto

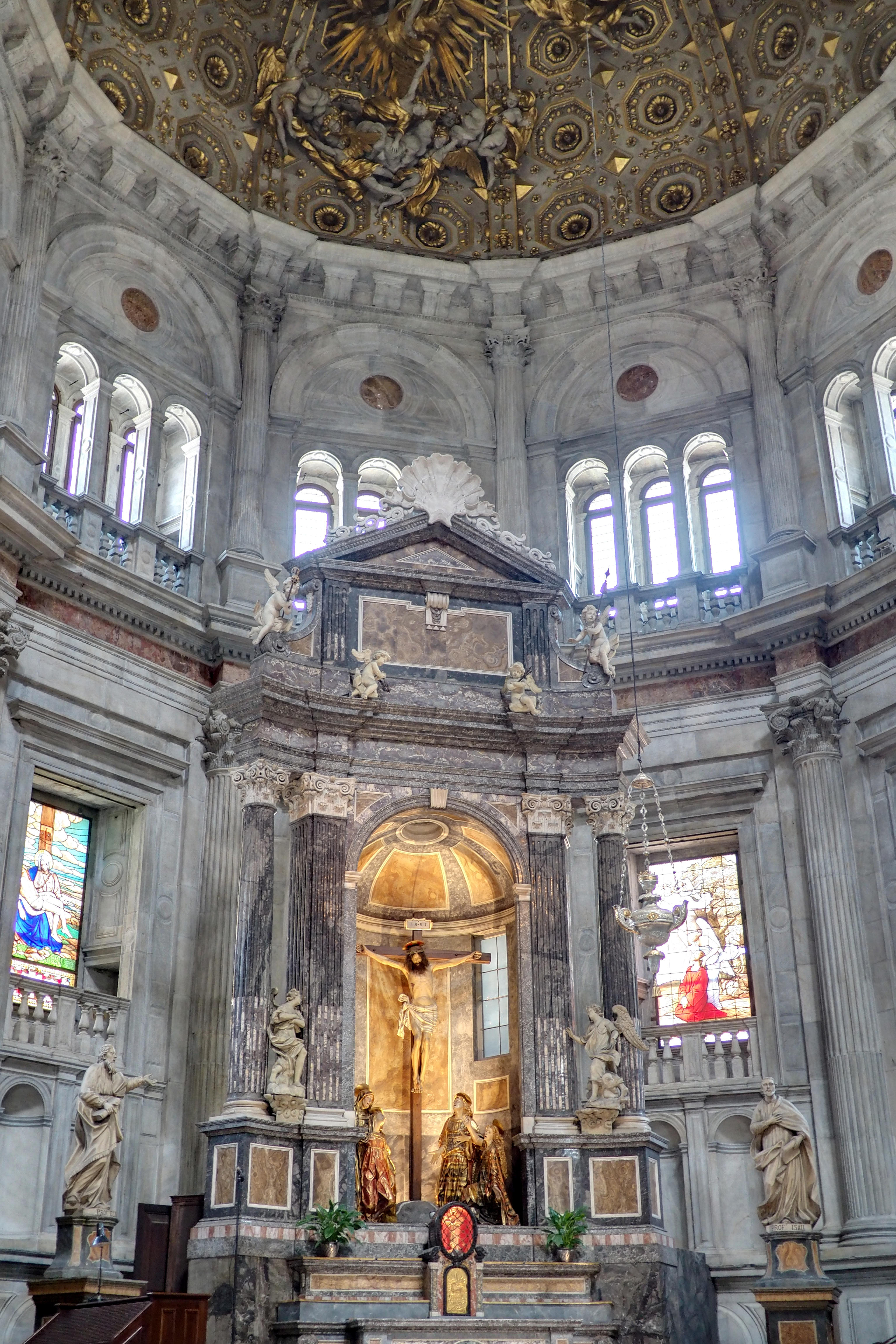
Altare del Crocifisso

Le due grandi cappelle racchiuse dalle absidi laterali del transetto sono dedicate al culto del Crocifisso nel braccio settentrionale e della Vergine Assunta in quello meridionale.

#### L'altare del Crocifisso
Fu progettato conformemente ai disegni che, negli anni tra 1610 e 1630, l'Accademia Ambrosiana di Milano aveva approntato come modelli per l'arte e l'architettura religiosa. Probabilmente l'altare era destinato, in origine, ad accogliere la statua della Vergine: un documento del 1673, infatti, registra che
La costruzione della cappella, curata da Carlo Buzzi, durò dal 1653 al 1665. Nel 1674 l'altare era completato e allestito. Il Crocifisso è una statua lignea del XV secolo (o forse dei primissimi anni del XVI), che già si trovava all'interno del Duomo - anche se non si sa con precisione in quale posizione; sul capo ha veri capelli umani, come era costume dell'epoca. Ai suoi piedi vi sono le statue di Maria madre di Gesù, sorretta da Maria di Cleofa, Maria Maddalena e Giovanni apostolo: sono sicuramente statue cinquecentesche, probabilmente quelle citate in un documento del 1515 e collocate originariamente nella parte gotica del duomo; l'autore di queste statue sarebbe Giovanni Angelo del Maino.
Le sei statue marmoree di angeli che reggono i simboli della Passione di Gesù sono opera degli scultori Giovanni Pietro Noni e Giovanni Battista Bianchi, e risultano pagate nel 1666. Ai due lati della "macchina" dell'altare vi sono le statue lignee dei profeti Isaia (che nei canti del Servo del Signore avrebbe prefigurato la Passione del Cristo) ed Elia (il cui rapimento in cielo sarebbe "tipo" della sua risurrezione); queste due statue furono realizzate da Raimondo Ferabosco. Al di sopra del tabernacolo dell'altare, nei primi decenni del XX secolo è stata collocata una custodia di marmo, chiusa da una grata di ferro battuto, nella quale è contenuta una reliquia della Croce proveniente dalla distrutta chiesa di San Nazario.
Gli stucchi dorati della volta raffigurano il Cristo risorto in un barocco trionfo di angeli: sono opera (1666-1669) di Agostino Silva, scultore della Val d'Intelvi, che aveva già lavorato in diverse parti d'Europa portando oltralpe la tradizione dei maestri delle valli comasche.

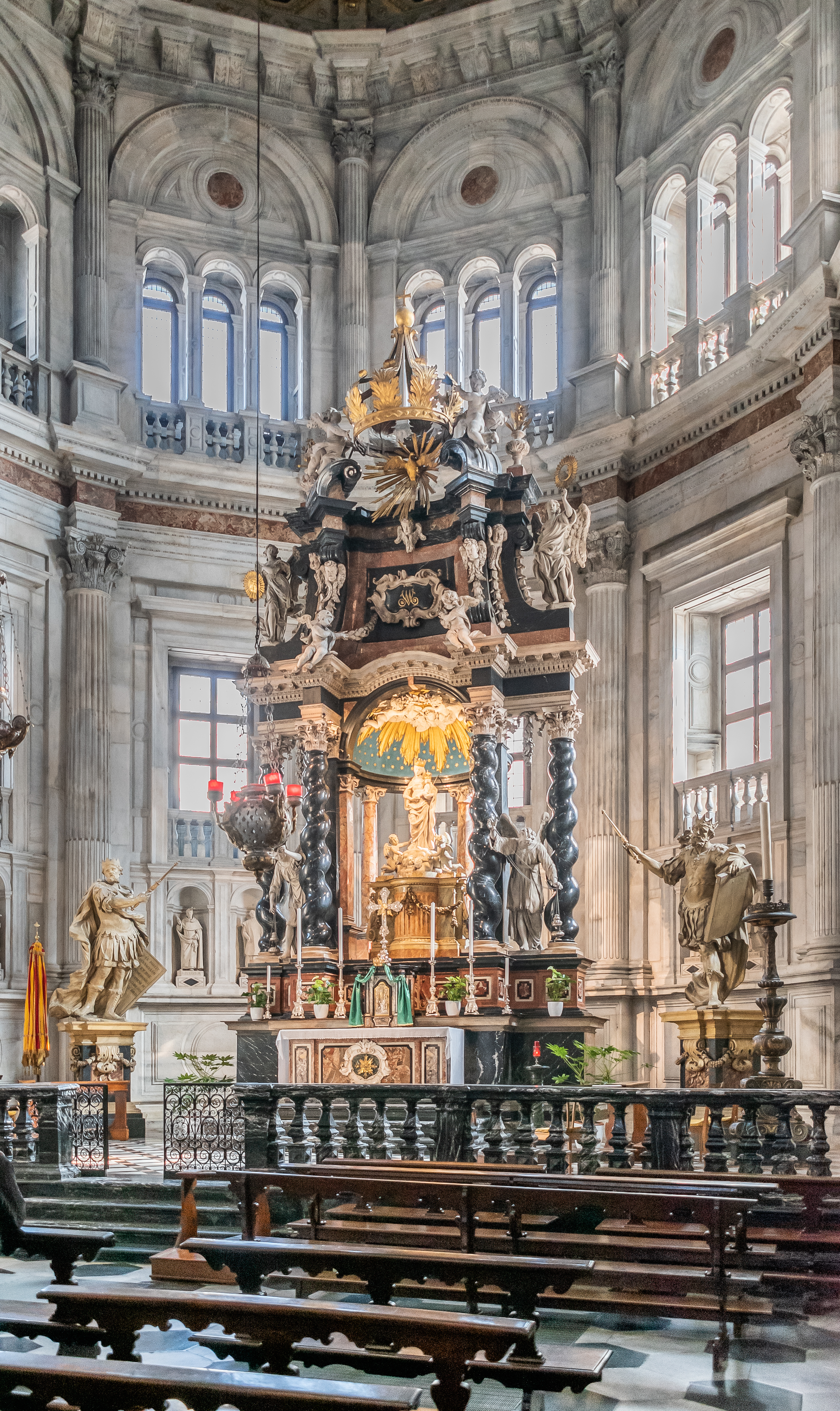
Francesco Maria Richini, altare dell'Assunta, 1666

#### L'altare dell'Assunta
è uno dei manufatti più esplicitamente barocchi di tutta la cattedrale. Fu progettato da Francesco Maria Richini prima del 1641 e realizzato a partire dal 1666 sotto la direzione dell'ingegner Gerolamo Quadrio di Milano; l'altare era pronto nel 1686, quando vi venne collocata la statua della Vergine con il Bambino. Il simulacro di marmo risale al XVI secolo, più di un secolo prima della costruzione dell'altare, e si segnala per la compostezza, per la correttezza esecutiva del ricco panneggio e per la grazia del gesto e del volto: è probabilmente opera della scuola dei Rodari ed è stato collocato su un basamento seicentesco di legno intagliato, con una nuvola e due angeli.
L'enorme corona trionfale è opera di due ramai milanesi, Francesco Guerra e Giovanni Pietro Viscio, pagati per il loro lavoro nel 1687. I quattro putti che reggono la corona metallica e i festoni, come pure i due angeli che reggono il sole e la luna, sono di marmo ed erano pronti nel 1686; i due grandi angeli che reggono turiboli sono invece di gesso su tela; di legno dipinto sono invece le due statue raffiguranti i re d'Israele Davide e Salomone, eseguite da Francesco Rusca.
La decorazione di stucco dorato del catino absidale, nella quale è raffigurata la Vergine assunta nei cieli, circondata da una nuvola di angeli, è stata realizzata nel 1641 da Francesco Silva da Morbio Inferiore.

### Vetrate

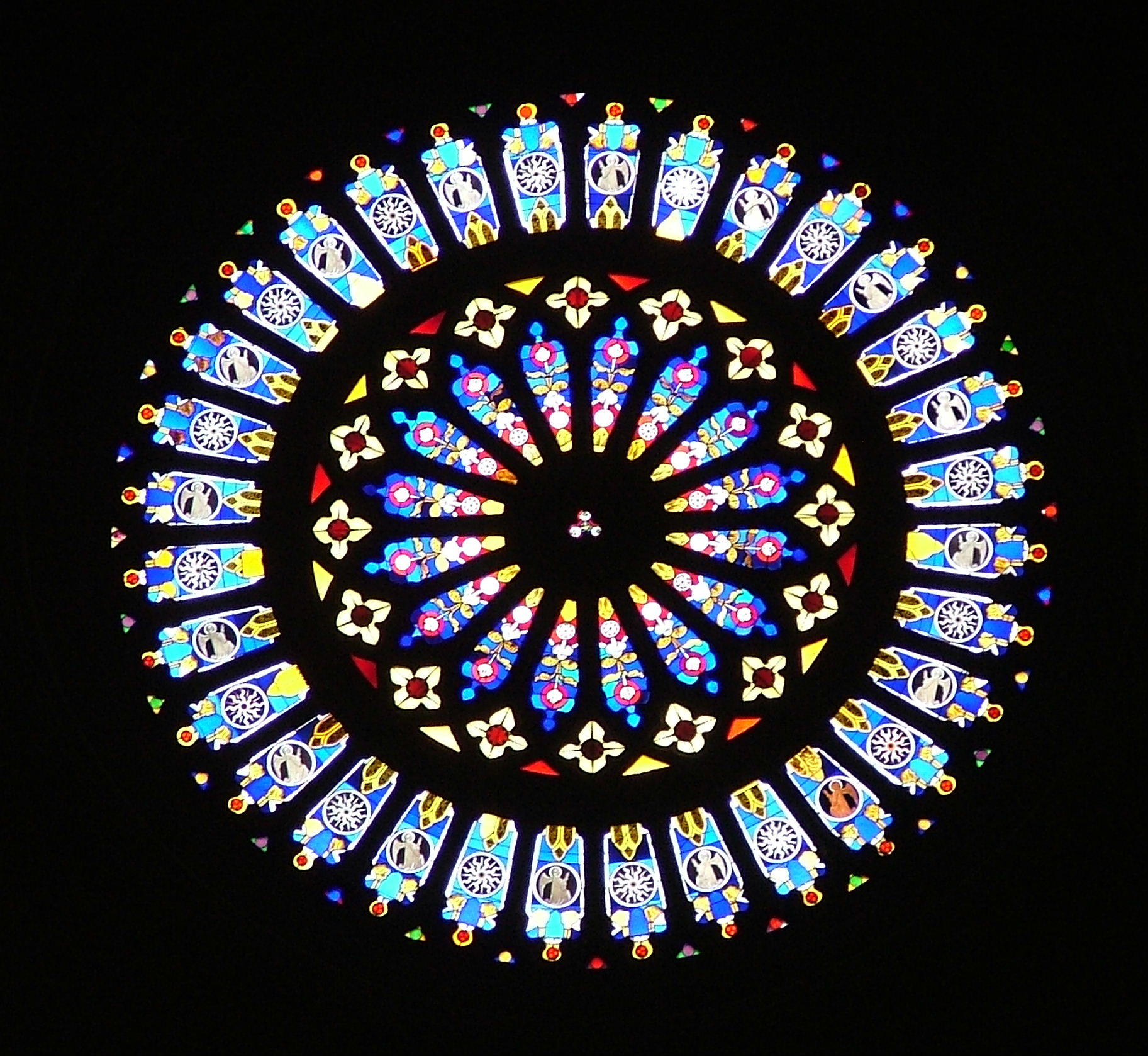
Il rosone

La luce che, dalle finestre gotiche e rinascimentali, entra nella cattedrale è filtrata dai colori di numerose vetrate. Esse occupano completamente le finestre di controfacciata, due finestre della navata sinistra, due di quella destra e sette delle quindici aperture inferiori delle tre absidi rinascimentali.
In realtà, la luminosità all'interno del duomo è discontinua e frammentaria, e non agevola molto la comprensione degli spazi architettonici interni, che in alcune parti e in alcune ore del giorno appaiono eccessivamente oscuri. Già nella costruzione della parte gotica le finestre della navata centrale furono progettate senza una reale presa di luce dall'esterno: esse, infatti, sono coperte dalle falde dei tetti delle navate laterali; soltanto in epoca recente sono stati realizzati dei lucernari per permettere un passaggio della luce.
Solamente nella aerea cupola settecentesca la luce piove integra e pienamente coerente con le intenzioni impresse nell'architettura, inondando di diffuso chiarore lo spazio centrale antistante il presbiterio. Anche alcune parti rinascimentali mantengono il rapporto tra luci e volumi proprio della loro epoca: per esempio l'abside meridionale, in cui è inserito l'altare della Madonna, dove le finestre in doppio ordine evidenziano la trasparenza del primo piano, facendo dello spessore del muro un ambito in cui si articola la luminosità.
La presenza più radiosa tra le vetrate resta quella del rosone centrale, che ospita opere vitree che la tradizione attribuisce agli artisti Della Porta:
- rosone con vetri policromi realizzati da un "Maestro Guglielmo" nel 1488, parzialmente riparati nel 1719 da un vetraio anonimo e infine ritoccati, nel 1851, da Giuseppe Bertini.

La parte scultorea del rosone si presenta come un'opera assai raffinata: la ruota di colonnine, archi e costolonature forma sulla facciata esterna un prezioso ricamo mentre all'interno riverbera la composizione di armoniosi colori primari. Pur avendo subito diversi interventi di restauro per le parti vitree, nel corso dei secoli, questo rosone mantiene l'alta qualità della tradizione medievale:
Il gusto neogotico nelle finestre di controfacciata, ai lati del rosone, secondo la sensibilità del XIX secolo, sviluppa una consistente decorazione nei contorni bianchi e rossi delle scene figurate: il disegno definisce archi complessi e fioriti, e bordi con nicchie in cui sono inserite statue, quasi fosse un'ideale ripresa delle lesene della facciata. Gli ornamenti architettonici di contorno fingono il bianco materiale della pietra ma, nel loro chiarore, permettono un discreto passaggio di luce. Nelle scene del racconto invece prevalgono toni scuri, a volte bui, che contrastano con la funzione illuminante della vetrata. Le vetrate per le finestre più vicine al rosone furono realizzate da Giuseppe Bertini nel 1849-1850 e rappresentano scene della vita di sant'Abbondio:
- a destra del rosone, dall'alto in basso: Sant'Abbondio in cattedra, Sant'Abbondio risuscita il figlio del magistrato Regolo e Morte di sant'Abbondio;
- a sinistra del rosone, dall'alto in basso: Sant'Abbondio al concilio di Milano, Sant'Abbondio e sant'Amanzio, Ordinazione episcopale di sant'Abbondio.

Le vetrate per le finestre di controfacciata più esterne furono realizzate dal fratello di Giuseppe Bertini, Pompeo Bertini, nel 1854-1855 e raffiguranti santi e sante della tradizione comasca:
- all'estrema destra del rosone: in alto Le sante Liberata e Faustina, in basso I santi Giacinto e Proto;
- all'estrema sinistra del rosone: in alto Santa Lucia e santa Apollonia, in basso San Pietro Martire e sant'Andrea Avellino.

Le vetrate delle navate laterali, tranne la recentissima vetrata dedicata al cardinal Ferrari, sono opera dei fratelli Bertini tra il 1849 e il 1894 e rappresentano diversi momenti della moda e del gusto eclettico e neogotico:
- alla prima finestra della navata destra, in alto Lo sposalizio della Vergine, in basso L'Annunciazione, vetrata realizzata da Giuseppe Bertini nel 1857-1858;
- alla seconda finestra della navata destra, in alto La Visitazione, in basso La Presentazione di Gesù al Tempio, vetrata realizzata da Giuseppe Bertini nel 1860;
- alla prima finestra della navata sinistra, Il beato Andrea Ferrari (vescovo di Como dal 1891 al 1894), vetrata realizzata da Luigi Veronesi nel 1995;
- alla seconda finestra della navata sinistra, in alto La santa Famiglia, in basso Gesù fra i dottori nel Tempio, vetrata realizzata da Pompeo Bertini nel 1894.

In queste tre vetrate dei fratelli Bertini, rispetto alle loro stesse opere in controfacciata, vengono ridotte al minimo le cornici laterali, si accentua il tono scuro delle composizioni, compromettendo la luminosità degli spazi architettonici. Questo intervento neogotico ripropone un carattere storico, reinterpretando dopo quattro secoli le intenzioni che avevano mosso gli architetti quattrocenteschi. Nelle navate, queste vetrate comunicano una suggestione d'insieme: viene infatti rievocata l'atmosfera gotica nella molteplicità di colori e riflessi che si riverberano sulle nervature e costolonature di pietra. Questa suggestione prevale nella percezione d'insieme degli spazi architettonici, mentre nel dettaglio ciascuna vetrata, ad esclusione del rosone, dà un apporto di luci e colori di qualità inferiore a ciò che avrebbero potuto dare opere vetrarie coeve all'architettura del XIV secolo.
Nell'abside del presbiterio, ben visibili dall'ampia prospettiva della navata centrale, sono cinque vetrate, realizzate ancora una volta dai fratelli Pompeo e Giuseppe Bertini tra il 1861 e il 1866, raffiguranti episodi del Nuovo Testamento:
- centrale è l'Ultima cena, opera di Giuseppe del 1864, con chiaro riferimento all'altare della celebrazione eucaristica;
- immediatamente a sinistra, Cristo predica alle folle, di Pompeo del 1863,
- e ulteriormente a sinistra, Il battesimo di Cristo, realizzata nel 1861 da Giuseppe;[22]
- immediatamente a destra della finestra centrale, La Natività, di Pompeo del 1863,
- e ulteriormente a destra, La Trasfigurazione, eseguita da Pompeo nel 1866.[22]

Nell'abside settentrionale, dove si trova l'altare del Crocifisso, sono state poste alcune vetrate i cui temi sono evidentemente connessi alla devozione della passione di Gesù:
- del 1900 è la vetrata di sinistra, raffigurante Gesù nel Getsemani, realizzata da Filippo Carcano;
- degli anni Trenta è una riproduzione pittorica su vetro del gruppo scultoreo della Pietà vaticana di Michelangelo, eseguita dalla ditta "Corvaya e Bazzi".

La scelta dei temi per le vetrate delle due absidi, orientale e settentrionale (le finestre dell'abside meridionale non hanno vetrate), non corrisponde ad un programma organico di narrazione della storia della salvezza, ma sembra interpretare genericamente il desiderio di dare colore all'architettura rinascimentale, che invece era stata concepita come monocroma. L'intervento di queste vetrate appartiene ad un'epoca storica (il XIX secolo) in cui prevaleva la confusione eclettica e una scarsa concentrazione sui valori culturali e dottrinali della cattedrale, privilegiando un malinteso senso estetico. Anche dal punto di vista tecnico queste finestre dipinte non sono che una pallida imitazione di ciò che l'arte preziosa della vetrata aveva prodotto nei secoli passati.
Sopra l'altare di Sant'Apollonia si trova infine una moderna vetrata dedicata al cardinal Andrea Carlo Ferrari (1995), raffigurato nella veste rossa cardinalizia a simboleggiare la virtù teologale della carità, con lo sguardo rivolto verso due luci: una bianca, simbolo della Fede, e una gialla, emblema della Speranza. La vetrata è opera del pittore astrattista milanese Luigi Veronesi e aggiunge alle molte opere d'arte stratificate nei secoli del duomo un contributo arte contemporanea. Nella ricerca del maestro razionalista la forma e il colore sono ridotti all'essenziale, quasi al nucleo centrale della meditazione: dalla sfera divina emana l'energia della carità, di fronte alla quale il beato Andrea Ferrari si prostra, nel cardinalizio manto rosso della sua carità operante.

## Sacrestie
Nella costruzione del duomo, protrattasi per molti secoli, tra la fine del XV secolo e l'inizio del XVI venne affrontata la questione del transetto, del tiburio e del presbiterio. Diversi progetti presero in considerazione il completamento, in termini rinascimentali delle navate gotiche: una soluzione fu proposta da Tommaso Rodari nel 1487, quindi dall'Amadeo nel 1510; infine, nel 1519, Cristoforo Solari finalizzò il progetto delle tre absidi con le due sacrestie che da quel momento avrebbero caratterizzato l'aspetto della cattedrale di Como. Nel progetto dell'Amadeo erano già presenti i due volumi delle sacrestie, a chiusura delle navati laterali; Cristoforo Solari accentuò la funzione plastica dei volumi delle sacrestie ponendoli in angolo tra abside ed abside.
Si trattava di far confluire gli spazi gotici verso una planimetria il più possibile centrale, e la soluzione trilobata di Tommaso Rodari aveva generato uno spazio continuo, diverso dalle precedenti esperienze del transetto con absidi. Nella percezione degli spazi esterni della cattedrale, i grandi parallelepipedi delle due sacrestie, posti nelle intersezioni d'angolo tra le due absidi laterali e quella centrale, risolvono l'architettura del duomo che, nell'alternanza tra superfici curve e angoli retti, offre nella prospettiva da est una delle immagini più efficaci e suggestive del Rinascimento comasco.

### Sacrestia dei Canonici
All'interno del duomo, le porte di accesso delle due sacrestie e le soprastanti finestre marcano il fondo prospettico delle navate laterali. Esse furono costruite negli ultimi decenni del XVI secolo insieme con il presbiterio e gli arconi d'imposta della futura cupola. 
Le due sacrestie presentano anche nello spazio interno una forte e solida struttura rinascimentale: su questa iniziale struttura rinascimentale la sacrestia settentrionale, detta "del Capitolo" o "dei Canonici", venne completata con la decorazione e l'affresco del soffitto nel 1570 e con la costruzione, nella prima metà del XVIII secolo delle scenografiche armadiature, dei confessionali in angolo e del pavimento marmoreo a disegni in marmo bianco di Musso, nero di Varenna e rosso di Arzo. 
Nella volta della sacrestia «una grandiosa cornice di stucco toccato d'oro a sguscione di certo garbo e nel quale sono illustrati vari momenti della vita della Vergine, racchiude il gran campo rettangolo centrale nel quale è portata al cielo, accompagnata da un nimbo d'angioletti e dalle dolci note di alcuni cherubini musicanti». Un cartiglio posto tra il riquadro della Presentazione della Vergine al tempio e quello dello Sposalizio della Vergine e san Giuseppe contiene la scritta: Antonio Sachiense ditto el Moreo de Pordono MDLXX. L'autore dell'affresco è dunque Antonio Licinio il giovane, detto il Sacchiense, da Pordenone, nipote del celebre Pordenone, dal quale riprendeva i ricercati colori e l'uso delle grandi figure in primo piano nella composizione. «Al manierismo pordenoniano si sovrappongono anche sensibili influenze più "attuali" di parte veneta, latamente tintorettesche, ma anche veneto-lombarde, bergamasche soprattutto». Il ciclo pittorico, come è stato messo in evidenza nel restauro degli anni 1994-1995, risulta poco coerente nella composizione generale, discontinuo nei singoli episodi e figure: la qualità migliore si manifesta nella vivacità di alcuni dettagli, nell'efficacia espressiva di alcuni volti, quasi come se l'autore fosse diviso tra le regole di una scuola di maniera e la capacità di dare espressione alla memoria dell'osservazione diretta di personaggi e cose.
Nell'anta dell'armadio di fronte all'ingresso è incorniciata una Santa Famiglia con san Giovannino e santa Elisabetta che presenta riferimenti alla scuola leonardesca.
Sui lati brevi della sacrestia, incorniciati all'interno delle ante centrali degli armadi, si trovano due dipinti di Cesare Ligari (1716-1770), mossi e accuratamente rifiniti: un'Agonia nel Getsemani e un Ecce homo, entrambi realizzati attorno alla metà del XVIII secolo. Cesare, figlio di Pietro Ligari, pittore assai attivo in Valtellina e nel resto della diocesi di Como, il 1º settembre 1750 scrisse, all'abbadessa del monastero di San Lorenzo a Sondrio, di una «anconetta picciola dell'angelo custode per la cattedrale di Como»: forse il quadro dell'Agonia nel Getsemani con l'angelo che consola Cristo potrebbe essere l'interpretazione simbolica del tema dell'angelo custode.
Sopra la sacrestia si trova un altro locale, cui si accede da una scaletta compresa nello spessore della muratura, che servì per lungo temo come archivio del Capitolo del duomo: questo ambiente venne affrescato da Cesare Carpano nel 1567 con decorazioni e grottesche.

### Sacrestia dei Mansionari

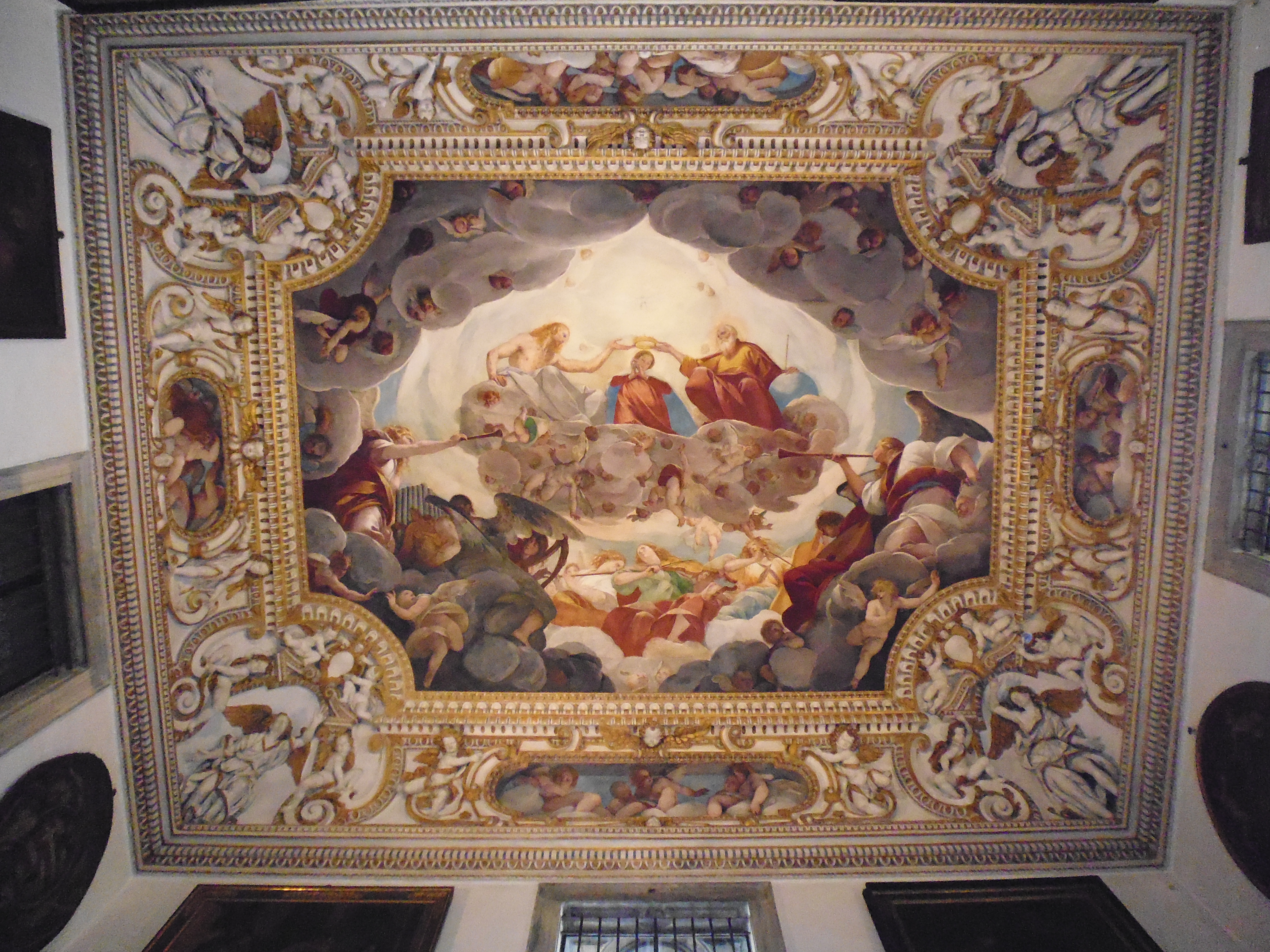
La volta, con gli affreschi del Morazzone

La sacrestia meridionale, detta "dei Mansionari" fu edificata nella sua struttura architettonica rinascimentale progettata nel 1519 da Cristoforo Solari a completamento delle navate gotiche della cattedrale. 
Quarant'anni dopo il completamento della decorazione a fresco della sacrestia dei Canonici, nel 1611-1612 sono documentati i pagamenti per gli affreschi della volta della sacrestia dei Mansionari a Pier Francesco Mazzucchelli, detto il Morazzone. Degli stessi anni sono i pagamenti al moltrasino Giuseppe Bianchi, architetto della fabbrica del duomo già dal 1609, per gli stucchi.
Nelle volte di entrambe le sacrestie del duomo sono affrescati temi in lode della Vergine Maria. Ancora prima dell'"altare della Madonna" (realizzato nell'abside meridionale tra il 1641 e il 1686), con la decorazione delle due sacrestie l'intendimento esplicito era quello della devozione mariana, chiara espressione della catechesi controriformista, che si opponeva con violenza alla cultura religiosa del Protestantesimo, e nello stesso tempo proseguiva la riflessione tematica dell'intitolazione della cattedrale alla Vergine Assunta.
La sacrestia meridionale è detta "dei Mansionari" dal titolo che era attribuito ad un gruppo di preti, di rango inferiore ai canonici, istituito nel 1618 da Marco Gallio, primo Signore d'Isola e abate commendatario di Sant'Abbondio. Dagli armadi ed arredi (alcuni della fine del XVI secolo), meno integrati all'architettura rispetto a quelli dell'altra sacrestia, risulta che questo ambiente era considerato gerarchicamente inferiore rispetto all'altro.
La sacrestia si presenta come un severo spazio cinquecentesco: il pavimento, in marmi bianchi e neri in continuità con quelli delle navate, presenta un disegno semplice; le armadiature di legno di noce, pur non presentando un rivestimento continuo delle pareti, sono di elegante fattura; sulle quattro alte pareti dominano le slanciate finestre, di cui due affacciate rispettivamente sul presbiterio e sulla navata laterale. Sopra al cornicione d'imposta la volta fiorisce di luci e colori negli stucchi e dipinti seicenteschi.
Pier Francesco Mazzucchelli, detto il Morazzone, dipinse dunque la volta della sacrestia meridionale tra il 1611 e il 1612. Probabilmente anche il disegno complessivo della decorazione è del Morazzone: perfetta, infatti, è l'integrazione tra gli elementi pittorici e le decorazioni plastiche quali, ad esempio, le quattro medaglie recanti altrettanti putti. Il tema centrale dell'affresco è la Vergine incoronata dalla Trinità nella gloria del Paradiso. I cieli si spalancano nella costruzione scenografica dei primi piani di nuvole scure ed angeli musicanti e delle sequenze successive di profili sempre più chiari sino all'abbagliante luce irradiata dalla colomba dello Spirito santo. L'effetto prospettico è reso esclusivamente con l'uso sapiente dei toni, calibrati per suggerire la vicinanza e la lontananza. La costruzione irreale di nuvole è realizzata con l'accostamento dei colori: quelli più scuri rendono i piani più vicini, quelli più chiari sprofondano nella lontananza. Nubi e figure sono orlate di guizzi luminosi che, enfatizzando il controluce, marcano le lontananze. Unico dipinto illusionistico di tutta la cattedrale, esso corrisponde ad uno dei momenti più ispirati dell'attività del Morazzone.
Il trionfo della Vergine è narrato da un concerto di strumenti propri delle composizioni sinfoniche che si affermavano nel rinnovamento musicale di quegli stessi anni: oltre all'organo, gli angeli suonano chitarroni, viole, violini e arpe, trombe e flauti, tamburi e tamburelli. L'esuberanza decorativa e la prorompente vitalità di questa composizione pittorica ricordano alcuni modi felici di Gaudenzio Ferrari, ma la poetica del Morazzone elabora questi temi nel prevalente colore perlaceo, negli azzurri di lapislazzuli, nei rosa ciclamino, nei gialli topazio che fanno da contrappunto in effetti luministici: una visione pur sempre lombarda e concretamente legata all'esperienza, in cui splendore e ombre si incontrano.
Alle pareti è appesa la collezione Gallio: una consistente raccolta di quadri del XVII secolo, per lo più nelle cornici originali, che conferisce nobiltà e severità agli spazi della sacrestia. I dipinti formano un insieme esemplificativo di che cos'era una raccolta seicentesca di pitture: i soggetti, gli artisti e le scuole sono di varie provenienze, ma nell'insieme queste tele documentano la cultura artistica e il gusto del Seicento comasco. Pervenuti alla cattedrale per un lascito testamentario di Giacomo Gallio, secondo Marchese d'Isola, del 1686, essi sono parte della ben più ampia raccolta della nobile ed antica famiglia Gallio, che di essa faceva lustro nella sua villa di Borgovico, edificata da Marco Gallio nel 1615 (la villa Gallia ora sede di rappresentanza della Provincia di Como) e della villa del Balbiano, voluta sempre dall'abate Marco nel 1636, sulla riva del lago a Campo di Ossuccio. A Marco Gallio si deve l'inizio della raccolta di dipinti, proseguita dal nipote Carlo e dal figlio di lui Giacomo II, con il quale si estinse il "ramo d'Isola" della famiglia. Dagli inventari del patrimonio artistico della famiglia si sa che i quadri erano disposti sulle pareti delle gallerie della "villa a lago" e della "villa a monte", alternando temi profani, soggetti sacri e nature morte. Di quel grande patrimonio, alla cattedrale furono destinati alcuni dei quadri a tema sacro:
- Sulla parete sinistra:
  - Santo vescovo
  - Ovale con stemma vescovile
  - La Pentecoste
  - Santo francescano davanti alla Croce
- Sulla parete di fronte all'entrata:
  - Trasporto di santo vescovo: tradizionalmente il soggetto era identificato come la deposizione di sant'Abbondio, mentre con ogni probabilità di tratta della traslazione del corpo di san Marco. L'opera, unanimemente riconosciuta di grande valore, è stata attribuita a Giovan Antonio Recchi, al Morazzone o ad un autore vicino al Cerano.[82] Certamente essa riprende il disegno di un'incisione del 1588 tratta dalla pala d'altare di Federico Barocci nella chiesa della Croce di Senigallia del 1582.
  - Santa Famiglia con san Giovannino: attribuito ad Isidoro Bianchi (1602-1690)[83]
  - Madonna con Bambino e angelo
  - Ovale con Santa Lucia
  - altra Santa Famiglia con san Giovannino
- Sulla parete destra:
  - Ovale con stemma vescovile
  - Madonna con Bambino da un soggetto raffaellesco
  - Ritratto dell'abate Marco Gallio
  - Cristo spogliato dalle vesti
  - Sacra allegoria
- Sulla parete d'ingresso:
  - Interno di chiesa di Giovan Battista Recchi
  - Deposizione di Cristo attribuita a Filippo Abbiati (1640-1715)[83]
  - Caino uccide Abele
  - San Francesco
  - San Sebastiano: il dipinto è ritenuto una delle tre copie esistenti di un originale perduto del Caravaggio ed è citato da Roberto Longhi già nel 1960

A destra dell'ingresso un lavamani composito, e l'adiacente basamento di un pozzo, sono realizzati con raffinati rilievi decorativi cinquecenteschi.
Da questa sacrestia salgono due scale, comprese nello spessore delle solide murature di pietra, che portano l'una al percorso dell'abside a quota delle grandi finestre, l'altra al soprastante percorso delle trifore.

## Arredi e opere d'arte conservate in duomo

### Pulpito

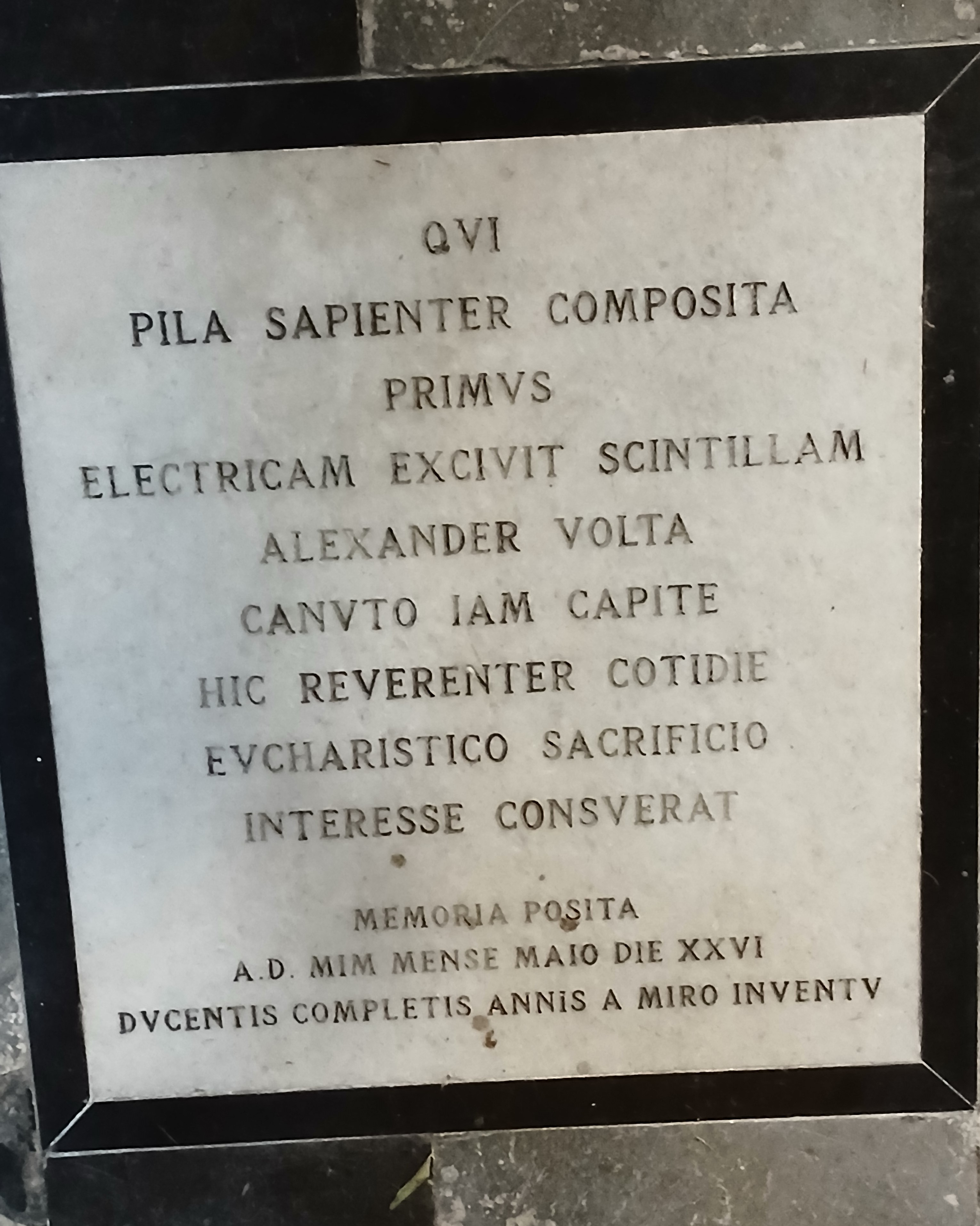
Lapide nel pavimento

Nella zona tra di confine tra il transetto destro e l'ultima arcata di destra della navata centrale trova posto un pulpito ligneo costruito attorno al 1741. L'installazione del pulpito richiese la rimozione di una statua raffigurante l'apostolo Andrea, opera che venne donata all'Ospedale Sant'Anna.
Nei pressi del pulpito era solito sedersi Alessandro Volta, ricordato da una lapide collocata nel pavimento in occasione delle celebrazioni voltiane del 1999.

### Arazzi

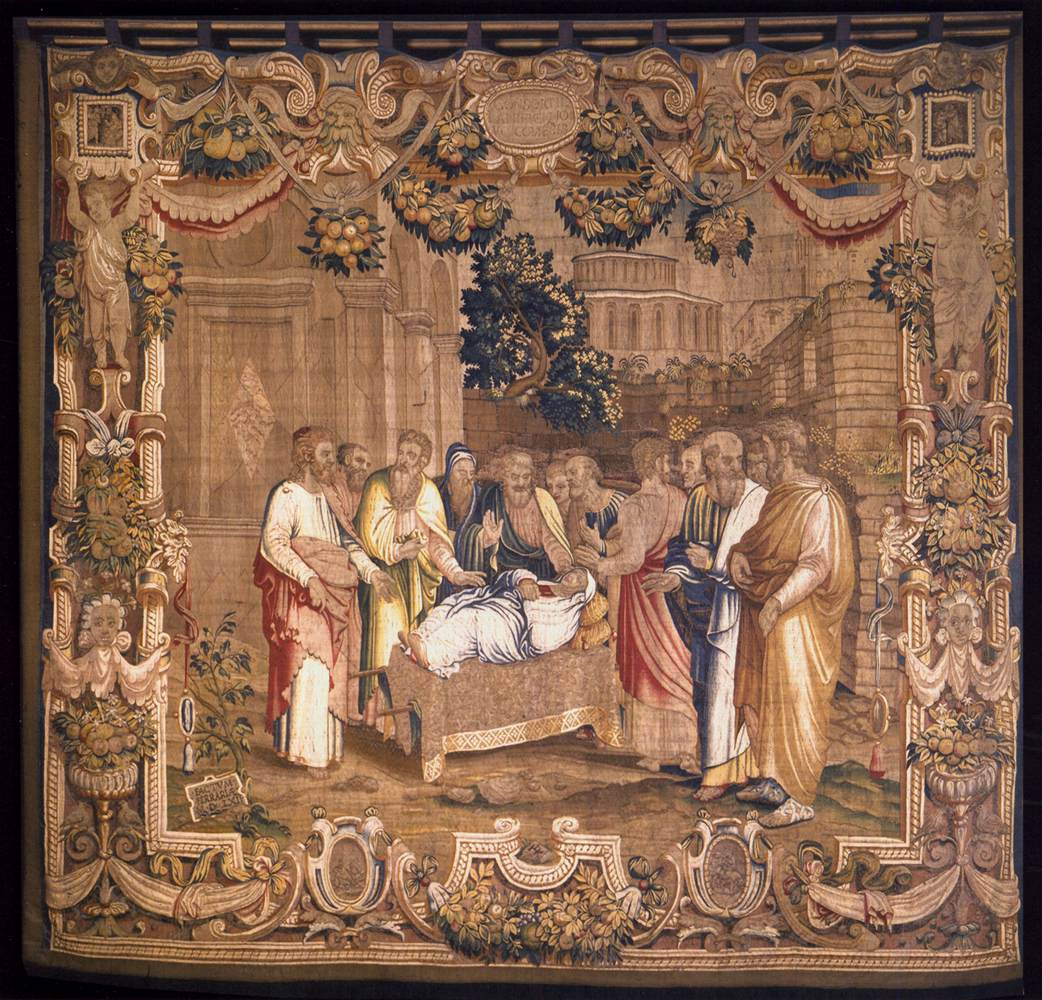
Arazzo con Il transito della Vergine

Il duomo di Como possiede un'importante collezione di nove arazzi, interessante perché costituisce
Due sono i cicli tematici di questi arazzi: il primo, riferito a episodi della vita di Maria madre di Gesù, proviene da donazioni del vescovo Gianantonio Volpi e di diversi Consorzi cittadini; l'altro, costituito da successive ordinazioni della "Compagnia del Santissimo Sacramento nella Cattedrale di Como", sviluppa il tema dell'eucaristia, in prospettiva cattolico-romana tipicamente controriformista:
Anche gli arazzi con soggetto mariano non percorrono gli episodi della vita della Vergine trasmessi dai vangeli canonici, ma si soffermano su episodi leggendari (La nascita della Vergine, La presentazione di Maria al tempio, Il transito della Vergine, L'Assunzione), quasi a sottolineare il valore della Tradizione in opposizione alla Riforma protestante, che aveva affermato con decisione il principio della sola Scriptura.
La collezione di arazzi del duomo è formata da undici esemplari, tutti di lana e seta, eseguiti in date diverse tra il 1525 e il 1635. Otto di essi, omogenei per misure e inquadramento delle scene, sono stati sistemati dall'architetto Federico Frigerio, nel secondo dopoguerra, tra le arcate della seconda e terza campata (purtroppo in disordine sia dal punto di vista tematico sia cronologico).
Tra la navata settentrionale e quella centrale si trovano (procedendo dal fondo della cattedrale verso il presbiterio, prima l'arazzo rivolto verso la navata centrale poi quello verso la navata laterale):
- Il sacrificio di Isacco (Firenze, 1597-1598, cartone di Alessandro Allori, dono della Compagnia del Sacramento),
- La raccolta della manna (Firenze, 1596, cartone di Alessandro Allori, dono della Compagnia del Sacramento),
- Caino e Abele (Firenze, 1597-1598, cartone di Alessandro Allori, dono della Compagnia del Sacramento)
- e La Pentecoste (Firenze, 1596, cartone di Alessandro Allori, dono del Consorzio dei Battilana).

Tra la navata centrale e quella meridionale (sempre dal fondo verso il presbiterio):
- La presentazione di Maria al Tempio (Bruxelles, 1569, dono del Consorzio dei Merciai),
- L'incontro tra Abramo e Melchisedek (Firenze, 1596, cartone di Alessandro Allori, dono della Compagnia del Sacramento),
- Il transito della Vergine (Jan Karcher, Ferrara, 1561-1562, cartone di Giuseppe Arcimboldi, dono del Consorzio dei Battilana)
- e Lo sposalizio di Maria e Giuseppe (Ferrara, 1569-1570, cartone di Camillo e Sebastiano Filippi, dono del Consorzio dei Merciai).

Un altro arazzo è stato sistemato sulla parete della controfacciata, a sinistra di chi guardi il portale maggiore; vi è rappresentata
- L'Assunzione della beata Vergine Maria (manifattura lombarda, 1525-1535, dono del vescovo Gianantonio Volpi).

Due arazzi della collezione, infine, entrambi con La nascita della Vergine, non sono esposti in cattedrale: uno (manifattura lombarda, 1525-1535, dono del vescovo Volpi), di gusto ancora quattrocentesco come quello dell'Assunzione, è in deposito presso la Pinacoteca di palazzo Volpi, mentre l'altro (Firenze, 1634-1635, cartone di Giovan Battista Recchi che riprende una tela del Morazzone nella chiesa di Sant'Agostino) si trova in una sala del palazzo vescovile.
Degli arazzi esposti in duomo, vale la pena notare che la scena della Presentazione di Maria al Tempio è stata chiaramente ripresa da xilografie di Albrecht Dürer. Il transito della Vergine eseguito, probabilmente, su un cartone di Giuseppe Arcimboldi, presenta espliciti riferimenti iconografici a Bramantino e Bernardino Luini.

### Stendardo del Santissimo Sacramento (o di sant'Abbondio)

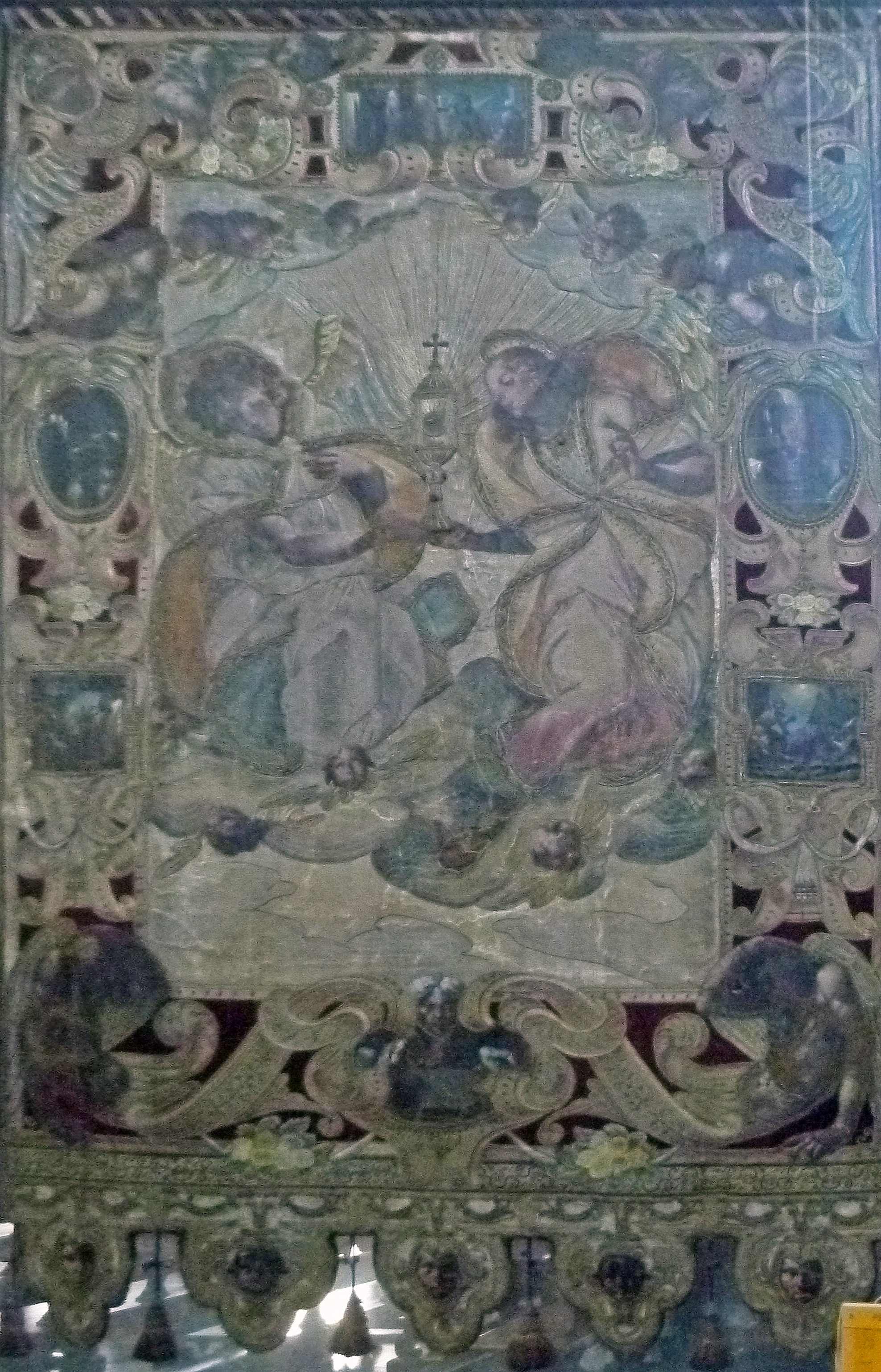
La facciata principale dello stendardo del Morazzone, con Angeli che sorreggono l'ostensorio

Questo gonfalone (o stendardo) fu commissionato al Morazzone nel 1608 dalla "Compagnia del Santissimo Sacramento nella Cattedrale di Como", la stessa confraternita che aveva ordinato e pagato i grandi arazzi tuttora esposti in duomo. Nel 1610 il lavoro era terminato e il conto di 125 scudi fu saldato.
La Compagnia era stata istituita prima del 1571 con le stesse prerogative che avevano le analoghe confraternite del Santissimo Sacramento diffuse in tutte le parrocchie della diocesi come strumento tipico della devozione controriformista: gli aderenti si impegnavano a mantenere sempre accesa la lampada davanti al tabernacolo, a dedicarsi a pratiche devozionali e ad opere di bene (come fornire di dote le ragazze povere). Ogni confraternita aveva un proprio gonfalone, che esibiva nelle processioni come propria insegna: non c'è da stupirsi che per la Compagnia più in vista, quella della cattedrale cittadina, ci si fosse rivolti ad uno dei pittori più in vista in quell'epoca, che comunque lavorò sotto la diretta vigilanza di un prete, il canonico Quintilio Lucini Passalacqua, che controllava l'ortodossia dell'apparato iconografico secondo i dettami del Concilio di Trento.
Sulla faccia principale dello stendardo sono raffigurati Angeli che sorreggono l'ostensorio, mentre su quella posteriore c'è Sant'Abbondio benedicente (secondo la tradizione liturgica di rito romano, gli stendardi erano portati in processione con la faccia principale rivolta in avanti, a differenza di ciò che avveniva nei luoghi di rito ambrosiano). Nelle cornici intorno alle due grandi immagini centrali, il Morazzone rappresentò dodici piccole scene, sei per faccia, che illustravano da una parte Il trionfo del dogma eucaristico lungo i secoli e dall'altra Scene della vita di sant'Abbondio. Sulla faccia principale:
- L'ultima cena,
- Processione con delle reliquie,[N 13]
- Esorcismo di un indemoniato,
- Messa a suffragio delle anime del purgatorio,
- Rogo di un eretico,[N 14]
- Un mulo si inginocchia davanti al calice eucaristico.

Sulla faccia posteriore:
- Abbondio confuta gli eretici,
- Ordinazione episcopale di Abbondio,
- Amanzio accoglie il suo successore designato Abbondio di ritorno dal concilio di Tessalonica,
- Abbondio davanti a papa Leone Magno,
- Abbondio risuscita il figlio del magistrato Regolo,
- Abbondio predica da un pulpito.

Il Morazzone dipinse su tela le due scene principali (il trionfo del Sacramento e il patrono della città e della diocesi), mentre per le scenette minori preparò dei cartoni a chiaroscuro, a grandezza naturale, che poi i ricamatori riprodussero sulla cornice dello stendardo. Non si tratta, dunque, di un vero arazzo, ma di una tela dipinta sulla quale i ricamatori hanno intrecciato un ricamo di fili di seta, d'oro e d'argento, lasciando scoperti alcuni dettagli dipinti (per esempio i volti e in generale gli incarnati).
Nella bordura si dispiegano penne d'ali, volute manieristiche e figure di angeli che alludono alle gerarchie celesti: cariatidi negli angoli inferiori, angioletti scherzosi alle sommità, testine di cherubini e serafini un po' ovunque, oltre a due volti di arcangeli, serrati entro elmi militari, negli angoli superiori. Anche le immagini centrali richiamano un contesto paradisiaco: l'ostensorio (di rito ambrosiano) sorretto dagli angeli è mostrato da un cielo abitato da numerosi angeli, mentre sant'Abbondio benedicente incede su un tappeto vegetale così astratto e distante dalla naturalezza della vegetazione reale che non può che far pensare al giardino dell'Eden.

### Secondo stendardo di Sant'Abbondio
Il patrono di Como è il soggetto principale di un secondo gonfalone, realizzato da Giovan Pietro Malacrida nell'ultimo lustro del XV secolo ma pesantemente rimaneggiato durante un restauro del 1862. L'opera fu commissionata dalla cosiddetta "Scuola di Sant'Abbondio". Il lato anteriore dello stendardo riporta sant'Abbondio, in posizione benedicente in cima a un piedistallo, affiancato dai santi Proto e Giacinto. Alle spalle dei santi si intravede una veduta della città murata, mentre ai piedi di Abbondio si trova una schiera di uomini e donne inginocchiati (probabilmente, la committenza). Altri personaggi in ginocchio si ritrovano sul lato posteriore dello stendardo, che ritrae una Crocifissione, con ancora sullo sfondo la cittadella fortificata.

### Evangeliario

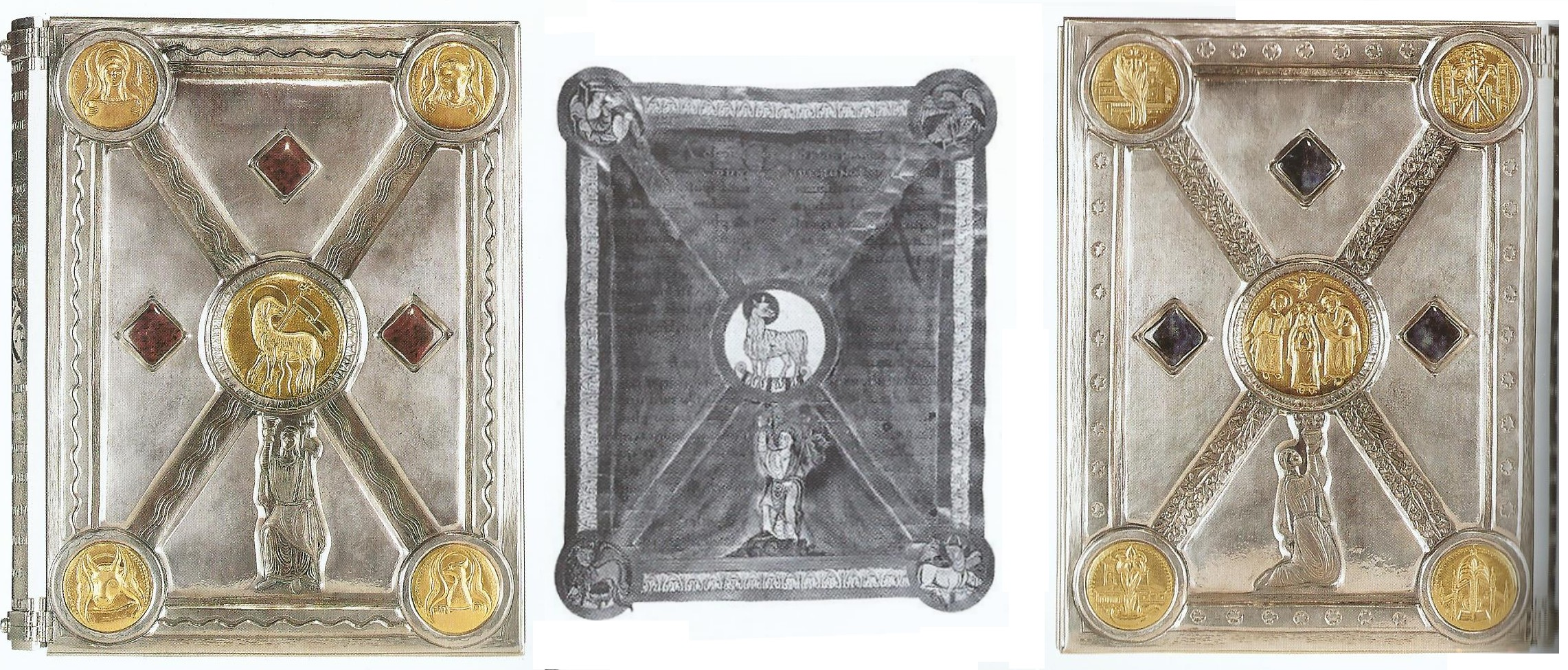
L'evangeliario moderno (facciata anteriore e posteriore); al centro, il modello da una miniatura in un codice tedesco del IX secolo

Per quello che se ne sa, la cattedrale di Como non possedette mai, in passato, un evangeliario; in vista del giubileo dell'anno 2000 è stata commissionata una preziosa copertura per il libro dei vangeli (nell'edizione curata dalla Conferenza Episcopale Italiana nel 1987, dotata di stampa d'arte e di un'iconografia ideata da artisti contemporanei). L'opera di cesellatura è stata affidata all'artista locale Pino Domenico Sant'Elia, con laboratorio a Bregnano.
- L'impianto della pagina frontale e gli elementi fondamentali ivi raffigurati sono la ripresa esplicita di una miniatura inserita nell' Ordo missae di un codice del IX secolo realizzato a Fulda, città gemellata a Como. Questo modello iconografico è comune alla cultura artistica medievale e raffigura al centro la "maestà" di Gesù Cristo nell'effigie dell'Agnus Dei, con ai suoi piedi la presenza adorante dell'Ecclesia sponsa (con evidente richiamo all'Apocalisse di Giovanni), che raccoglie in una coppa il sangue dell'Agnello. Ai quattro lati sono rappresentante le allegorie dei quattro evangelisti (il cosiddetto Tetramorfo); fiumi d'acqua stilizzati, simbolo dello Spirito santo, raccordano tutte le immagini.
- La pagina che chiude l'Evangeliario riproduce nell'impianto la prima: nel medaglione centrale è raffigurata la Trinità, ripresa dall'affresco del Morazzone dipinto sulla volta della sacristia dei Mansionari. È presente ancora una volta la Chiesa-sposa, questa volta nell'atto di offrire il sacrificio della lode, simboleggiato dal fumo dell'incenso che sale da un turibolo. I quattro medaglioni negli angoli, infine, simboleggiano le tipologie della santità secondo la tradizione cattolica: santi martiri (la palma del martirio e la basilica di San Carpoforo), pastori (il pastorale e la basilica di Sant'Abbondio), vergini (il giglio, una lucerna e la basilica di San Fedele, già di Sant’Eufemia) e confessori (un libro, un albero e la facciata della cattedrale stessa).

L'evangeliario non è normalmente visibile al pubblico: viene portato in processione e utilizzato per le letture dai vangeli durante le celebrazioni più solenni.

## Organo a canne

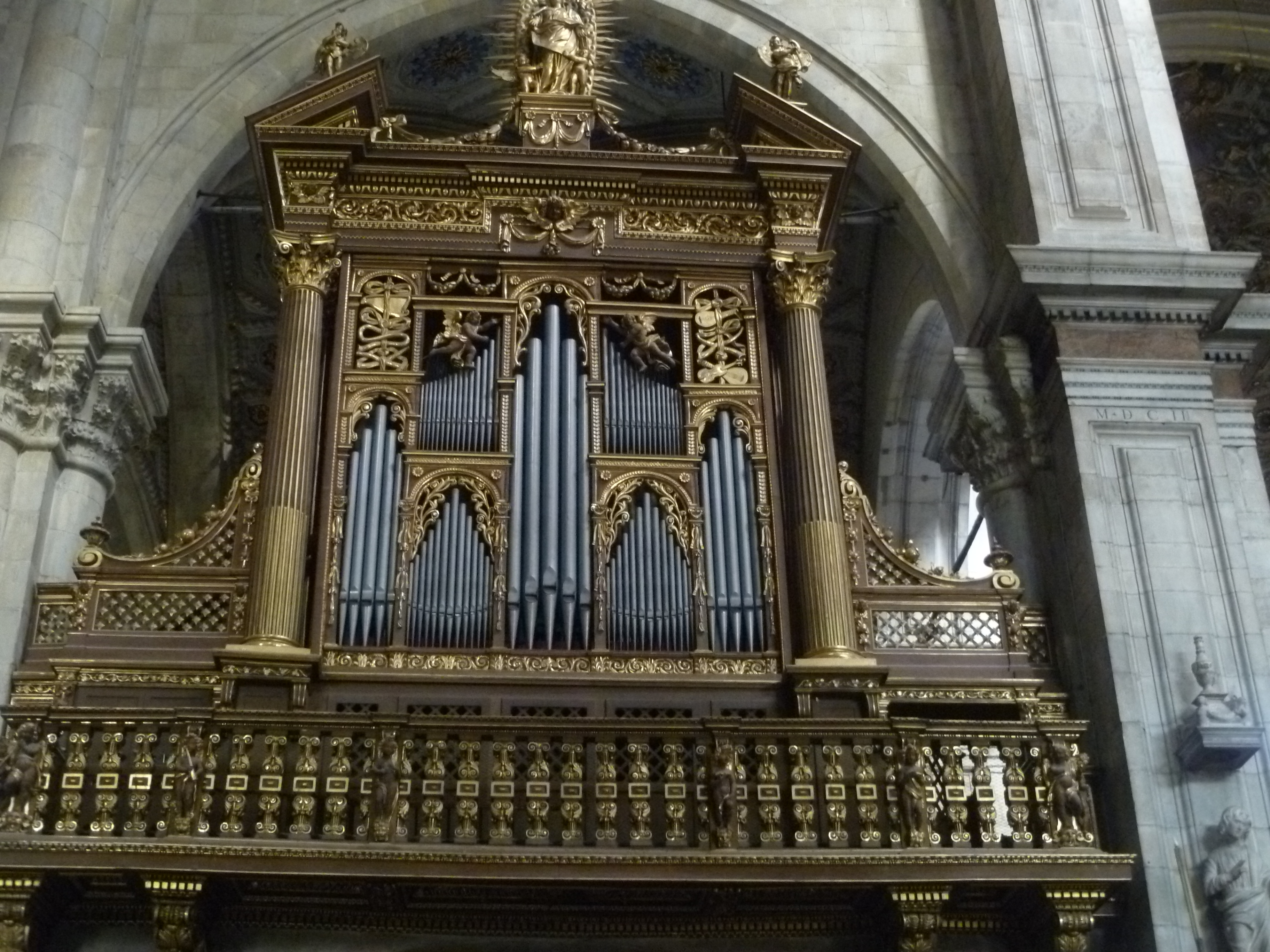
Uno dei cinque corpi dell’organo

Nella cattedrale si trova l'organo a canne Balbiani-Vegezzi-Bossi opus 1519.
Lo strumento venne costruito nel 1932 con tre tastiere e pedaliera; un primo ampliamento fu realizzato due anni dopo con l'aggiunta del corpo Corale dietro quello che allora era l'altare maggiore e nel 1981 l'organo venne ulteriormente ampliato con lo spostamento nel transetto di sinistra del corpo Corale e l'installazione di una nuova consolle a quattro tastiere e pedaliera.
L'organo è stato restaurato ed ampliato dalla ditta Mascioni nel 1998 e nel 2000, con l'aggiunta di altre 122 canne e due registri.
Si tratta di uno strumento a trasmissione elettrica che conta 69 registri, per un totale di 6515 canne, su quattro manuali e pedale. I corpi fonici sono così distribuiti all'interno del duomo:
- l'Organo corale (prima tastiera) si trova nel transetto di sinistra, dietro l'altare del Crocifisso;
- il Grand'Organo (seconda tastiera) si trova sotto l'ultima arcata di sinistra della navata centrale, nella cassa di uno dei due organi barocchi;
- il Positivo espressivo (terza tastiera) e l'Espressivo (quarta tastiera) si trovano sotto l'ultima arcata di destra della navata centrale, nella cassa dell'altro dei due organi barocchi;
- l'Organo Eco (quarta tastiera) si trova nel matroneo sopra l'ingresso della sacrestia dei Canonici;
- il Pedale è distribuito nei vari corpi.

Le sculture che ornano i podi dei due organi barocchi sono attribuite a Giovanni Gaspare Pedoni.

## Il Capitolo della cattedrale
Presso la cattedrale di Santa Maria Assunta si ha notizia dell'esistenza di un capitolo almeno dal 1187, quando il vescovo Anselmo dei Raimondi o della Torre ottenne da papa Gregorio VIII il permesso di fissare a venti il numero dei canonici, numero mantenuto anche successivamente, quando furono create le "dignità" di arcidiacono, arciprete e prevosto, e le restanti prebende furono suddivise tra "sacerdotali", diaconali" e "suddiaconali".
Dalla fine del XIII secolo, grazie alle Rationes decimarum tuttora conservate, è possibile anche dare conto dei benefici e delle decime da cui il capitolo traeva le proprie rendite e su cui esercitava diritti di ogni natura, anche di tipo feudale: a Cernobbio, Moltrasio, Blevio, Civiglio, Ponzate, Brunate, Tavernerio, Capiago, Grandate, Chiasso, etc.
Sia per il fatto che proprio tra i canonici della cattedrale veniva spesso scelto il nuovo vescovo della diocesi di Como, sia per la ricchezza delle prebende assegnate ai canonici stessi, il capitolo andò ben presto assumendo un carattere nobiliare nella sua composizione, accogliendo membri delle più illustri famiglie nobili e/o decurionali cittadine (Albrizzi, Carcano, Ciceri, Cocquio, Gaggio, Gattoni, Giovio, Lambertenghi, Lucini, Magnocavallo, Muggiasca, Odescalchi, Parravicini, Pellegrini, Raimondi, Rezzonico, Rusca, Torriani, Turconi, Volpi, etc.), al punto che il formarsi di prebende canonicali ereditarie trasmesse da zio a nipote fu considerata la norma.
Degna di nota è la creazione, nella prima metà del Seicento, di un "Collegio dei Mansionari", che andò ad affiancare il più antico Collegio dei Canonici nella liturgia, in particolare nel canto: forse legato alle attività dell'Accademia musicale dei Larii (attiva fra il XVI e il XVII secolo) che annoverò fra i suoi membri più noti il cardinale Tolomeo Gallio, il Collegio dei Mansionari sorse grazie a due successive fondazioni, la prima ad opera dell'abate commendatario di Sant'Abbondio Marco Gallio, nel 1618, la seconda per volontà del nobile comasco Gabriele Corti; nacquero così i Mansionari Gallii in numero di dieci e i Mansionari Corti in numero di sei, tutti dotati di cospicue prebende.
I mansionari erano subordinati, per rango, ai canonici; tuttavia, in virtù del fatto che a Como, per statuto, il collegio dei mansionari era comunque parte del capitolo, essi godettero (a differenza dei mansionari presenti in altre cattedrali) di molti privilegi comuni ai canonici, tanto che a partire dalla fine del XVIII secolo entrò nell'uso la denominazione di canonici mansionari. A ciò contribuì senz'altro la composizione sociale del collegio, che finì per accogliere spesso rappresentanti delle medesime famiglie nobili titolari dei canonicati (in particolare gli Odescalchi, Gattoni, Parravicini, Albrizzi, e i Corti che, essendo in grado di dimostrare genealogicamente il loro grado di parentela col fondatore Gabriele Corti, potevano accedere così alle Mansionarie Corti), ma nel quale si diede spazio anche ad altre casati di minore fortuna, decurionali e non, alcuni trasferitisi di recente a Como (Bagliacca, Carcano, Perlasca, Riva, Sessa, Somazzi, Torriani di Mendrisio, etc.). Il costume, già diffuso tra i canonici, di trasmettere di zio in nipote le prebende caratterizzò presto anche il collegio dei mansionari; emblematico il caso dei Sessa, famiglia nobile stabilitasi a Como tra il XVI e il XVII secolo, che ebbe il suo primo mansionario (tra i Gallii) in Camillo nel 1643, seguito da Stefano, che arrivò a divenire nel 1699 decano di quel collegio; a lui successe Alessandro nel 1711, cui seguì il nipote Carlo Caldara, il quale ebbe il compito di archivista nel collegio stesso.
Soltanto l'occupazione francese nel 1797 e le tumultuose vicende ad essa legate riuscirono a porre fine al secolare predominio della nobiltà sul capitolo della cattedrale.
Ancora oggi il servizio liturgico della cattedrale di Como è assicurato da otto canonici effettivi (cui presiede l'arciprete del duomo), dieci canonici onorari e cinque mansionari.

## Galleria d'immagini

### Esterno

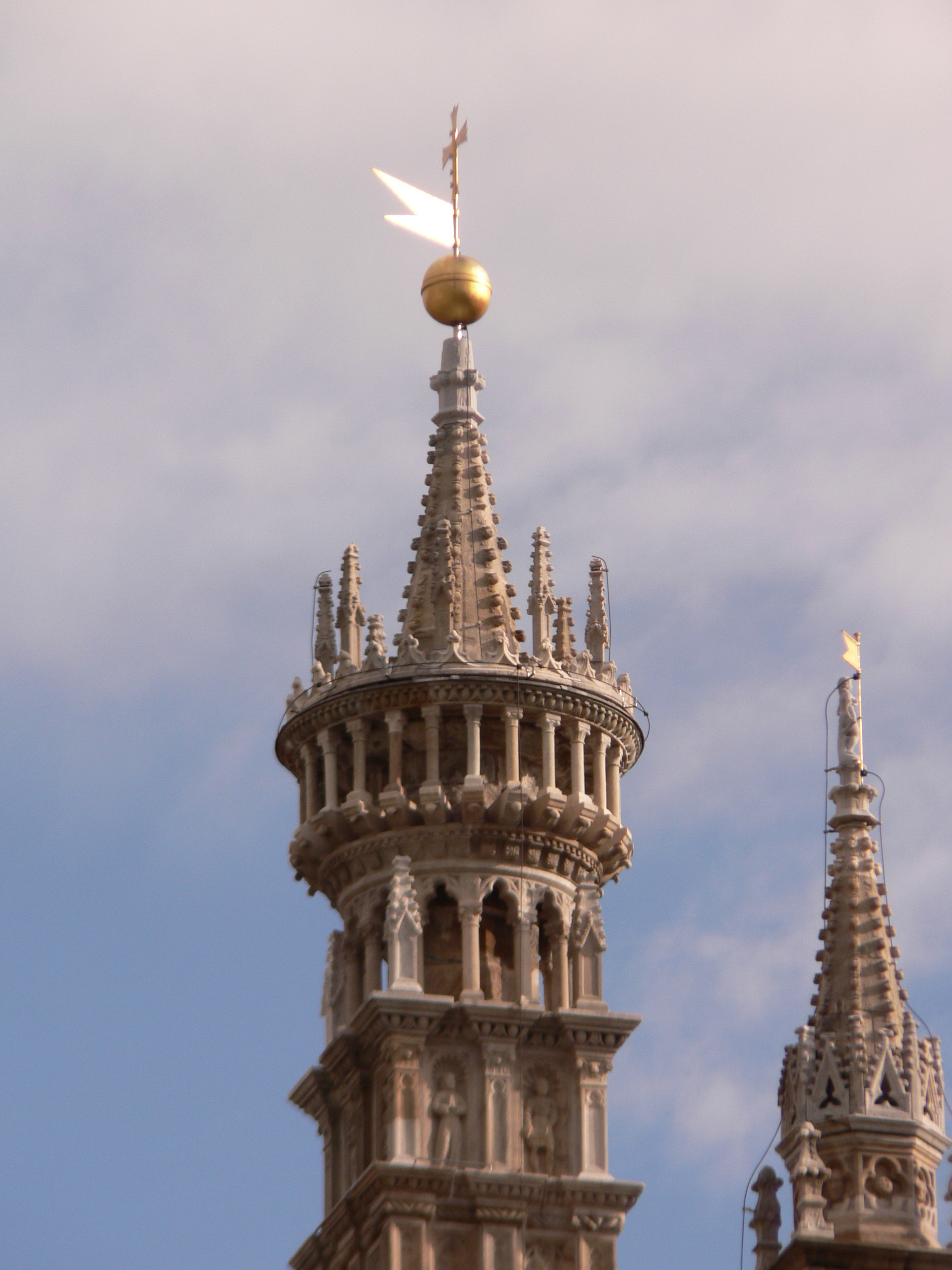
Il gugliotto principale
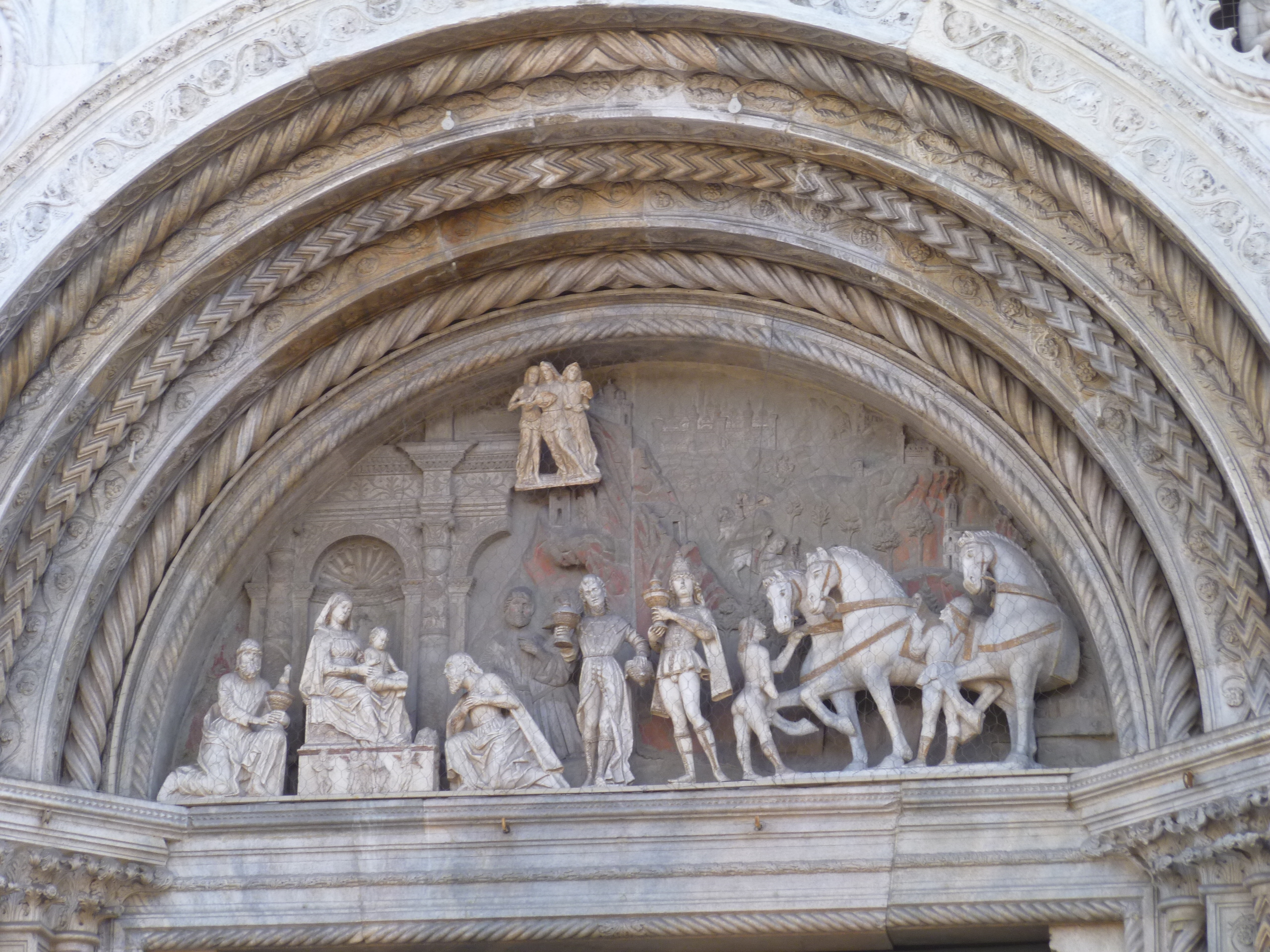
L'adorazione dei Magi, nella lunetta del portale principale
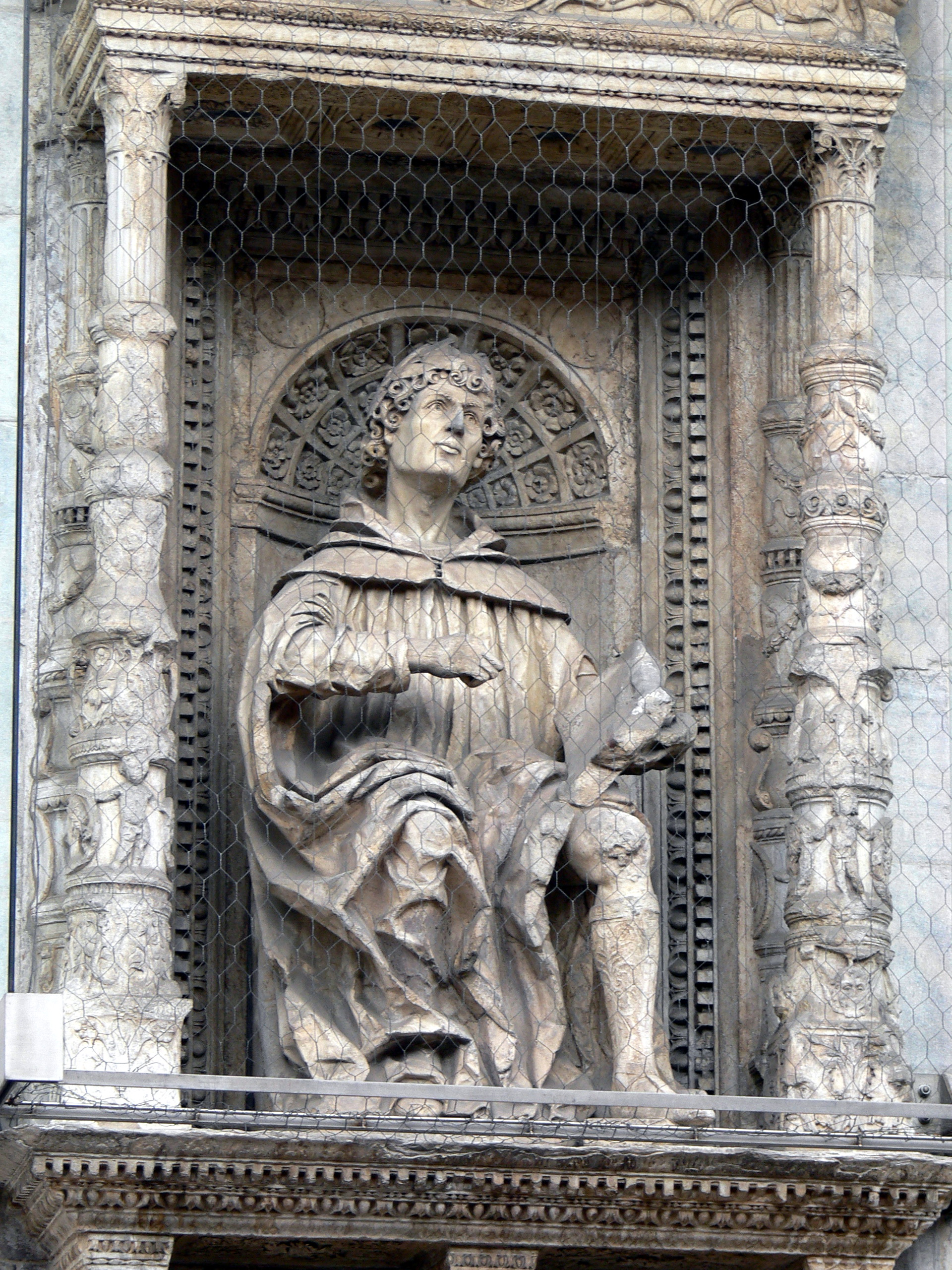
Statua di Plinio il Vecchio
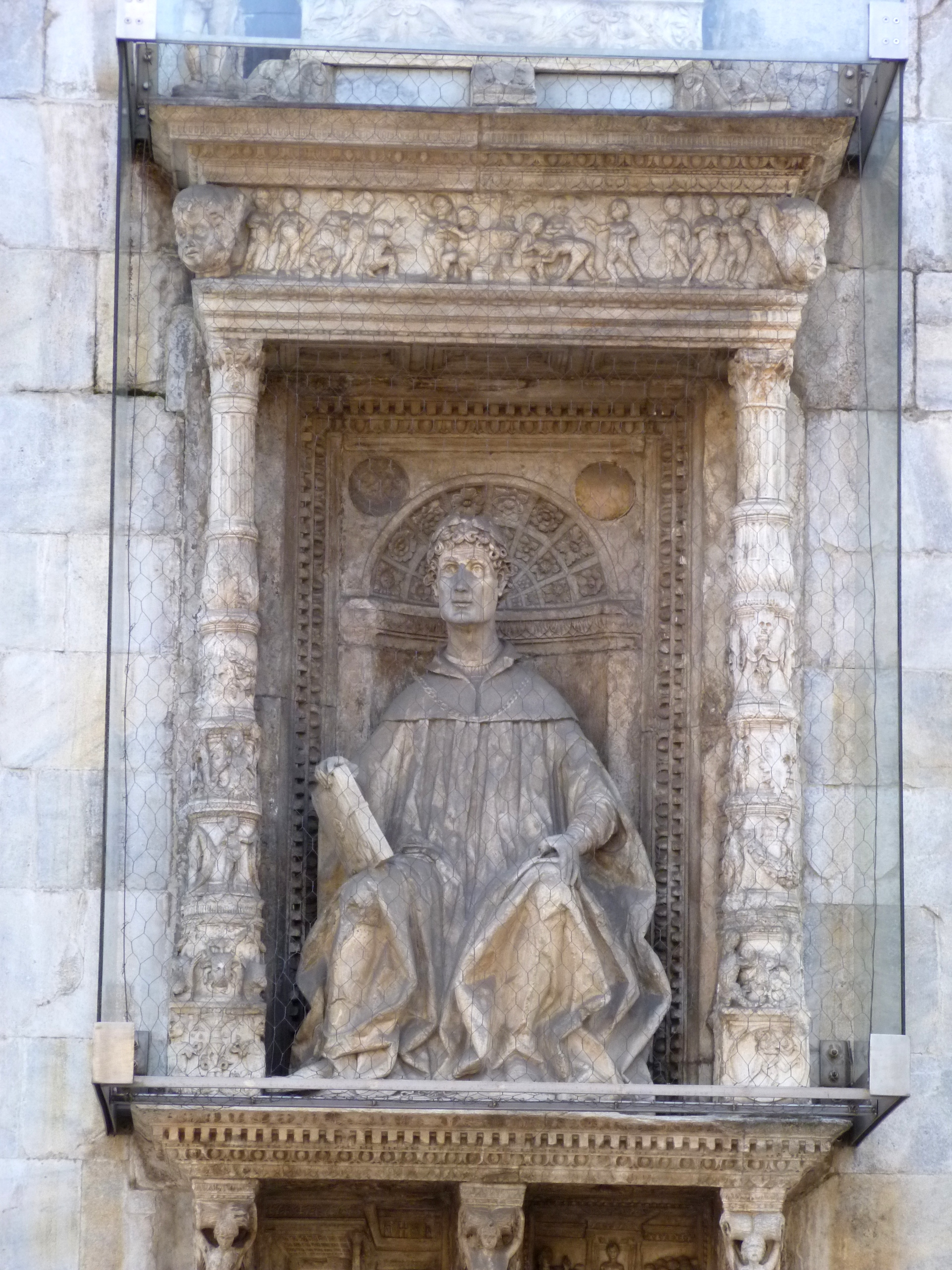
Statua di Plinio il Giovane
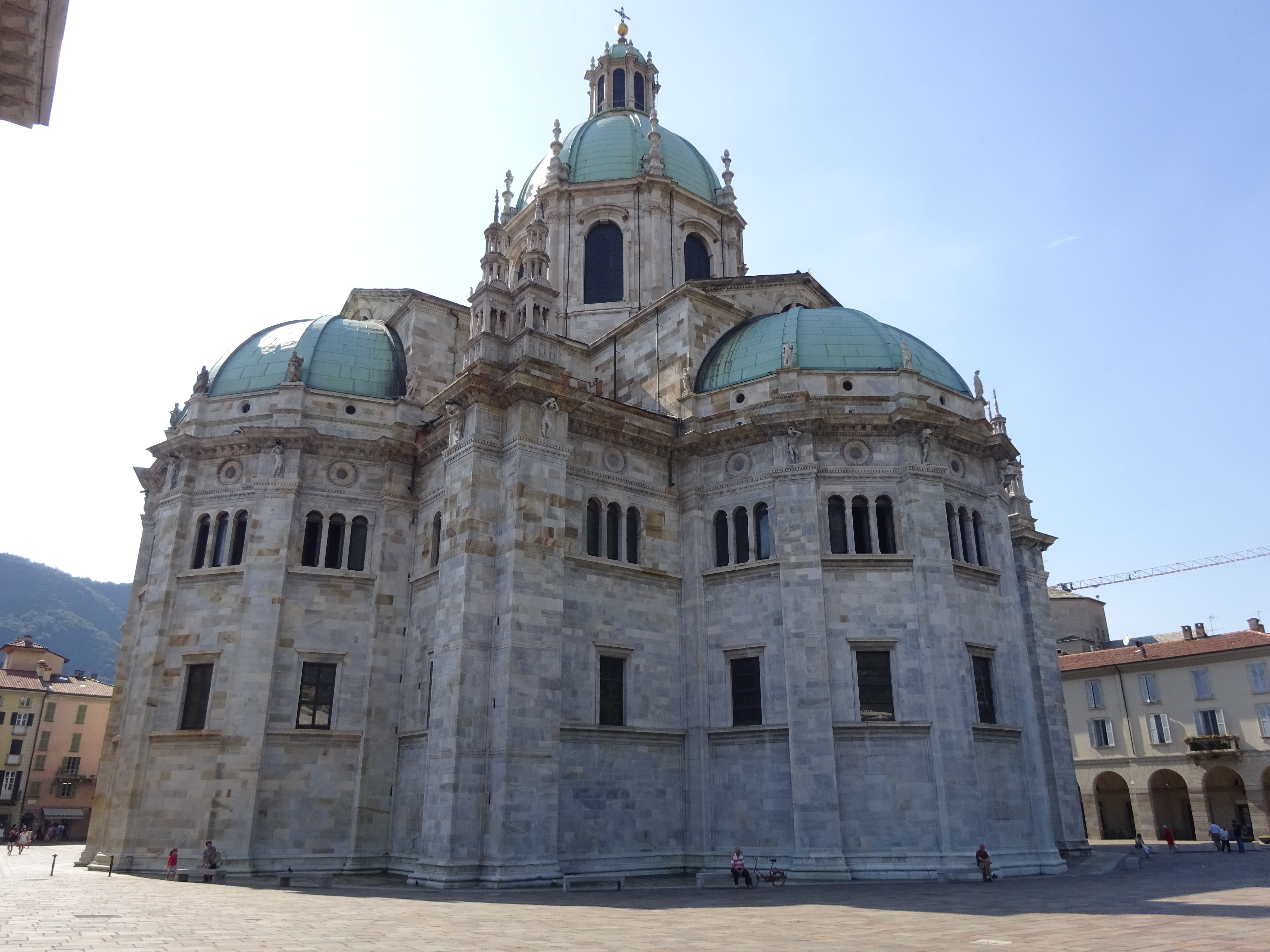
Le absidi rinascimentali
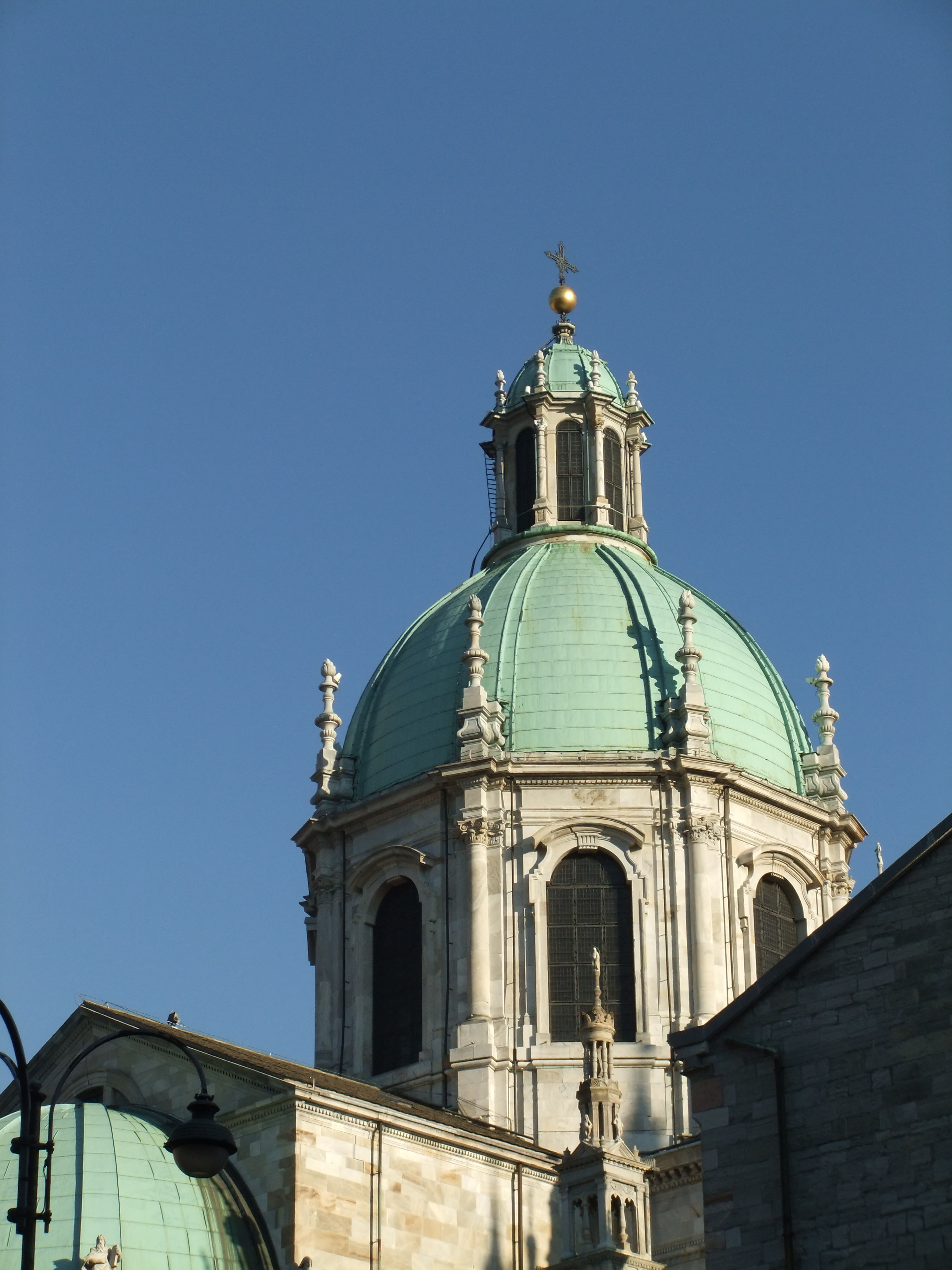
La cupola settecentesca

### Interno

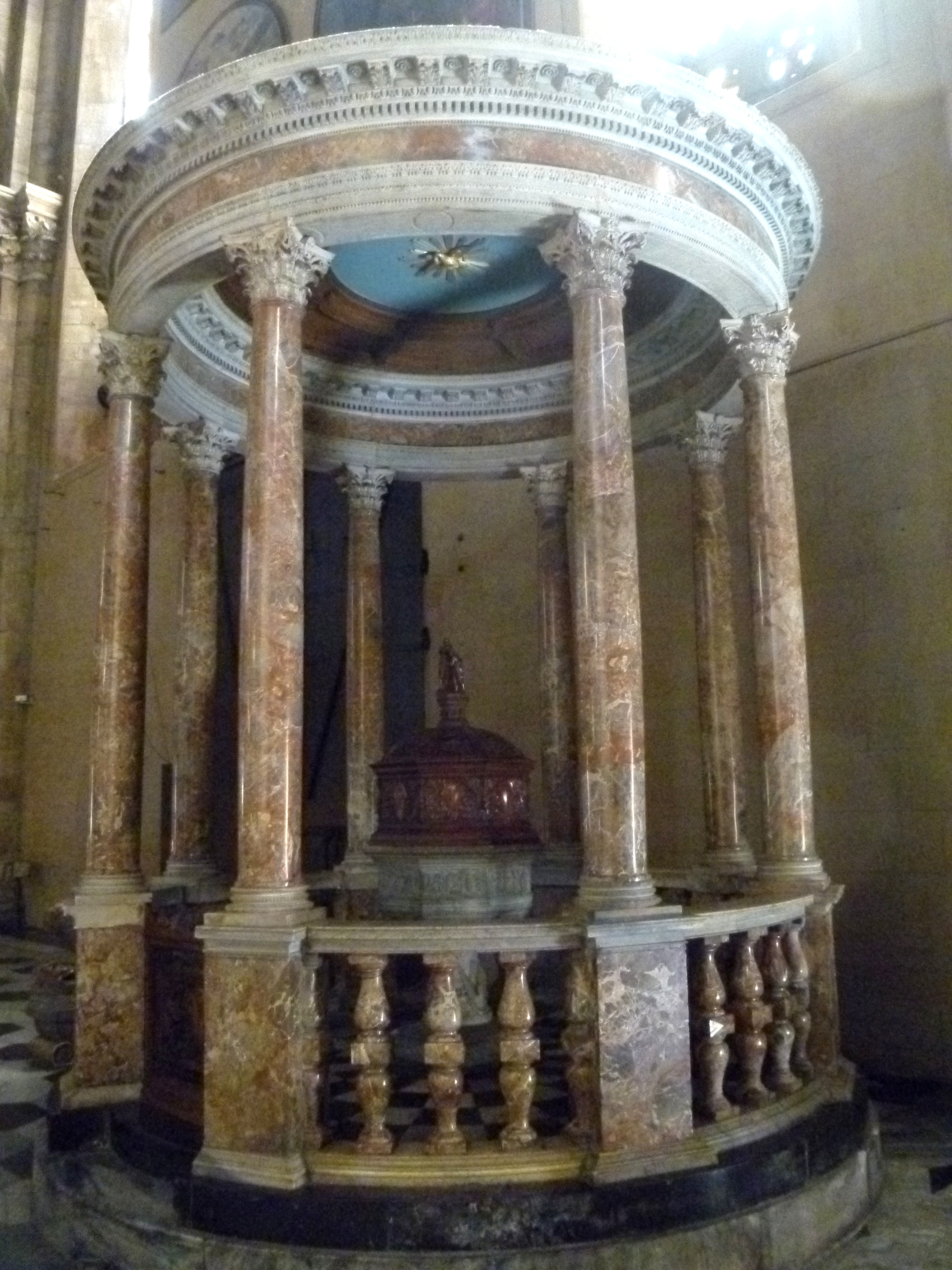
Fonte battesimale
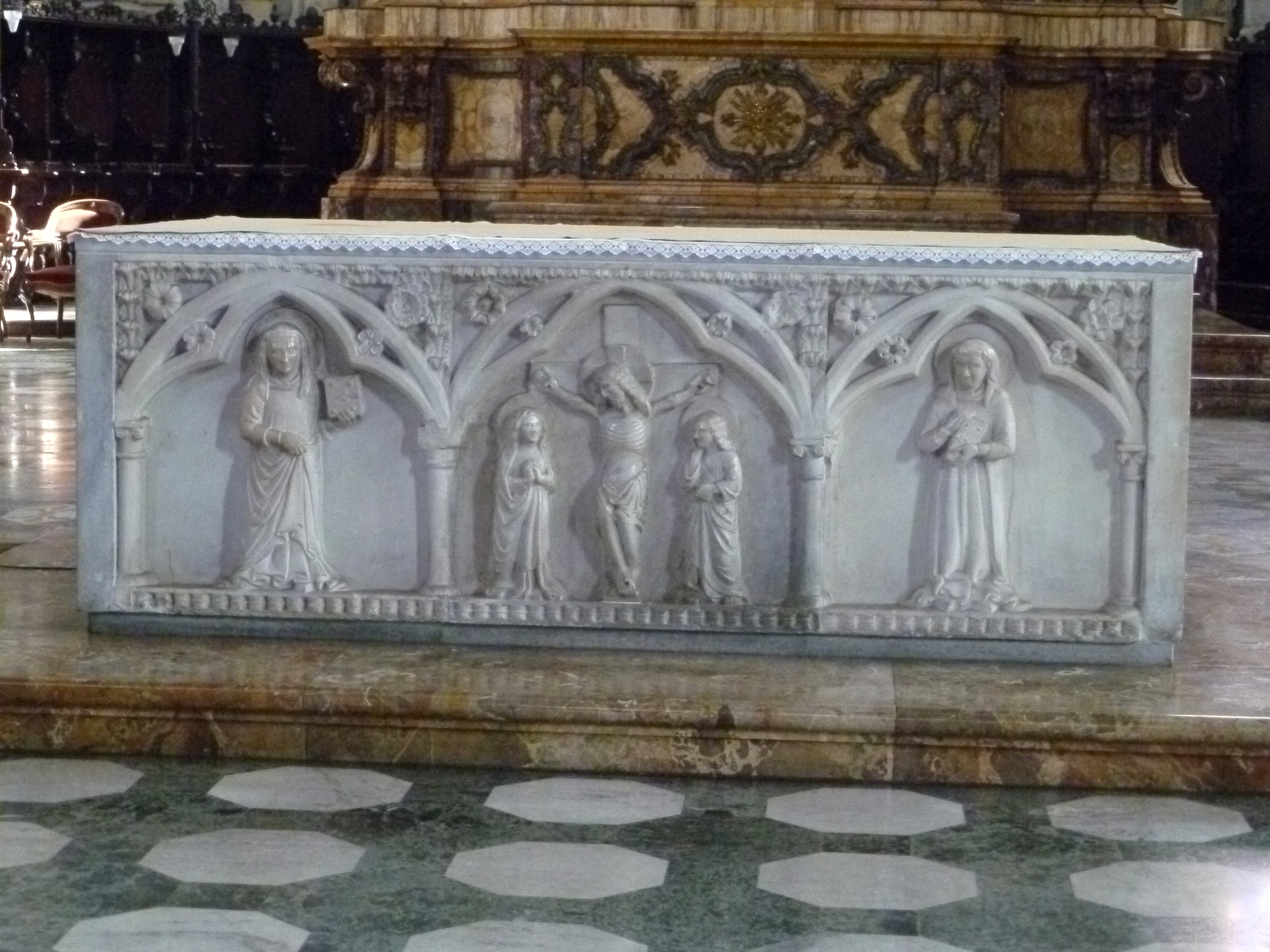
Altare maggiore del XIV secolo
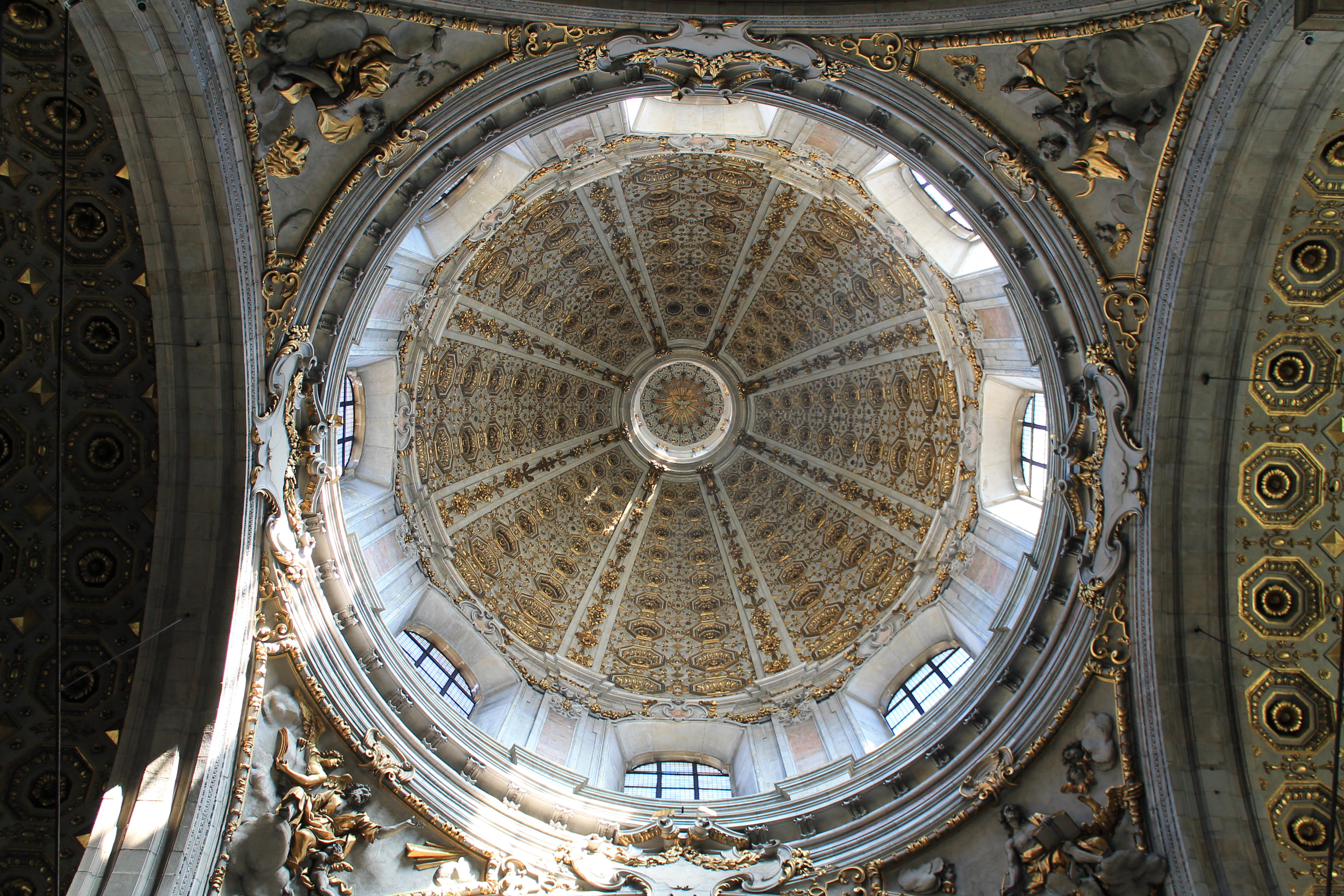
Interno della cupola
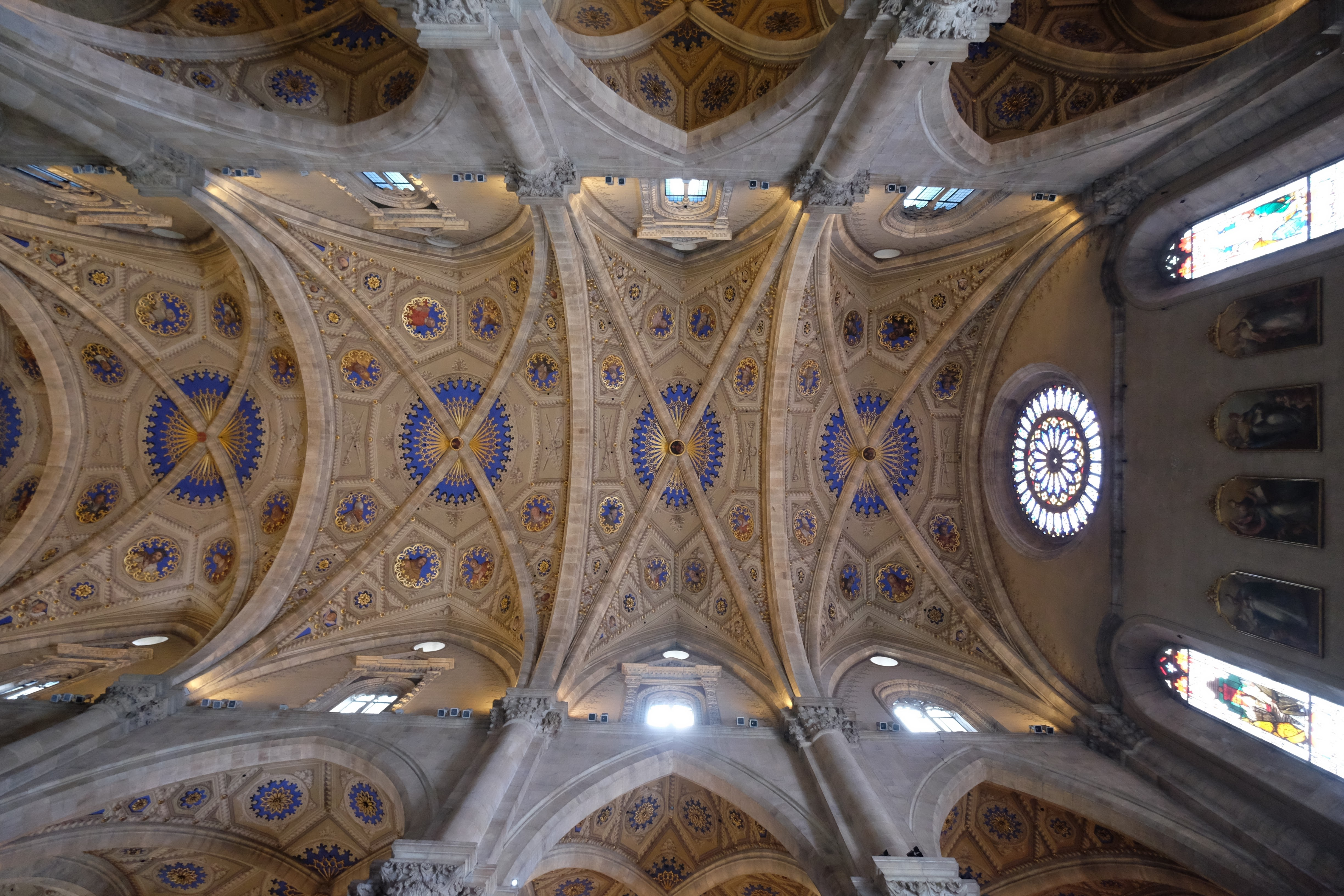
Particolare delle volte
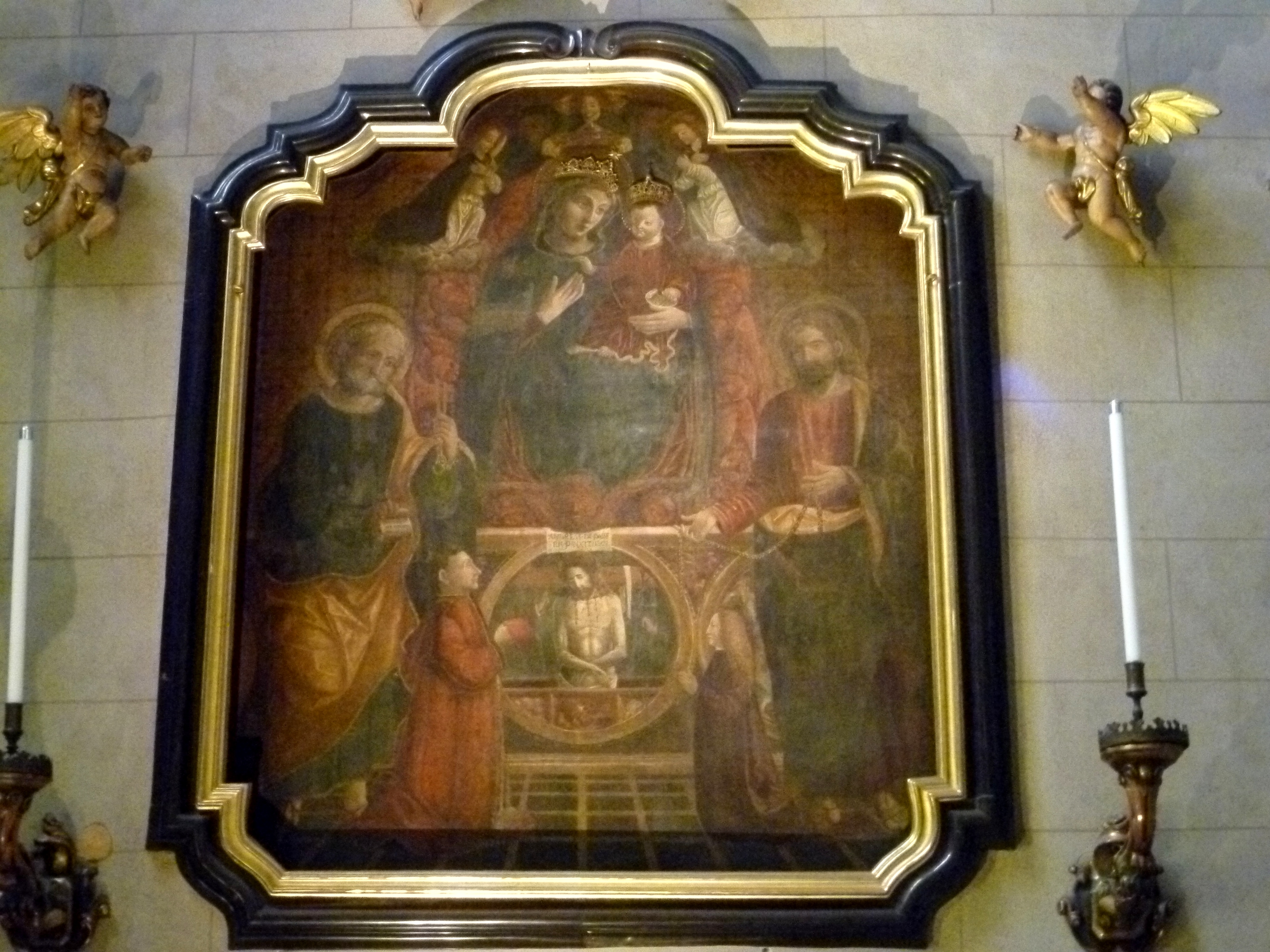
Pala della Madonna delle grazie di Andrea de Passeri
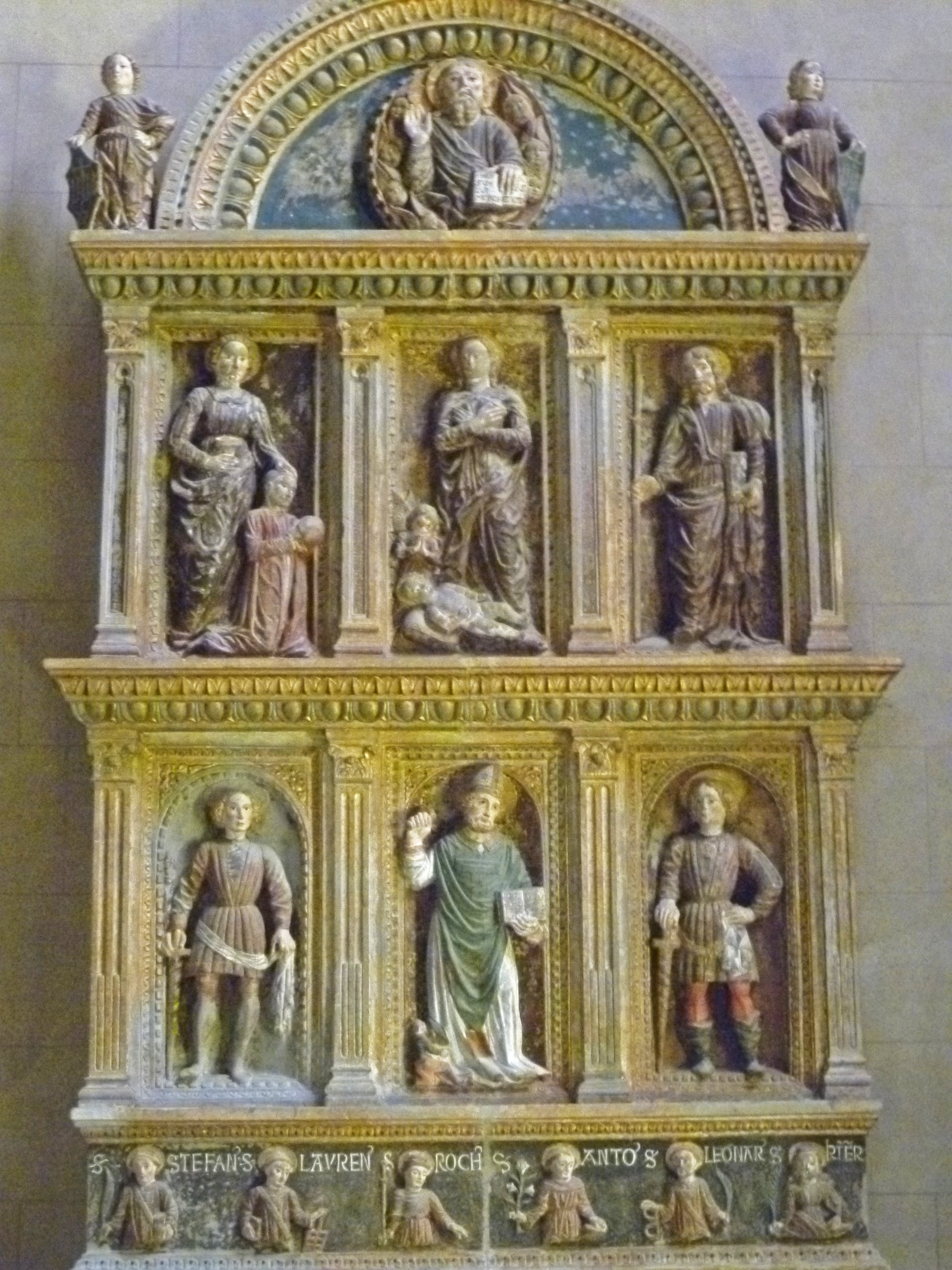
Ancona dell'altare di sant'Ambrogio
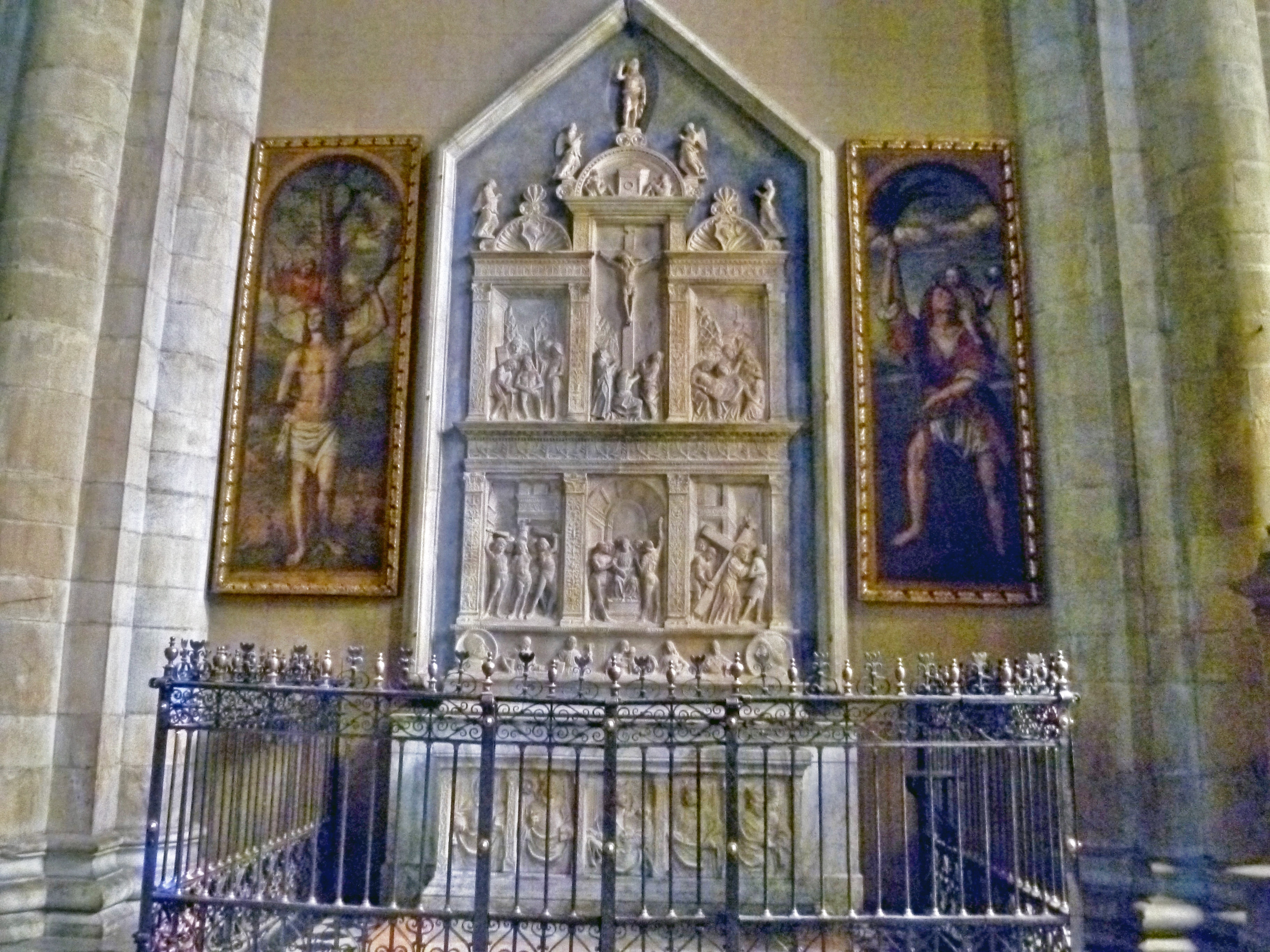
Altare di santa Lucia con ancona della Passione di Tommaso Rodari
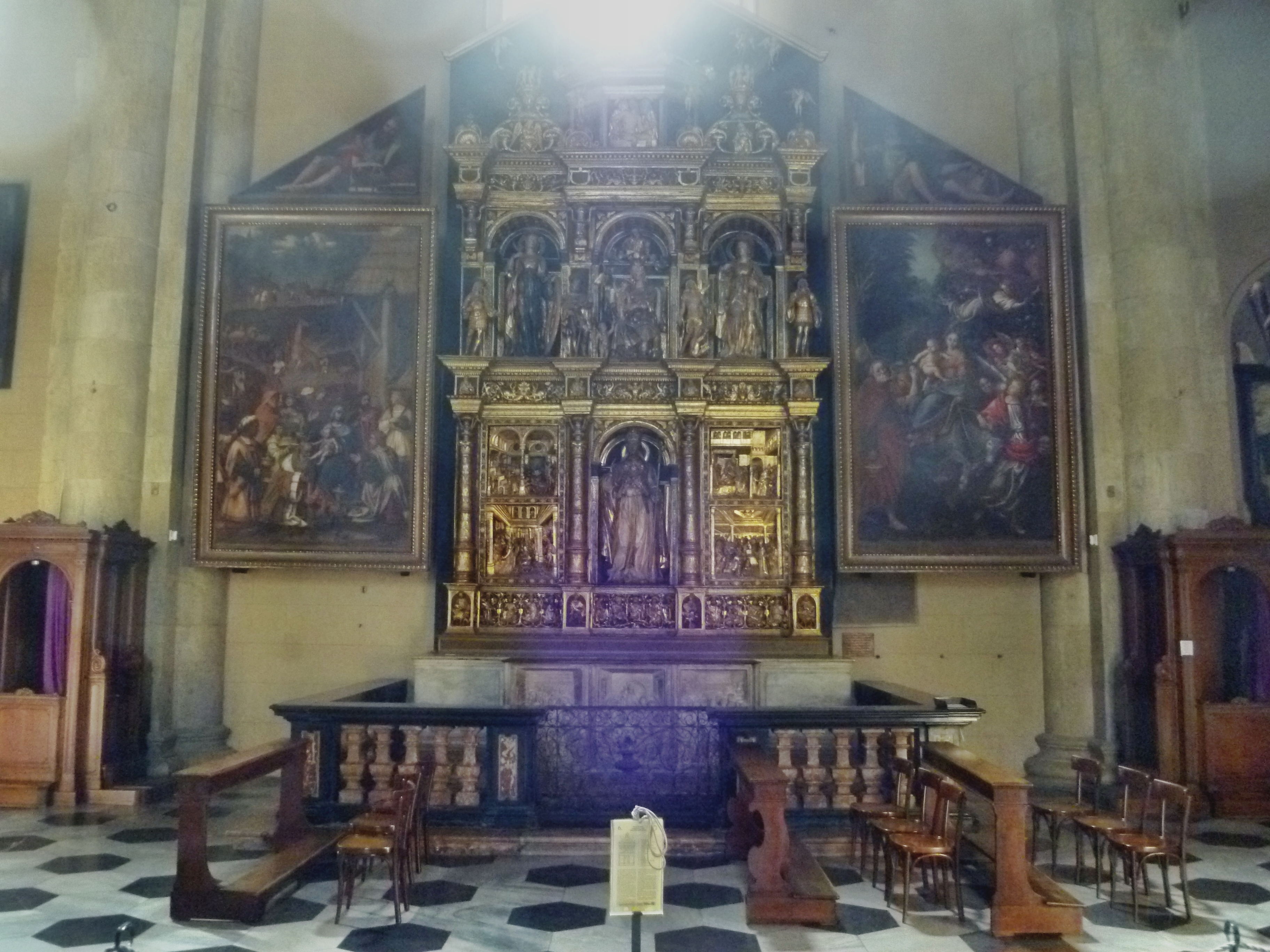
Altare di sant'Abbondio
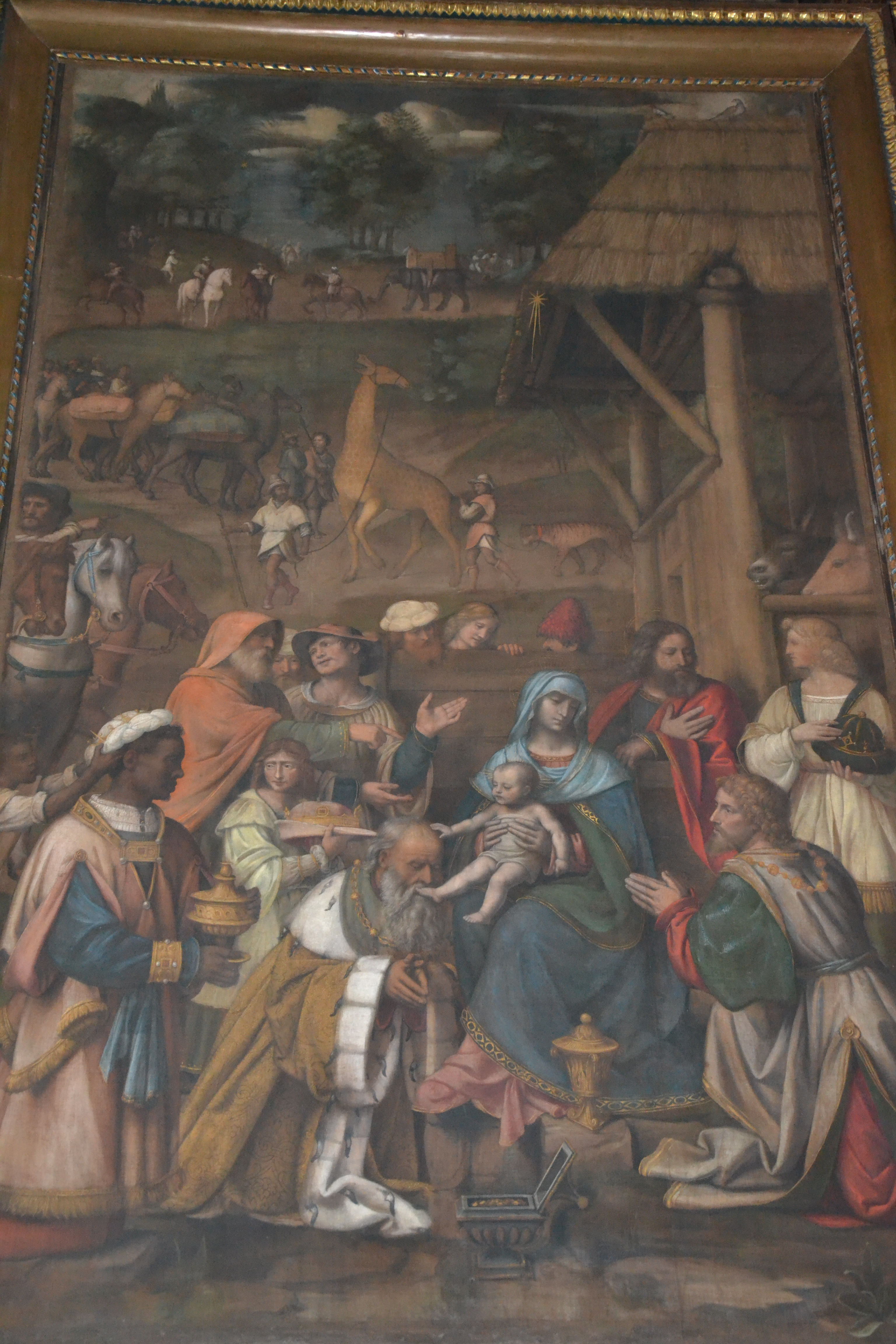
Adorazione dei magi di Bernardino Luini
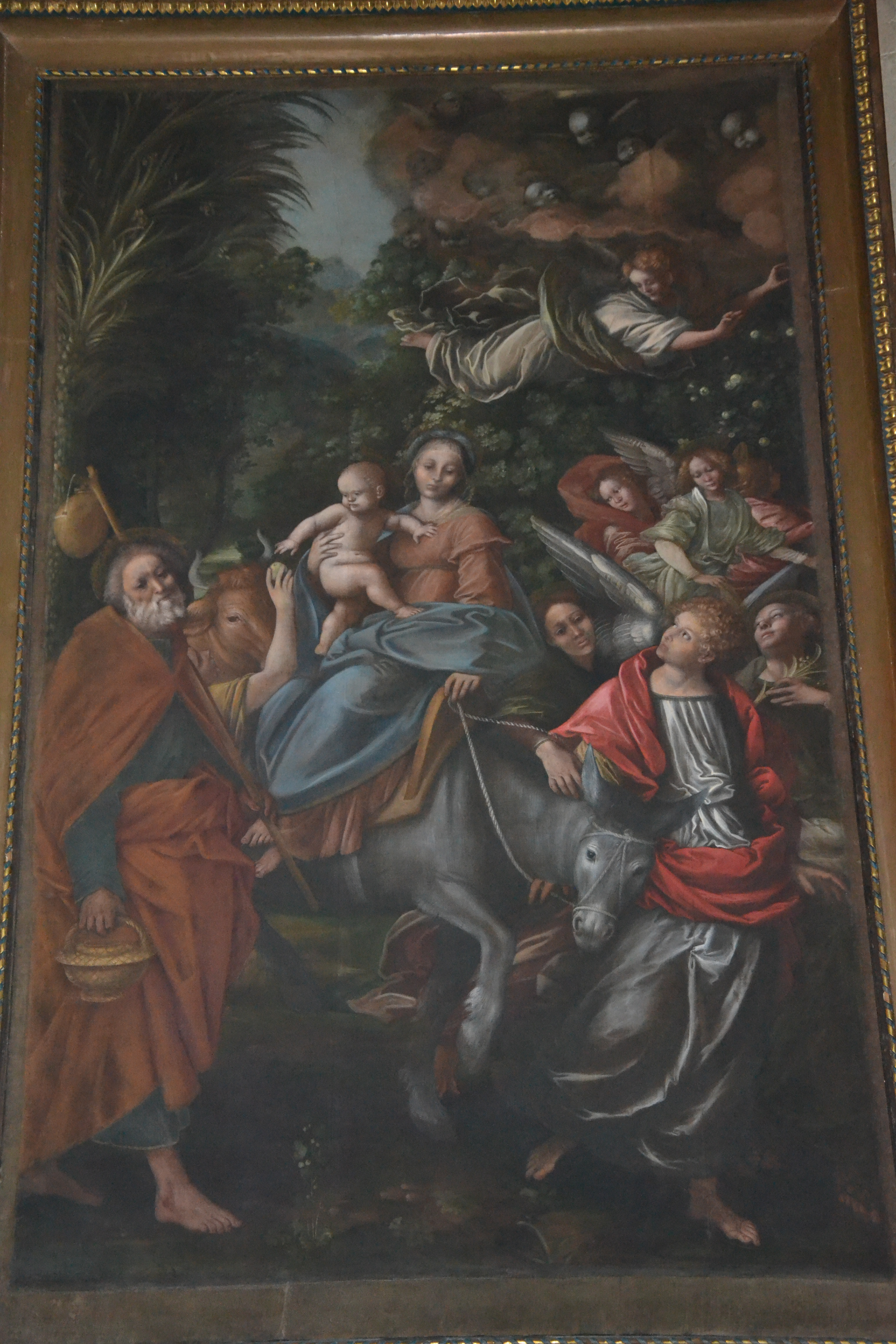
Fuga in Egitto di Gaudenzio Ferrari
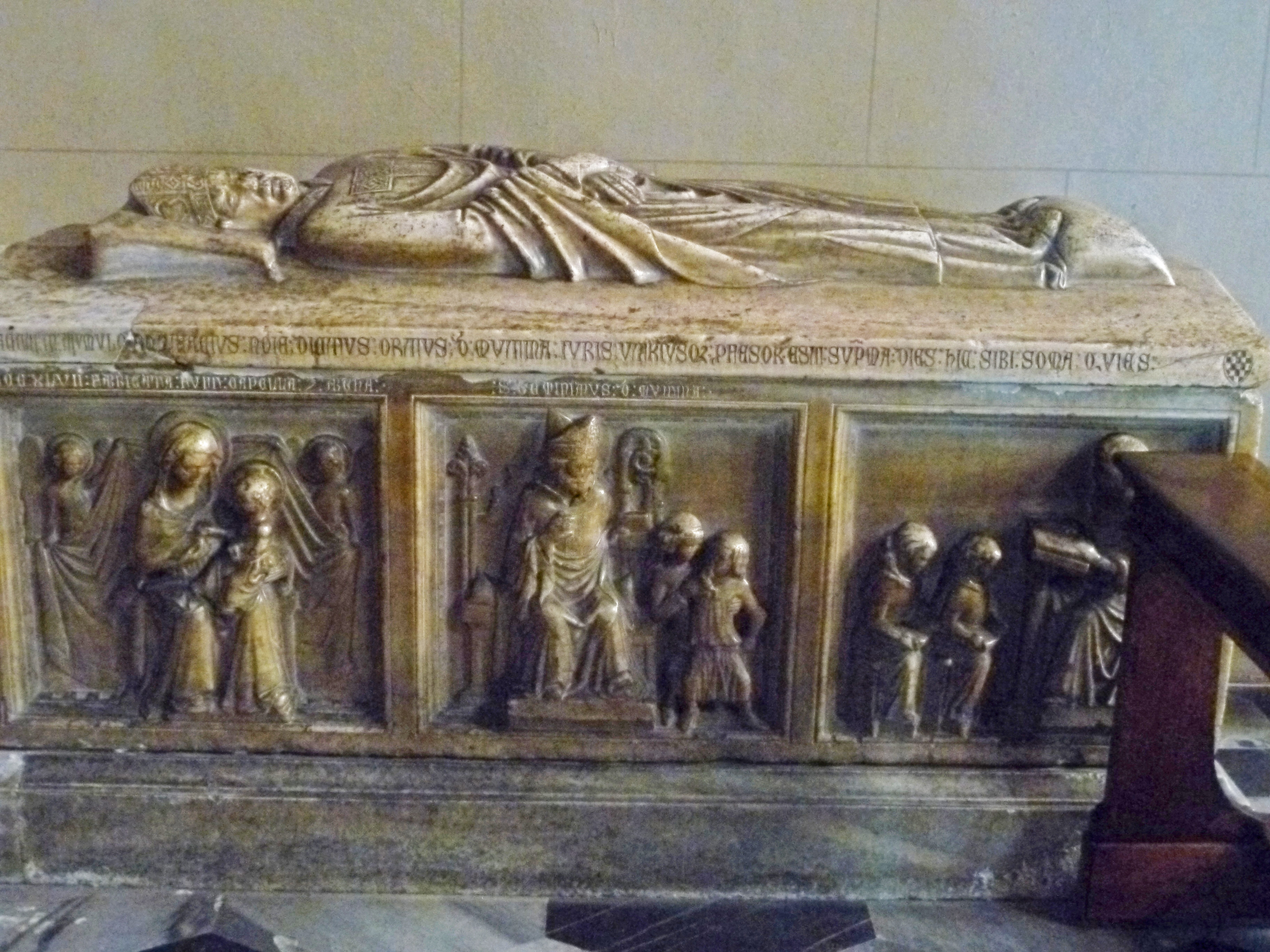
Sepolcro del vescovo Bonifacio da Modena
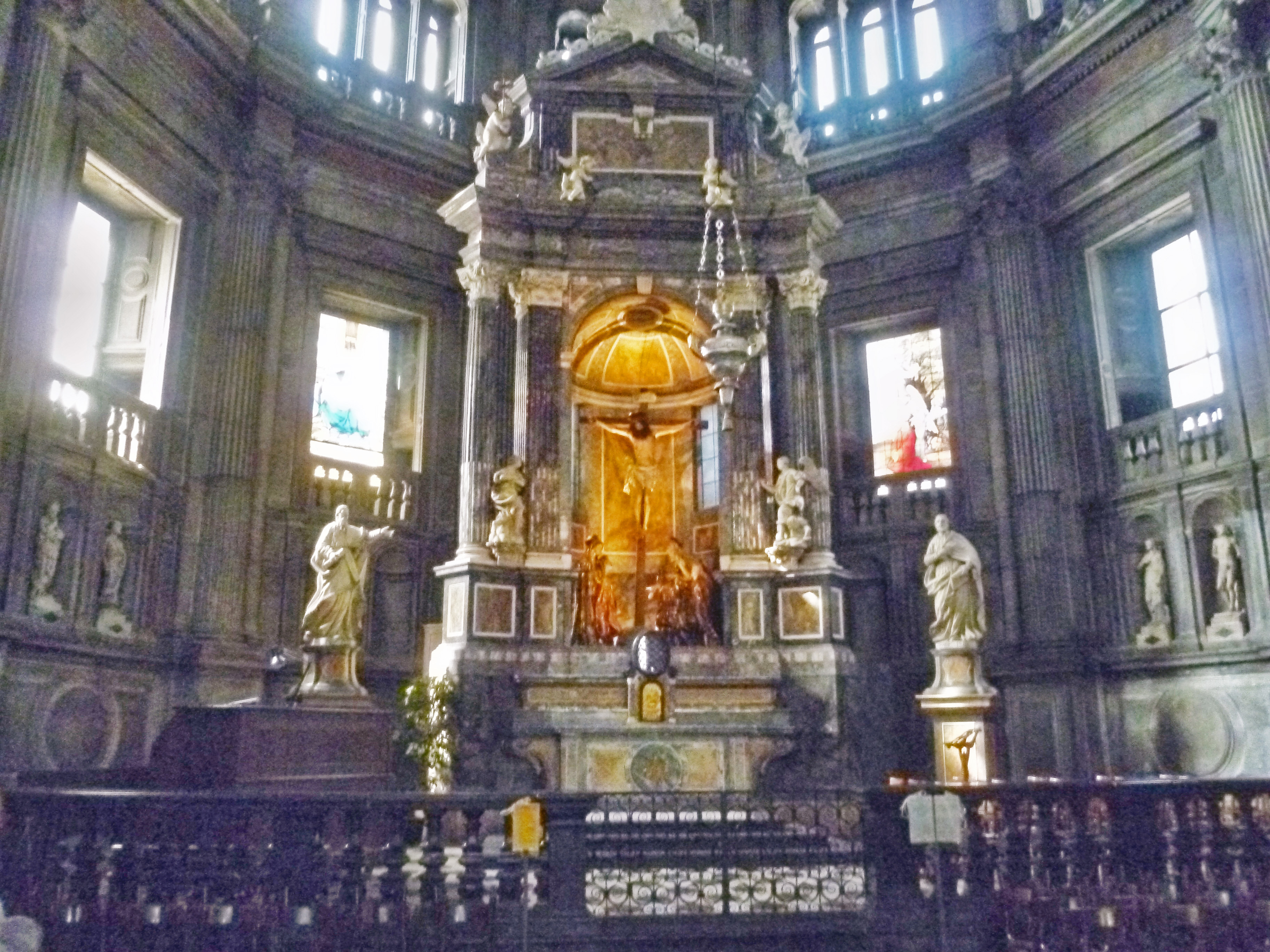
Transetto nord, con l'altare del Crocifisso
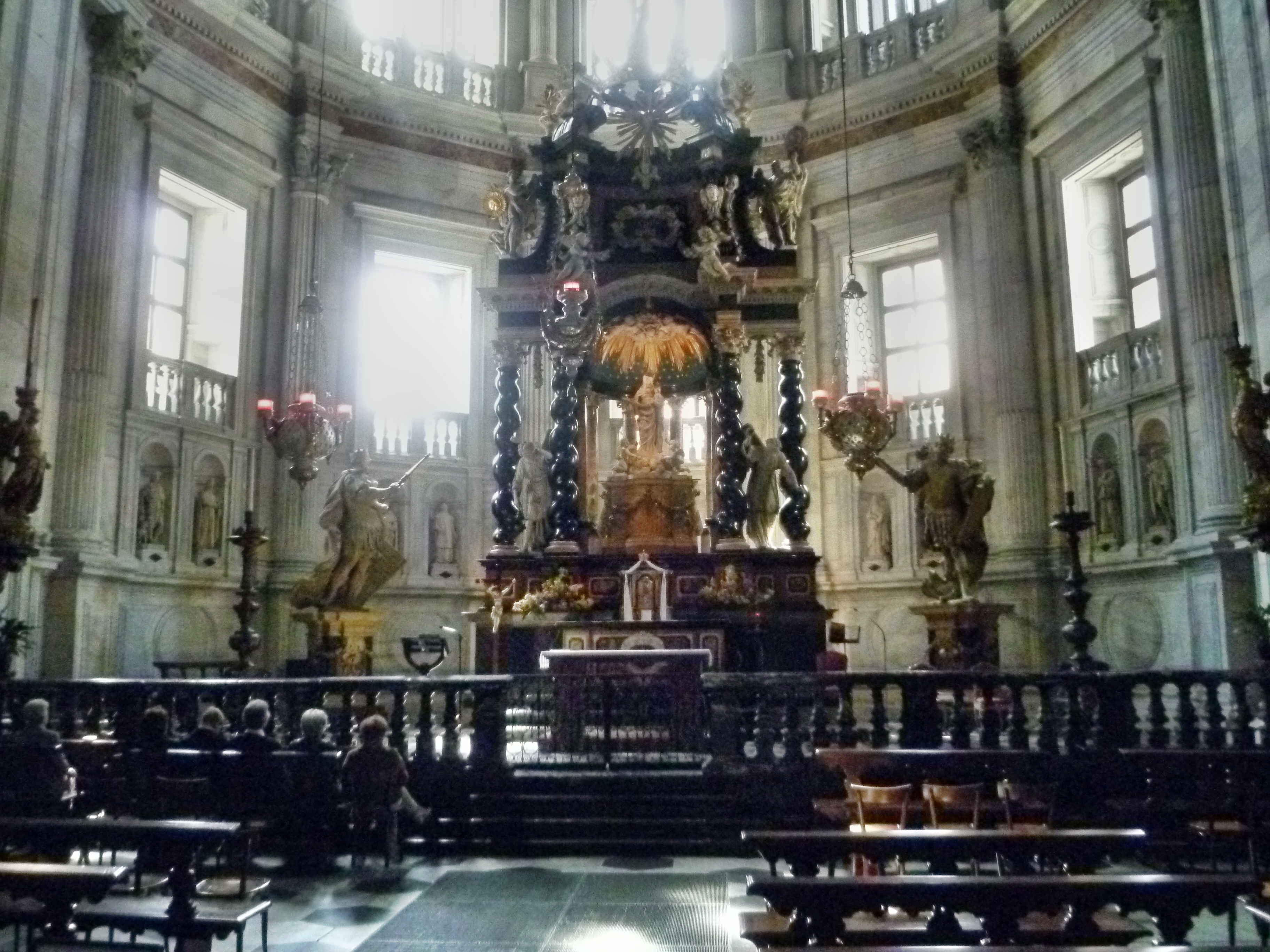
Transetto sud, con l'altare della Vergine di Francesco Maria Richini
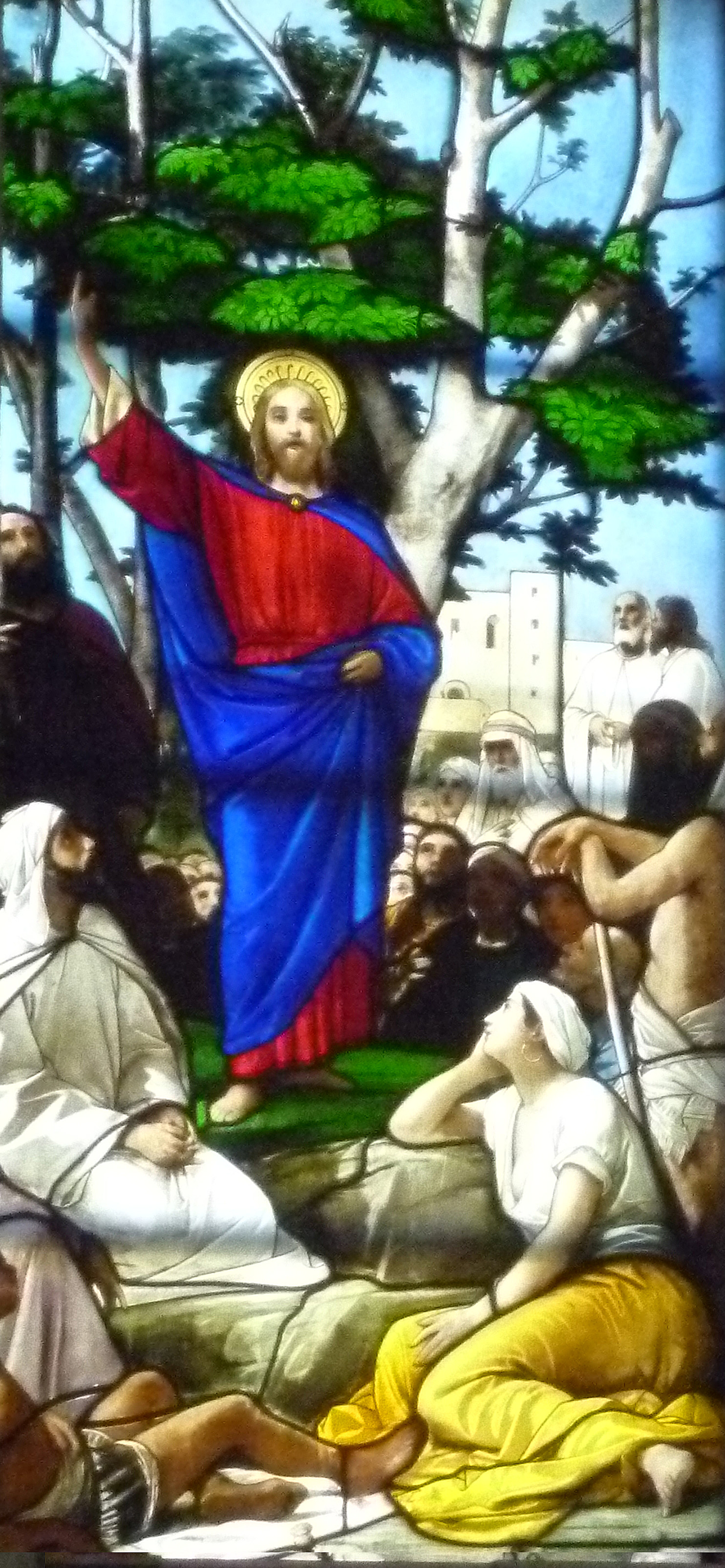
Cristo predica alle folle, vetrata di Pompeo Bertini
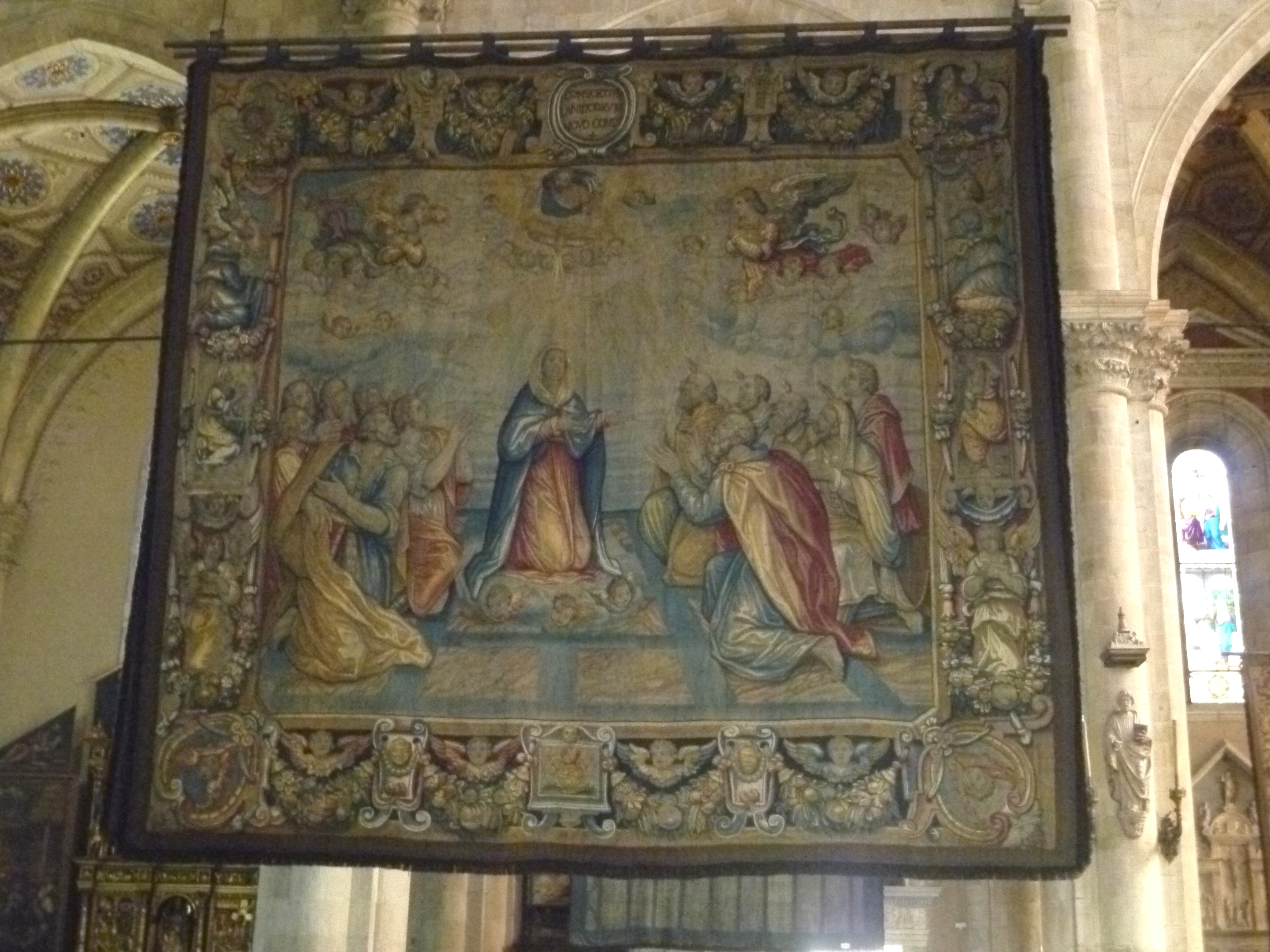
La Pentecoste, arazzo su cartone di Alessandro Allori

### Esplicative
1. ↑  Negli annali della Veneranda Fabbrica del Duomo di Milano, in data 30 aprile 1396, si registra:
«Concedesi licenza a maestro Lorenzo degli Spazzi di andare a Como per lavorarvi nella chiesa maggiore, giusta la richiesta fattane del Comune e d'uomini d'essa città»
(A. Artioli, Il duomo di Como, 7)
2. ↑  Il muro meridionale attuale coincide con quello della preesistente basilica paleocristiana di Santa Maria Maggiore, tanto che vi è conservato un affresco, probabilmente dei primi anni del XV secolo, che faceva parte dell'antico edificio. Nascosto oggi dal complesso della pala di Sant'Abbondio, l'affresco rappresenta una Madonna in trono con il Bambino e due angeli musicanti. Le pareti e i pilastri dell'antica basilica erano certamente ricoperti di affreschi simili a questo.
3. ↑  L'opera di smontaggio e rimontaggio della facciata fu progettata e diretta da Federico Frigerio; il complesso, delicato e costoso lavoro fu reso possibile dalla presenza a Roma del comasco Paolo Carcano, ministro del tesoro e suocero dell'architetto Frigerio, che garantì un cospicuo finanziamento statale, che coprì la quasi totalità delle spese. È un dettaglio interessante e per certi aspetti notevole il fatto che questo cantiere di restauro si svolse soprattutto durante la prima guerra mondiale (Saverio Xeres, La cattedrale della città, tra storia e simbolo, in Aa.vv., La cattedrale sul lago, 33). A ricordo dell'opera venne incisa un'epigrafe, murata sopra la porta minore destra e oggi leggibile con qualche fatica. Il testo venne dettato dal latinista Santo Monti:

«Proprio mentre alcune cattedrali stupende, bombardate da eserciti privi di senso civile, giacevano rase al suolo, la parte centrale e superiore di questa facciata, pericolosamente inclinata in avanti, fu smontata fino all'altezza del rosone, per la sicurezza del monumento e dei cittadini, e poi ricostruita e ripristinata: un lavoro assai meritevole per competenza tecnica e senso di fede. Il cantiere, incominciato il 15 marzo 1913, è stato chiuso il 17 giugno 1918»

(Mario Longatti, L'eco del mondo classico precristiano, in Aa.vv., La cattedrale sul lago, 177);
4. ↑  Anche nella basilica di Sant'Abbondio, nei mirabili affreschi dell'abside con la vita di Cristo, alle vicende legate ai Magi è dedicato un numero di riquadri decisamente preponderante. Nella parrocchia di Grandate, invece, un'antica cappella è tuttora chiamata "San Poss" - deformazione dialettale di Sanctorum pausa - e ricorderebbe il passaggio del corteo che da Milano trasferiva in Germania le reliquie dei Magi ( Mariuccia Belloni Zecchinelli e Luigi Mario Belloni, Hospitales e xenodochi: mercanti e pellegrini dal Lario al Ceresio, Menaggio, Attilio Sampietro, 1997,  pp. 54-60.).
5. ↑  In totale, dunque, sono cinque gli accessi alla cattedrale, secondo il numero simbolico dei cinque libri del Pentateuco, mentre sette sono le finestre che si aprono nell'abside principale, come le sette Chiese dell'Apocalisse: simbolicamente, dunque, il credente cristiano ha accesso ai misteri della sua fede attraverso la Torah ebraica e in generale l'Antico Testamento, e viene condotto ad andare oltre la storia, tendendo verso il futuro dell'Apocalisse.
6. ↑  Secondo una leggenda di origine orientale, ampiamente diffusa in Italia, l'incredulo Tommaso era giunto in ritardo al sepolcro della Vergine, soltanto il terzo giorno dopo la morte di lei, ma riaprendolo lo trovò vuoto. A Tommaso sarebbe stato però dato un segno per confermare la sua fede nell'assunzione di Maria ai cieli: la Vergine avrebbe lasciato cadere dal cielo la sua cintura, simbolo della sua perpetua verginità.
7. ↑  Queste due tele, insieme con l'Adorazione dei magi e la Fuga in Egitto, sempre rispettivamente di Bernardino Luini e Gaudenzio Ferrari e oggi ai lati dell'ancona lignea di Sant'Abbondio, formavano le ante dell'enorme teca che racchiudeva l'altare di Sant'Abbondio, che un tempo chiudeva il fondo di questa navata settentrionale: le due tele di Gaudenzio Ferrari, probabilmente, erano sull'interno delle ante, visibili quando gli sportelli erano aperti, mentre le due Adorazioni di Gesù Bambino, del Luini, erano visibili quando la teca era chiusa. Verso il 1670 la grande "macchina" venne spostata nell'attuale posizione e nel 1815 fu scomposta, con la collocazione delle quattro tele nelle posizioni attuali. Interessanti, nell'Adorazione dei pastori del Luini, le capanne con tetti di paglia sulla destra, corrispondenti probabilmente ad un tipo di costruzione diffuso allora in Lombardia; il sorriso della Vergine è senza dubbio una ripresa da Leonardo da Vinci. Nello Sposalizio della Vergine, invece, risalta l'edificio della sinagoga, edificato in forme classicheggianti, disseminata di numerosi giovani uomini, delusi per non essere stati scelti come sposi per la Vergine (secondo il racconto della Legenda aurea).
8. ↑  La "cavalcata" dei magi, secondo una moda diffusa soprattutto nell'Italia centrale (si pensi alla cappella dei Magi di Firenze), è arricchita di animali esotici, tra cui un elefante, una giraffa, una tigre e naturalmente diversi cammelli. Due personaggi, un giovane e un anziano profeta che discutono, con l'anziano che indica Gesù Bambino, sono presenti (con fisionomie diverse) anche nell'Adorazione dei pastori, sempre del Luini, oggi nella navata settentrionale, esattamente di fronte a questa tela. Nella Fuga in Egitto del Ferrari, i numerosi angeli sulla destra, soprattutto l'angelo-adolescente che conduce l'asino, rivelano già elementi manieristici; fondamentali, nel dipinto, sono gli elementi vegetali: la folta vegetazione che fa ombra nel paesaggio, i petali di rosa che un angelo sparge sulla via, la palma da datteri quasi ansiosa di offrire i suoi frutti alla Vergine (secondo le leggende raccolte nei vangeli apocrifi) e una pera, donata da un ragazzino a Gesù Bambino, simbolo della dolcezza del Cristo redentore.
9. ↑  A dire il vero, ancora oggi diverse chiese affermano di custodire le vere ossa di questi fratelli martiri.
10. ↑  Nella cattedrale, un'altra opera del Morazzone è lo stendardo di sant'Abbondio, commissionato nel 1608 dalla congregazione del Santissimo Sacramento. L'artista aveva inoltre lavorato, prima che nella sacrestia del duomo, per la chiesa di San Giovanni in Pedemonte (l'edificio di culto dei Domenicani in seguito demolito per lasciare posto alla stazione ferroviaria), raffigurando, in una grande lunetta, La caduta degli angeli ribelli, ora nella Pinacoteca di palazzo Volpi. Del 1612 sono le quattro tele della cappella della "Sacra Cintola" della chiesa di Sant'Agostino, raffiguranti La nascita della Vergine, La presentazione al tempio, Le nozze di Cana e La Pentecoste. La prima tela fu tanto ammirata che Giovan Battista Recchi ne trasse, nel 1633, il cartone per un arazzo, che fa parte della collezione degli arazzi della cattedrale anche se purtroppo non è esposto all'interno del duomo.
11. ↑  Anzi, alcuni episodi effettivamente presenti nei vangeli, come L'Annunciazione, La Visitazione di Maria ad Elisabetta, La nascita di Gesù e La fuga in Egitto, sono addirittura relegati in piccoli riquadri, con funzione puramente decorativa, nelle fastose cornici che racchiudono gli episodi dello Sposalizio della Vergine e del suo Transito.
12. ↑  La descrizione in questo capitolo dipende in larga parte da appunti del professor Alberto Rovi, stampati a cura della Cattedrale di Como nel 1996, in occasione del restauro dello stendardo, finanziato da una famiglia comasca.
13. ↑  L'iconologia è tipicamente controriformista: il culto eucaristico è direttamente collegato a quello dei santi, per affermare che sia il Santissimo Sacramento sia la Chiesa, di cui i santi rappresentano la componente "trionfante", sono "corpo di Cristo".
14. ↑  Anche in questo caso, è evidente che si tratti di un riformato che nega la transustanziazione proclamata dalla Chiesa cattolico-romana.
15. ↑  Le fonti per la ricostruzione di queste vicende sono conservate nell'Archivio Storico della Diocesi di Como, nella sezione dedicata all'Archivio della cattedrale di Como, fondo "Collegio dei Mansionari", cartella "Memorie storiche del Collegio".

### Bibliografiche
1. ↑  AA. VV., Il Duomo di Como, pp. 7-8.
2. ↑  Gianoncelli, Como e la sua convalle, 35-37.
3. 1 2  AA.VV., Una chiesa tra lago e montagne, p. 140.
4. ↑  Le guide Nodolibri, Il duomo di Como, 51-ss.
5. ↑   Torna l’antico Crocifisso di San Provino, su laprovinciadicomo.it. URL consultato il 13 aprile 2022.
6. 1 2  A. Artioli, Il duomo di Como, 7.
7. ↑  F. Cani e G. Monizza (a cura di), Como e la sua storia: La città murata, 273.
8. 1 2 3 4 5 6  Berra, p. 40.
9. 1 2 3  TCI, Guida d'Italia [...], p. 258.
10. ↑  TCI, Guida d'Italia [...], pp. 260-261.
11. ↑  AA. VV., Il Duomo di Como, pp. 10-11.
12. ↑  A. Artioli, Il duomo di Como, 8
13. 1 2 3 4 5 6 7 8 9 10 11 12 13 14 15 16 17 18 19 20 21  TCI, Guida d'Italia [...], p. 261.
14. ↑  AA. VV., Il Duomo di Como, p. 13.
15. ↑  AA. VV., Il Duomo di Como, p. 16.
16. ↑  AA.VV., Una chiesa tra lago e montagne, p. 142.
17. 1 2 3 4 5 6 7 8 9 10 11 12 13 14 15 16 17 18 19 20 21 22 23 24 25 26 27  TCI, Guida d'Italia [...], p. 262.
18. 1 2 3 4  AA. VV., Il Duomo di Como, p. 17.
19. ↑  F. Cani e G. Monizza (a cura di), Como e la sua storia: Dalla preistoria all'attualità, 151.
20. 1 2  AA. VV., Il Duomo di Como, p. 20.
21. ↑  AA.VV., Una chiesa tra lago e montagne, p. 185.
22. 1 2 3 4 5 6 7 8 9 10 11 12 13 14 15 16 17  TCI, Guida d'Italia [...], p. 263.
23. 1 2  Michela Catalano e Maria Grazia Balzarini, Duomo di Como (Lombardia Beni Culturali)
24. ↑  Darko Pandakovic, Luogo e segno per la diocesi, in Aa.vv., La cattedrale sul lago, 43
25. ↑  Stefano Della Torre, Apologo sopra una chiesa mutilata, in F. Cani e G. Monizza (a cura di), Como e la sua storia: La città murata, 264.
26. ↑  Zastrow, p. 104.
27. ↑  Pietro Pini, Capitoli di catechismo, in Aa.vv., La cattedrale sul lago, 156-158
28. ↑  AA. VV., Il Duomo di Como, p. 36.
29. 1 2  AA.VV., Una chiesa tra lago e montagne, p. 166.
30. ↑  AA.VV., Una chiesa tra lago e montagne, p. 169.
31. ↑  AA.VV., Una chiesa tra lago e montagne, p. 170.
32. 1 2 3 4  AA.VV., Una chiesa tra lago e montagne, p. 165.
33. ↑  Alberto Rovi, Immagini e simboli di santità, in Aa.vv., La cattedrale sul lago, 81-82
34. ↑  Felice Rainoldi, Templum Mariae Virginis, in Aa.vv., La cattedrale sul lago, 109-113
35. ↑  Berra, p. 55.
36. ↑  Moizi, p. 152.
37. ↑  Mario Longatti, L'eco del mondo classico precristiano, in Aa.vv., La cattedrale sul lago, 174. Sono state introdotte alcune correzioni nella resa del testo latino.
38. 1 2 3 4 5  AA.VV., Una chiesa tra lago e montagne, p. 176.
39. ↑   La porta della rana: una storia complicata, su Cattedrale di Como. URL consultato il 16 agosto 2019 (archiviato dall'url originale il 29 maggio 2023).
40. 1 2  AA. VV., Il Duomo di Como, p. 129.
41. ↑  AA.VV., Una chiesa tra lago e montagne, p. 181.
42. ↑  Berra, p. 39.
43. 1 2 3 4 5 6 7 8 9 10 11 12 13 14 15 16 17  TCI, Guida d'Italia [...], p. 264.
44. ↑   Palazzo del Broletto, su lombardiabeniculturali.it.
45. 1 2 3 4  AA. VV., Il Duomo di Como, p. 146.
46. 1 2 3  AA. VV., Il Duomo di Como, p. 222.
47. 1 2  Zastrow, p. 32.
48. 1 2 3 4 5  AA.VV., Una chiesa tra lago e montagne, p. 192.
49. 1 2 3 4 5 6  Zastrow, p. 52.
50. ↑  AA. VV., Il Duomo di Como, p. 150.
51. ↑  AA. VV., Il Duomo di Como, p. 192.
52. ↑  AA.VV., Una chiesa tra lago e montagne, p. 189.
53. 1 2 3 4 5  Zastrow, p. 50.
54. ↑  AA.VV., Una chiesa tra lago e montagne, p. 50.
55. 1 2 3 4  AA.VV., Una chiesa tra lago e montagne, p. 190.
56. ↑  AA. VV., Il Duomo di Como, p. 148.
57. ↑  AA.VV., Una chiesa tra lago e montagne, p. 195.
58. ↑  AA. VV., Il Duomo di Como, p. 152.
59. 1 2 3  Federico Frigerio, Il Duomo di Como e il broletto
60. 1 2  AA. VV., Il Duomo di Como, p. 204.
61. 1 2  AA. VV., Il Duomo di Como, pp. 140-141.
62. 1 2 3  AA.VV., Una chiesa tra lago e montagne, p. 199.
63. ↑  Aa.vv., Como, Cernobbio e Brunate, 22.
64. ↑  AA. VV., Il Duomo di Como, p. 90.
65. ↑  Saverio Xeres, La cattedrale della città, tra storia e simbolo, in Aa.vv., La cattedrale sul lago, 19
66. ↑  Darko Pandakovic, Luogo e segno per la diocesi, in Aa.vv., La cattedrale sul lago, 54
67. ↑   MAGATTI, Pietro Antonio - Enciclopedia, su Treccani. URL consultato il 14 gennaio 2025.
68. ↑  Piffaretti, p. 76.
69. ↑  Riportato da Luisa Cogliati Arano in Aa.vv., Il Duomo di Como, 165.
70. 1 2 3 4 5 6  AA. VV., Il Duomo di Como, p. 166.
71. ↑  Luisa Cogliati Arano in Aa.vv., Il Duomo di Como, 166.
72. ↑  AA. VV., Il Duomo di Como, p. 164.
73. ↑  Felice Rainoldi, Templum Mariae Virginis, in Aa.vv., La cattedrale sul lago, 107-108.
74. ↑  AA.VV., Una chiesa tra lago e montagne, pp. 172-174.
75. 1 2  Alberto Rovi, I vetri dipinti nella facciata del Duomo di Como: motivi iconografici e stilistici, in Aa.vv., Duomo di Como. I vetri dipinti nella facciata, 6-19.
76. ↑  Federico Frigerio, Il Duomo di Como e il broletto, 200.
77. ↑  AA.VV., Una chiesa tra lago e montagne, p. 200.
78. 1 2  AA. VV., Il Duomo di Como, p. 219.
79. 1 2 3  AA. VV., Il Duomo di Como, p. 220.
80. ↑  Giorgio Mascherpa in Aa.vv., Il Duomo di Como.
81. ↑  AA. VV., Il Duomo di Como, pp. 213-214.
82. ↑  AA. VV., Il Duomo di Como, p. 214.
83. 1 2  AA. VV., Il Duomo di Como, p. 217.
84. ↑   BeWeB - Cattedrale - Como : Chiesa di Santa Maria Assunta, su BeWeB - Beni Ecclesiastici in Web. URL consultato il 17 luglio 2024.
85. 1 2   Trovata dopo 250 anni statua del duomo di Como, era in ospedale, su Ticinonline, 5 febbraio 2010. URL consultato il 17 luglio 2024.
86. ↑  Nello Forti Grazzini, Arazzi del '500 a Como, 25.
87. ↑  Felice Rainoldi, Una scelta apologetica: gli arazzi, in Aa.vv., La cattedrale sul lago, 128-129
88. ↑  AA.VV., Una chiesa tra lago e montagne, p. 194.
89. 1 2  AA. VV., Il Duomo di Como, p. 208.
90. ↑  AA. VV., Il Duomo di Como, pp. 208-211.
91. 1 2  AA. VV., Il Duomo di Como, p. 211.
92. 1 2 3 4   amministratore, Organi – Basilica Cattedrale, su cattedraledicomo.it. URL consultato il 1º dicembre 2021 (archiviato dall'url originale il 1º dicembre 2021).
93. ↑  Cristina Doneda, Parrocchia di S. Maria Assunta in Como (SIUSA)
94. ↑  Archivio Storico della Diocesi di Como, Capitolo della cattedrale, Sezione IV Registri, Registro dei Canonici
95. ↑   Collegio Mansionari (PDF), su centrorusca.it.
96. ↑   Rivista Araldica, vol. 34, Collegio Araldico, 1935,  p. 45.
97. ↑   Cattedrale di Como, su cattedraledicomo.it, alle sezioni Capitolo della cattedrale e Mansionari della cattedrale. URL consultato il 15 agosto 2019.